# Jacques-Louis David
Vous lisez un « bon article » labellisé en 2011.
Pour les articles homonymes, voir Jacques David (homonymie) et David.
Jacques-Louis David est un peintre et conventionnel français né le 30 août 1748 à Paris et mort le 29 décembre 1825 à Bruxelles. Il est considéré comme le chef de file du mouvement néo-classique, dont il représente le style pictural. Il opère une rupture avec le style galant et libertin de la peinture rococo du XVIIIe siècle représentée à l'époque par François Boucher et Carle Van Loo, et revendique l’héritage du classicisme de Nicolas Poussin et des idéaux esthétiques grecs et romains, en cherchant, selon sa propre formule, à « régénérer les arts en développant une peinture que les classiques grecs et romains auraient sans hésiter pu prendre pour la leur ».
Formé à l'Académie royale de peinture et de sculpture, il devient en 1784 un peintre renommé avec Le Serment des Horaces. Membre de l'Académie royale, il combat cette institution sous la Révolution et entame en parallèle à sa carrière artistique une activité politique en devenant député à la Convention et organisateur des fêtes révolutionnaires. Son engagement l'amène à voter la mort du roi Louis XVI, et son soutien pour Maximilien de Robespierre lui vaudra, à la chute de celui-ci, d'être emprisonné lors de la réaction thermidorienne. Ses activités politiques prennent fin sous le Directoire, il devient membre de l'Institut et se prend d'admiration pour Napoléon Bonaparte. Il se met à son service quand celui-ci accède au pouvoir impérial, et il réalise pour lui sa plus grande composition Le Sacre de Napoléon.
Sous la Restauration, son passé de révolutionnaire régicide et d'artiste impérial lui vaut d'être exilé. Il se réfugie à Bruxelles et continue jusqu'à sa mort en 1825 son activité artistique.
Son œuvre est exposée dans la plupart des musées d'Europe et aux États-Unis, et pour une grande partie au musée du Louvre. Elle est constituée principalement de tableaux d'histoire et de portraits. Il fut un maître pour deux générations d’artistes, venues de toute l’Europe pour se former dans son atelier qui, à son apogée, comptait une quarantaine d’élèves, dont Girodet, Gérard, Gros et Ingres furent les plus réputés.
Il fut l’un des artistes les plus admirés, enviés et honnis de son temps, autant pour ses engagements politiques que pour ses choix esthétiques.

## Biographie

### Enfance

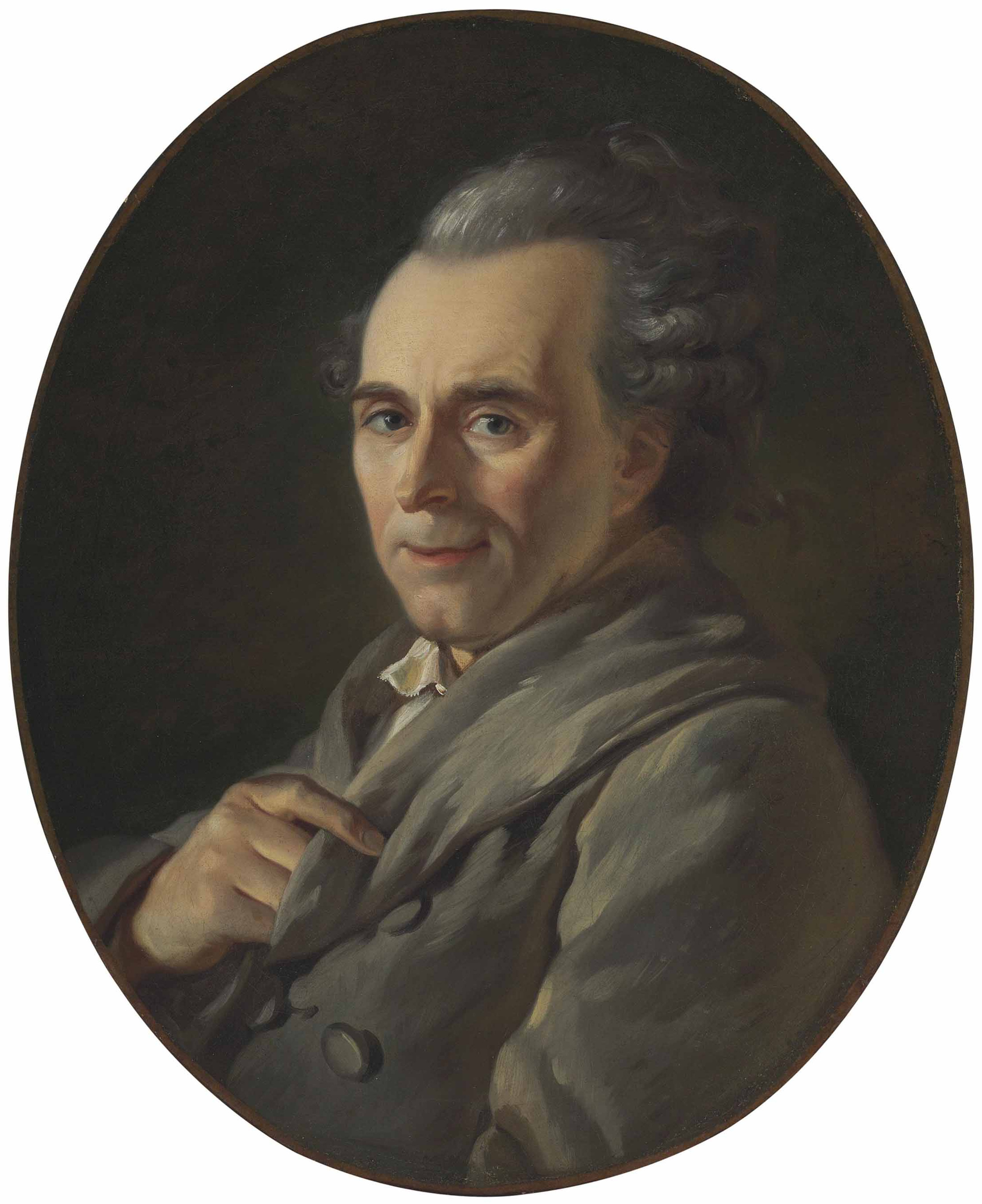
Portrait par David de Michel-Jean Sedaine son protecteur, peint en 1772 (collection privée, localisation inconnue).

Jacques-Louis David naît à Paris le 30 août 1748 au 2 quai de la Mégisserie, dans une famille de la petite bourgeoisie. Son père, Louis-Maurice David, est marchand-mercier de fers en gros à Paris. Si on a longtemps cru qu'il acquiert une charge de « commis aux aydes » (équivalent de receveur fiscal) à Beaumont-en-Auge dans la Généralité de Rouen (actuellement dans le département du Calvados) pour s'élever socialement, les recherches récentes montrent qu'il n'en est rien : Louis-Maurice subit en fait une faillite et dès lors exerce un petit emploi salarié, en s'éloignant de Paris, comme nombre de marchands-merciers faillis. Sa mère, Marie-Geneviève, née Buron, appartient à une famille de maîtres-maçons ; son frère François Buron est architecte des Eaux et Forêts, son beau-frère Jacques-François Desmaisons est architecte et son second beau-frère Marc Desistaux est maître-charpentier. Elle est aussi, du côté maternel, cousine issue de germain du peintre François Boucher.
Jacques-Louis David est baptisé le 30 août 1748, jour de sa naissance, en l'église Saint-Germain-l'Auxerrois en présence de Jacques Prévost, marchand potier d'étain, et de Jeanne-Marguerite Lemesle, épouse de Jacques Buron, maître-maçon, ses parrain et marraine, comme indiqué dans son acte de baptême.
Le jeune David est mis en pension au couvent de Picpus jusqu’au 2 décembre 1757, date à laquelle son père meurt, à l’âge de trente ans. Parmi les premiers biographes de David, Coupin, suivi par Delécluze et Jules David, attribuait la cause du décès à un duel à l’épée,,. Mais A. Jal constatait que l'acte de décès ne donnait aucune indication sur les circonstances de la mort de Louis-Maurice David,. David a alors neuf ans et sa mère fait appel à son frère François Buron pour l’aider à s’occuper de l’éducation de son fils. Après lui avoir suivi des cours chez un répétiteur, il entre au collège des Quatre-Nations dans la classe de rhétorique. Dès lors, sa mère se retire à Évreux et laisse l’entière éducation de David à la charge de son frère. Ayant remarqué ses dispositions pour le dessin, sa famille envisage d’abord de lui faire embrasser la carrière d’architecte, comme ses deux oncles. Le jeune homme obtient un atelier dans la maison de Michel-Jean Sedaine qui le prend sous son aile en guise de reconnaissance pour l'aide que lui avait jadis donnée Buron.

### Formation

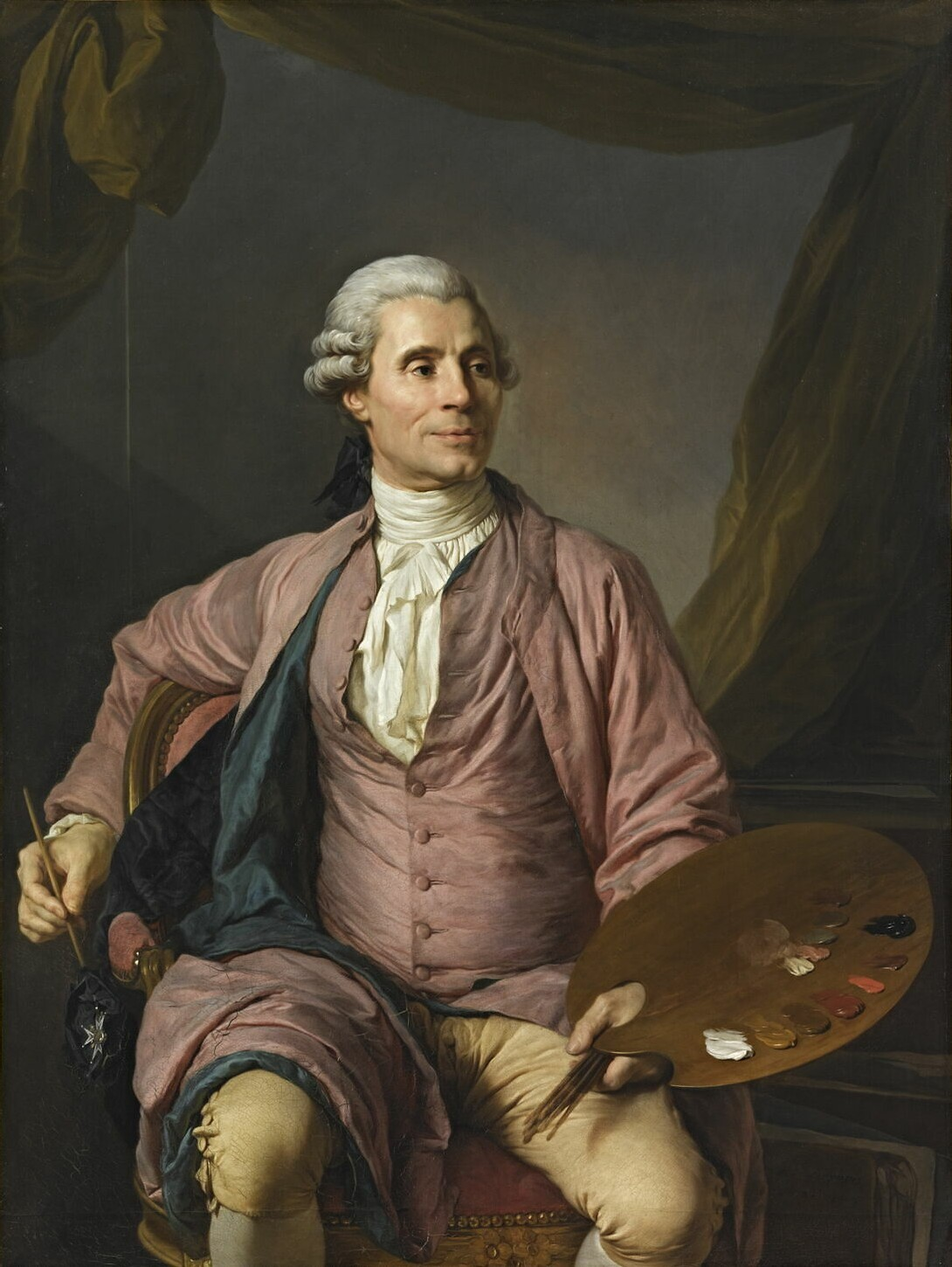
Joseph-Marie Vien, maître de David et précurseur en France du néo-classicisme, par Duplessis, 1784.

En 1764, après avoir appris le dessin à l’Académie de Saint-Luc, David est mis en relation par sa famille avec François Boucher, premier peintre du roi, afin d’être formé au métier de peintre. Boucher étant malade et trop âgé pour enseigner (il meurt en 1770), celui-ci estime qu'il pourrait tirer un meilleur bénéfice de l’apprentissage des nouvelles tendances picturales que peut lui apporter Joseph-Marie Vien, artiste dont le style antiquisant n’est pas encore exempt d’inspirations galantes.
En 1766, entré à l’atelier de Vien, mais encore influencé par l’esthétique de Boucher, David commence à étudier l’art à l’Académie royale, dont l’enseignement devait permettre aux élèves de concourir pour le Prix de Rome. Jean Bardin compte parmi les autres professeurs de l’académie qui lui enseignent les principes de la composition, de l’anatomie et de la perspective, et il a comme condisciples Jean-Baptiste Regnault, François-André Vincent et François-Guillaume Ménageot.

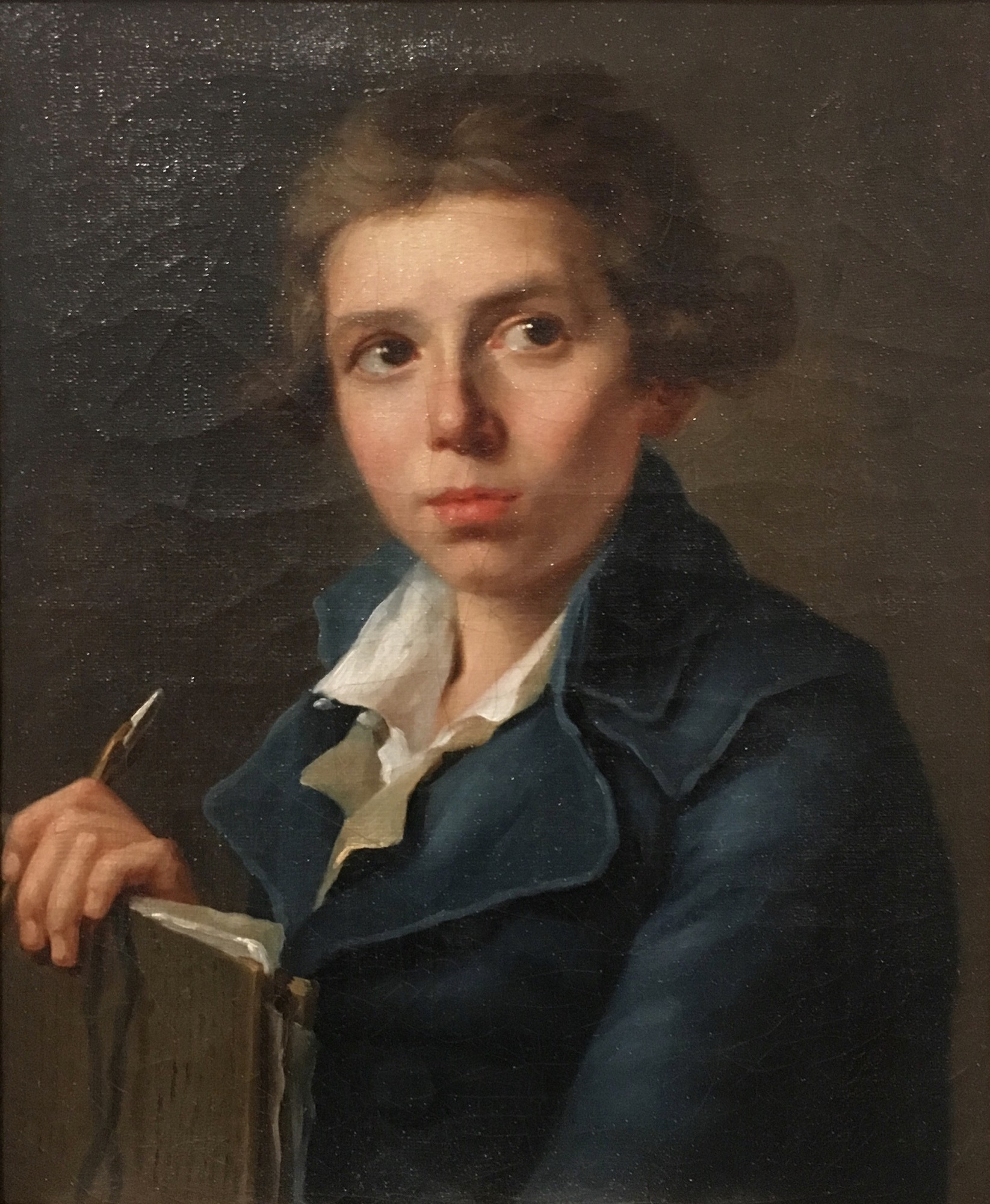
Joseph-Marie Vien, Portrait de Jacques-Louis David adolescent, vers 1765.

Michel-Jean Sedaine, ami proche de la famille, secrétaire de l’Académie d’architecture et auteur de théâtre, devient son protecteur et s’occupe de parfaire son éducation intellectuelle en le faisant rencontrer quelques-unes des personnalités culturelles de l’époque. C’est peut-être lors de ces années d’apprentissage qu’il développe une tumeur dans la joue gauche, consécutive à un combat à l’épée avec l’un de ses condisciples d’atelier.
En 1769, la troisième médaille qu’il reçoit au « Prix de quartier » lui ouvre la voie vers le concours du grand Prix de Rome.

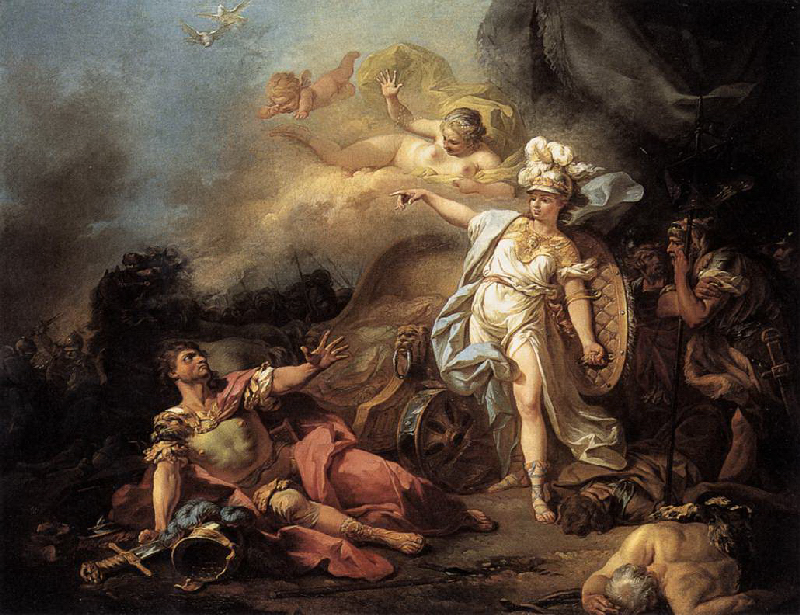
Combat de Mars contre Minerve (1771), Paris, musée du Louvre.

En 1771, il obtient le second prix avec son œuvre le Combat de Mars contre Minerve, dans un style hérité du Rococo et d’une composition jugée faible par le jury de l’académie ; le lauréat fut Joseph-Benoît Suvée et David vouera à ce dernier, sa vie durant, une haine tenace.
En 1772, il manque à nouveau le premier prix avec Diane et Apollon perçant de leurs flèches les enfants de Niobé, le grand prix étant décerné ex-æquo à Pierre-Charles Jombert et Gabriel Lemonnier, à la suite d’un vote arrangé du jury. Après cet échec, qu’il vécut comme une injustice, il résout de se laisser mourir de faim, mais après deux jours, l’un des jurés, Gabriel-François Doyen, le convainc d’abandonner sa tentative de suicide. En 1773, c’est encore un échec avec La Mort de Sénèque, sujet inspiré de Tacite ; le lauréat fut Pierre Peyron, dont le style antique était récompensé pour sa nouveauté, la composition de David étant jugée trop théâtrale. Ne pouvant recevoir deux fois le second prix, en guise de consolation, l’Académie lui décerne le prix de l'Étude des têtes et de l'expression pour son pastel intitulé La Douleur.
Ces échecs successifs ont une incidence sur l’opinion de David contre l’institution académique. En 1793, il s’en sert d'argument lorsqu'il fait adopter le décret pour la suppression des académies.
À la fin de l’année 1773, Marie-Madeleine Guimard, première danseuse de l’Opéra, charge David de reprendre la décoration de son hôtel particulier transformé en théâtre privé, que Fragonard avait laissé inachevé à la suite de mésententes,.

### Pensionnaire de l’Académie à Rome

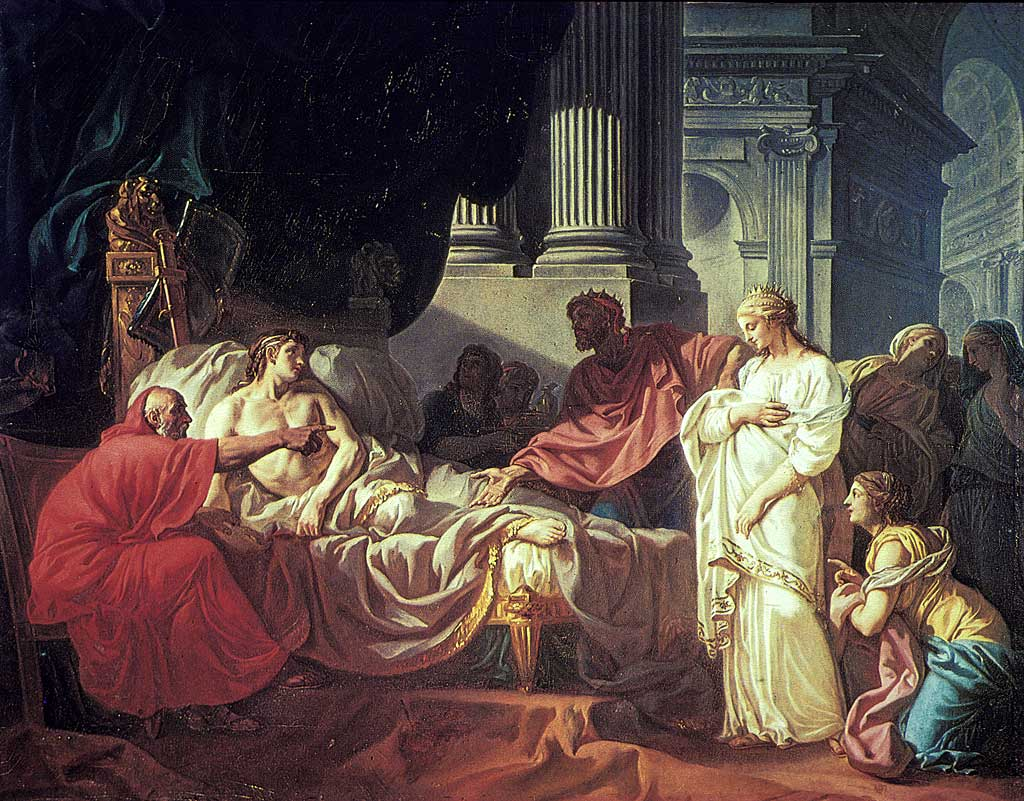
Érasistrate découvrant la cause de la maladie d’Antiochus (1774), Paris, École nationale supérieure des Beaux-Arts.

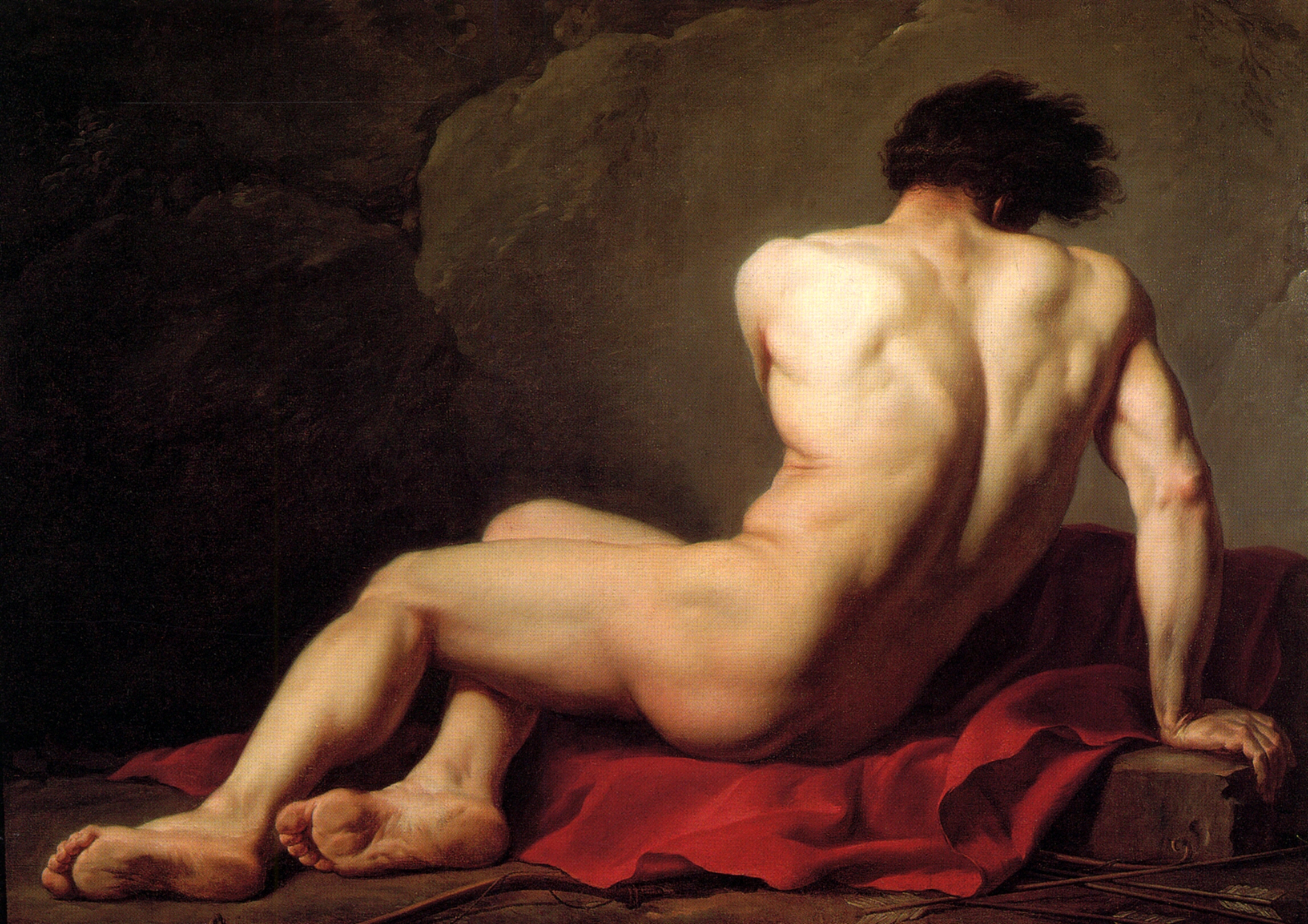
Académie dite Patrocle (1780), Cherbourg, Musée Thomas-Henry

En 1774, il gagne finalement le premier prix de Rome, qui lui permet de séjourner pendant quatre ans au palais Mancini, alors résidence de l’Académie de France à Rome. L’œuvre présentée, Érasistrate découvrant la cause de la maladie d’Antiochus (Paris, École nationale supérieure des beaux-arts), est conforme au nouveau canon de la composition dramatique.
Vers le 2 octobre 1775, David accompagne son maître Joseph-Marie Vien, qui vient d’être nommé directeur de l’Académie de France à Rome, et deux autres lauréats, le premier prix de sculpture en 1774, Pierre Labussière, et Jean Bonvoisin, second prix de peinture en 1775. Lors de son périple, il s’enthousiasme pour les peintures de la Renaissance italienne qu’il voit à Parme, Bologne et Florence. La première année de son séjour à Rome, David suit le conseil de son maître en se consacrant essentiellement à la pratique du dessin. Il étudie attentivement les Antiques, réalisant des centaines de croquis de monuments, de statues et de bas-reliefs. L’ensemble de ses études compose cinq volumineux recueils in-folio.
Il réalise en 1776 un grand dessin, Les Combats de Diomède (Vienne. Graphische Sammlung Albertina), qui représente un de ses premiers essais dans le genre historique, essai qu’il concrétise deux ans plus tard avec Les Funérailles de Patrocle (Dublin, National Gallery of Ireland), une étude de grandes dimensions peinte à l’huile, destinée à la commission de l’Académie des beaux-arts, qui était chargée d’évaluer les envois des pensionnaires de Rome. Celle-ci encouragea le talent de David, mais souligna des faiblesses dans le rendu de l’espace et déplora l’obscurité générale de la scène, ainsi que le traitement de la perspective. Il peint aussi plusieurs tableaux dans un style emprunté au caravagisme : deux académies d’homme, l’une intitulée Hector (1778) et la seconde dite Patrocle (1780), inspirée du marbre Galate mourant du musée du Capitole, un Saint Jérôme, une Tête de philosophe et une copie de la Cène de Valentin de Boulogne.
De juillet à août 1779, David se rend à Naples en compagnie du sculpteur François Marie Suzanne. Durant ce séjour, il visite les ruines d’Herculanum et de Pompéi. Il attribua à ce voyage l'origine de sa conversion au nouveau style inspiré de l’Antiquité ; il écrit en 1808 : « Il me sembla qu’on venait de me faire l’opération de la cataracte […] je compris que je ne pouvais améliorer ma manière dont le principe était faux, et qu’il fallait divorcer avec tout ce que j’avais cru d’abord être le beau et le vrai ». Le biographe Miette de Villars suggère que l’influence de l’amateur d’Antiquité Antoine Quatremère de Quincy, adepte des idées de Winckelmann et Lessing, dont David, selon lui, fait la connaissance à Naples, n’y fut pas étrangère,,, mais aucune source contemporaine ne confirme une rencontre entre les deux hommes à cette époque.
Après ce voyage, il est sujet à une profonde crise de dépression qui dure deux mois, dont la cause n’est pas clairement définie. Selon la correspondance du peintre à cette époque, elle est due à une relation avec la femme de chambre de madame Vien, associé à une période de doute après la découverte des vestiges de Naples,. Pour le sortir de cette crise de mélancolie, son maître lui fait avoir une commande pour un tableau à thème religieux commémorant l’épidémie de peste survenue à Marseille en 1720, Saint Roch intercédant la Vierge pour la guérison des pestiférés, destiné à la chapelle du Lazaret de Marseille (musée des beaux-arts de Marseille). Même si l’on perçoit quelques résurgences du caravagisme, l’œuvre témoigne d’une nouvelle manière de peindre chez David, et s’inspire directement du style de Nicolas Poussin, en reprenant la composition en diagonale de l'Apparition de la Vierge à saint Jacques le majeur (1629, musée du Louvre). Achevé en 1780, le tableau est présenté dans une salle du palais Mancini et produit une forte impression sur les visiteurs romains. Lors de son exposition à Paris en 1781, le philosophe Diderot est impressionné par l’expression du pestiféré au pied de saint Roch.

### Agrément par l’Académie

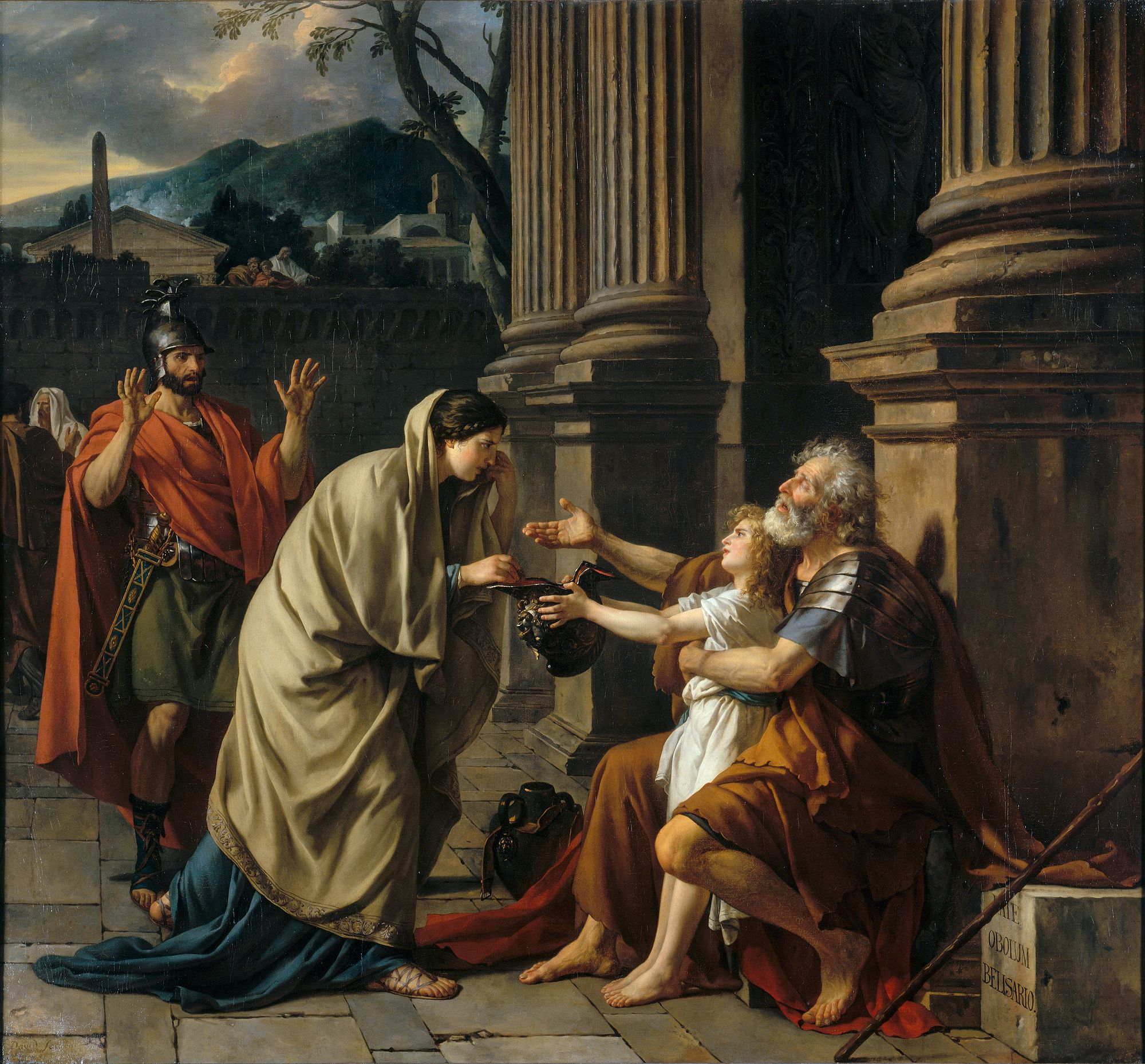
Bélisaire demandant l’aumône (1780), Lille, musée des beaux-arts.

Pompeo Batoni, doyen des peintres italiens et un des précurseurs du néo-classicisme, tenta sans succès de le convaincre de rester à Rome, mais David quitte la ville éternelle le 17 juillet 1780 en emportant avec lui trois œuvres, le Saint Roch, et deux toiles alors inachevées, Bélisaire demandant l'aumône et le Portrait du comte Stanislas Potocki. Stanislas Potocki est un gentilhomme et esthète polonais qui a traduit Winckelmann ; le peintre l’avait rencontré à Rome et il le représente en s’inspirant des portraits équestres d'Antoon Van Dyck.
Il arrive à Paris à la fin de l’année et termine son Bélisaire (Lille, musée des beaux-arts), tableau de grandes dimensions destiné à l’agrément de l’artiste par l’Académie royale de peinture et de sculpture, seul moyen pour les artistes de l’époque d’obtenir ensuite le droit d’exposer au Salon de l’Académie, à la suite de la décision du comte d’Angiviller, directeur général des Bâtiments du Roi, de limiter l’accès du Salon aux seuls artistes reconnus par l’Académie et à interdire les autres expositions publiques.

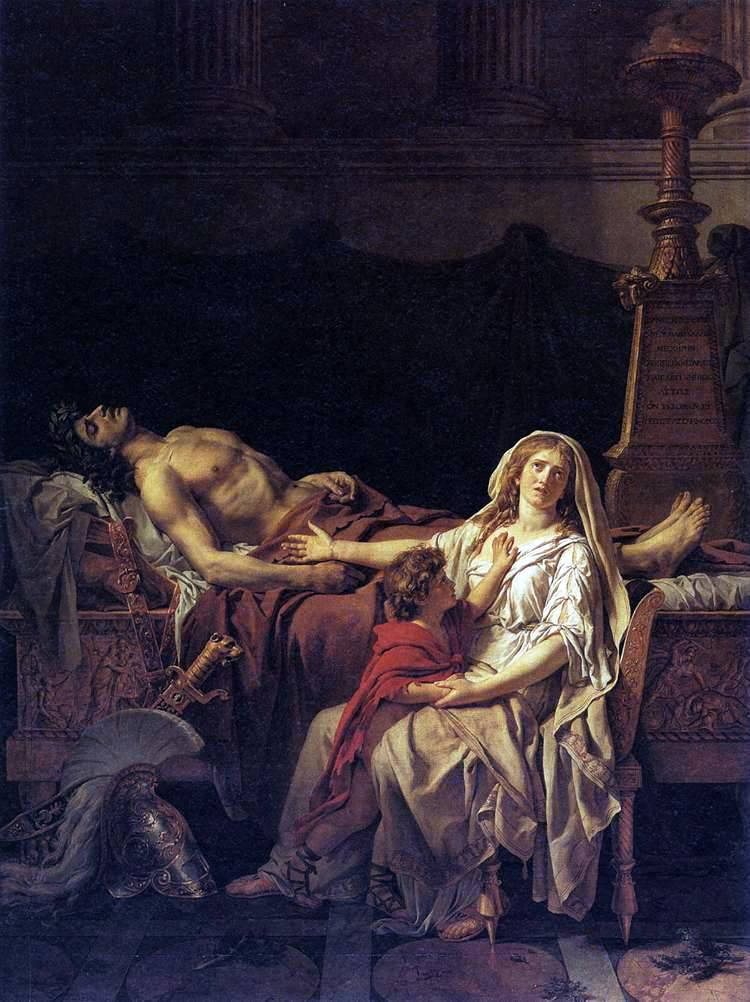
La Douleur d'Andromaque (1783), musée du Louvre.

C’est après avoir vu le tableau sur le même sujet peint pour le cardinal de Bernis par Pierre Peyron, ancien concurrent pour le prix de Rome, que David décide de réaliser lui aussi une toile sur le général byzantin déchu. Tous les deux s’inspirent du roman de Marmontel. L’œuvre témoigne de sa nouvelle orientation picturale et de son affirmation du style néo-classique. Reçu à l’unanimité, il peut présenter ses trois peintures ainsi que sa grande étude des Funérailles de Patrocle au Salon de 1781, où elles sont remarquées par la critique, en particulier par Diderot qui, paraphrasant Jean Racine dans Bérénice, avoue sa fascination pour le Bélisaire : « Tous les jours je le vois et crois toujours le voir pour la première fois ». Agréé de l'Académie royale de peinture et de sculpture, il obtient le 4 octobre 1781 du comte d’Angiviller une autorisation de sortir de France pendant trois à quatre mois pour aller en Flandre. Il est de retour à Paris le 26 décembre 1781. D'après la lettre de Pierre, premier peintre du roi, l'objet de ce voyage est d'étudier les maîtres de l'école flamande de peinture, en particulier Pierre-Paul Rubens.
Il épouse, en 1782, Marguerite Charlotte Pécoul, de dix-sept ans plus jeune que lui. Son beau-père, Charles-Pierre Pécoul, est entrepreneur des bâtiments du Roi, et dote sa fille d’une rente de 50 000 livres, fournissant à David les moyens financiers pour installer son atelier au Louvre où il dispose aussi d’un logement. Elle lui donnera quatre enfants, dont l’aîné Charles-Louis Jules David (nds) qui naîtra l’année suivante.
Il ouvre son atelier, où il reçoit des candidatures de la part de jeunes artistes désirant faire leurs apprentissages sous son enseignement. Fabre, Wicar, Girodet, Drouais, Debret sont parmi les premiers élèves de David.
Après l’agrément, David peint en 1783 son « Morceau de réception », La Douleur d'Andromaque (musée du Louvre), sujet qu’il choisit d’après un épisode de l'Iliade et dont le motif est inspiré du décor d’un sarcophage antique, La Mort de Méléagre, qu’il avait copié sur ses carnets à Rome. Avec cette œuvre, David est reçu comme membre de l’Académie le 23 août 1783, et, après la confirmation, il prête serment entre les mains de Jean-Baptiste Pierre, le 6 septembre.

### Chef de file de la nouvelle école de peinture

Le Serment des Horaces (1784, achevé en 1785), musée du Louvre.

Depuis 1781, David pensait faire, pour répondre à la commande des Bâtiments du Roi, une grande peinture d'histoire inspirée du thème du combat des Horaces et des Curiaces et indirectement de la pièce de Pierre Corneille, Horace. Mais c’est trois ans plus tard qu’il mène à bien ce projet en choisissant un épisode absent de la pièce, Le Serment des Horaces (1785, musée du Louvre), qu’il reprend peut-être de l’Histoire romaine de Charles Rollin, ou s’inspire d’une toile du peintre britannique Gavin Hamilton Le Serment de Brutus. Grâce à une aide financière de son beau-père, David part pour Rome en octobre 1784, accompagné de son épouse et d’un de ses élèves et assistant Jean-Germain Drouais, qui concourt pour le grand prix de Peinture. Il poursuit dans le Palazzo Costanzi la réalisation de son tableau, qu’il avait commencé à Paris.
David ne s’est pas tenu à la dimension de dix pieds sur dix (3,30 m sur 3,30 m) imposée par les Bâtiments du Roi, mais agrandit le tableau, lui donnant une largeur de treize pieds sur dix (4,25 m sur 3,30 m). Sa désobéissance aux instructions officielles lui vaut une réputation d’artiste rebelle et indépendant. Il prend l’initiative d’exposer sa toile à Rome, avant la présentation officielle au Salon, où elle connaît un grand retentissement dans le milieu des artistes et des archéologues.
Malgré son succès à Rome, et le soutien du marquis de Bièvre, il doit se contenter d’un mauvais emplacement pour sa toile au Salon de 1785, qu’il impute à ses mauvaises relations avec Jean-Baptiste Pierre, premier peintre du roi et directeur de l’Académie royale de Peinture et de Sculpture, mais qui en fait est dû au retard pris pour envoyer l’œuvre à Paris après l’ouverture du Salon. Cela n’empêche pas Le Serment des Horaces de connaître un grand succès public et critique, et de faire considérer David comme le chef de file de la nouvelle école de peinture, que l’on ne nomme pas encore le néo-classicisme.
Les succès de David comme artiste établi et reconnu par ses pairs, comme portraitiste de la haute société de son temps et comme professeur, l’exposent cependant aux jalousies de l’Académie. Le concours de 1786 pour le Prix de Rome est annulé, car les artistes candidats sont tous des élèves de son atelier, et sa candidature pour le poste de directeur de l’Académie de France à Rome est refusée.

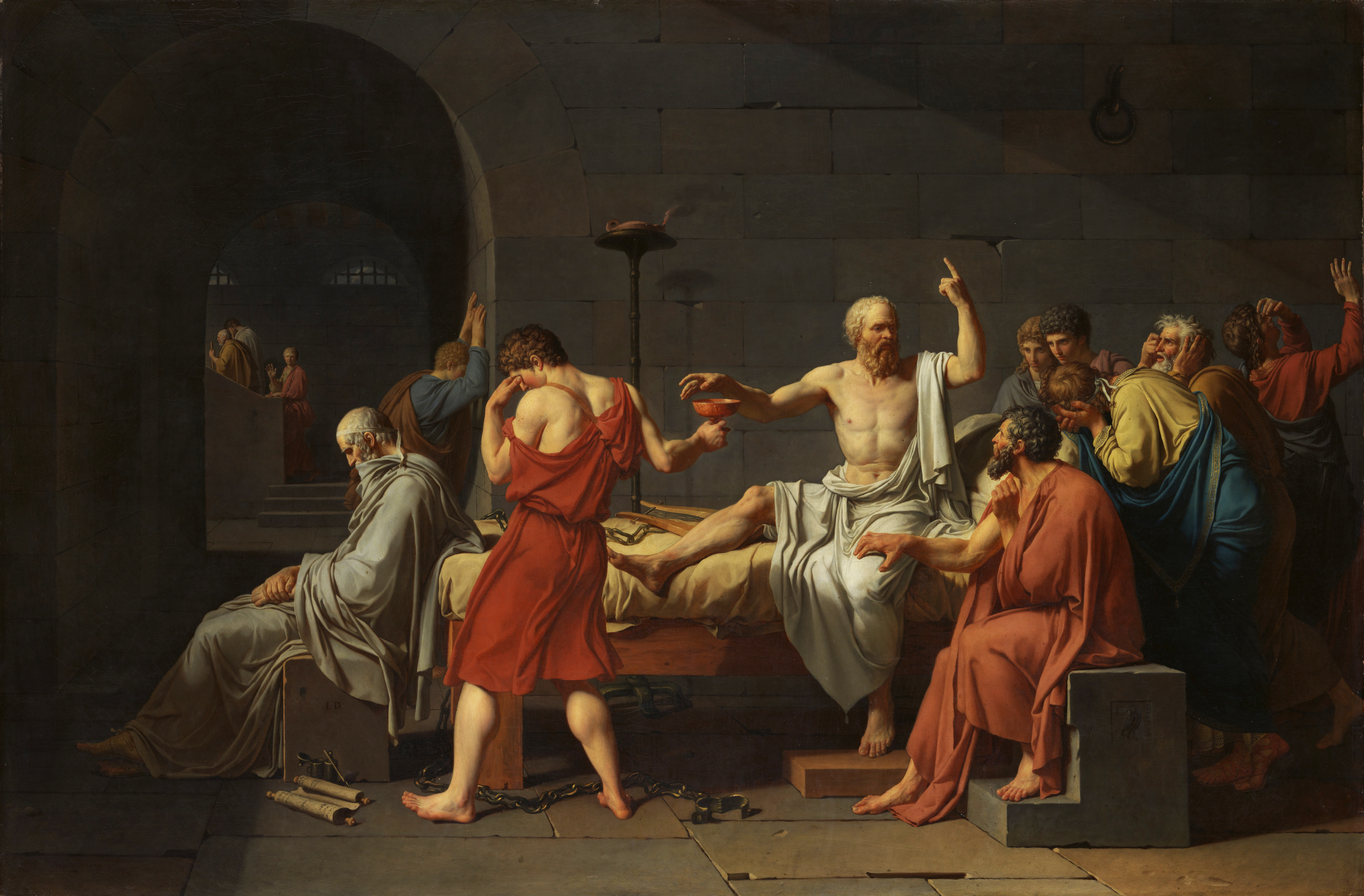
La Mort de Socrate (1787), New York, Metropolitan Museum of Art.

Cette même année, en l’absence de commande officielle du roi, il satisfait à celle de Charles Michel Trudaine de la Sablière, un aristocrate libéral, seigneur du Plessis-Franc et conseiller au parlement de Paris, en peignant La Mort de Socrate (1787, New York, Metropolitan Museum of Art), un tableau de demi-figure (1,29 mètre sur 1,96 mètre). Le geste de la main dirigée vers la coupe fut suggéré au peintre, selon le biographe P. A. Coupin, par son ami le poète André Chénier :

« Dans l’origine, David avait peint Socrate tenant déjà la coupe que lui présentait le bourreau. — Non ! non ! — lui dit André Chénier qui mourut également victime de l’injustice des hommes ; — Socrate, tout entier aux grandes pensées qu’il exprime, doit étendre la main vers la coupe ; mais il ne la saisira que lorsqu’il aura fini de parler. »

Exposée au Salon de 1787, l’œuvre se trouve en concurrence avec la version que Peyron présente de la même scène, et qui était commandée par les Bâtiments du Roi. De fait, en choisissant sciemment le même sujet, David se confronte à nouveau avec son ancien rival du prix de Rome de 1773 et prend sa revanche par le succès qu’il rencontre lors de son exposition,.
Il peint en 1788 Les Amours de Pâris et d’Hélène (1788, musée du Louvre) pour le comte d’Artois, futur Charles X, qu’il avait commencé deux ans auparavant. C’est la seule commande émanant directement d’un membre de la famille royale ; celle d’un portrait de Louis XVI montrant la Constitution au Dauphin, que le roi lui demande en 1792, ne sera jamais réalisée. L’année 1788 fut troublée par la mort précoce de son élève favori Jean-Germain Drouais, des suites de la petite vérole. À l’annonce de cette nouvelle, le peintre écrivit : « J’ai perdu mon émulation ».

### Époque révolutionnaire

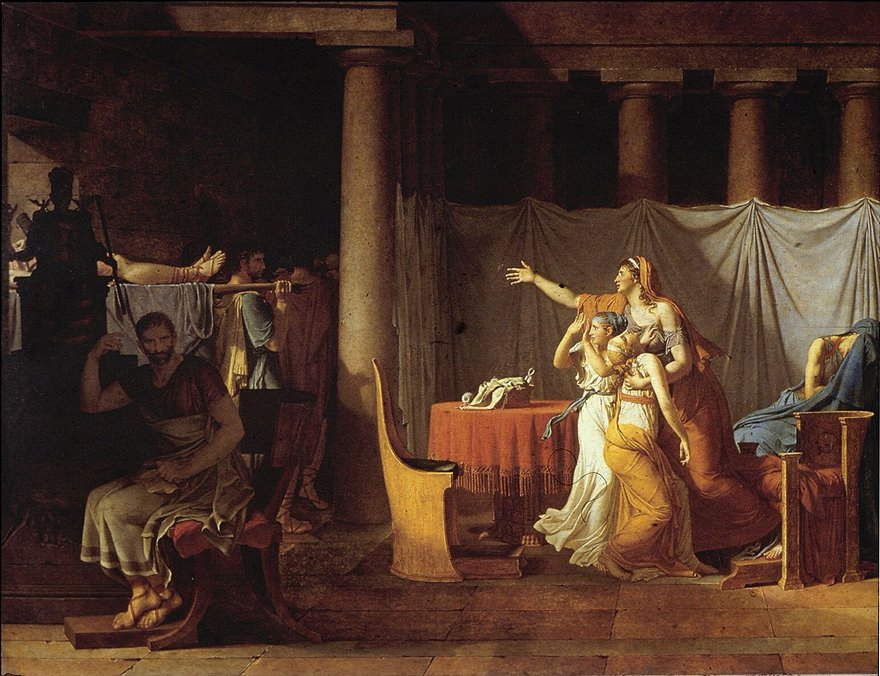
Les licteurs rapportent à Brutus les corps de ses fils (1789), musée du Louvre.

Dessin pour le Serment du jeu de paume (1791), musée national du château de Versailles et de Trianon.

En 1788, David fait le Portrait d'Antoine-Laurent Lavoisier et de sa femme. Le chimiste Antoine Lavoisier, qui est aussi fermier général et occupe à l’époque la fonction d’administrateur de la régie des Poudres et salpêtres, a provoqué en août 1789 une émeute à l’arsenal de Paris pour y avoir entreposé de la poudre à canon. À la suite de cet incident, l’Académie Royale de Peinture et de sculpture juge plus prudent de ne pas exposer le tableau au Salon de 1789.
C’est aussi ce qui faillit arriver pour le tableau Les licteurs rapportent à Brutus les corps de ses fils. D’Angiviller, craignant une comparaison entre l’intransigeance du consul Lucius Junius Brutus sacrifiant ses fils qui conspiraient contre la République romaine et la faiblesse de Louis XVI face aux agissements du comte d’Artois contre le tiers état, ordonna de ne pas l’exposer, alors qu’il s’agissait d’une commande des Bâtiments du roi. Les journaux de l’époque se saisirent de l’affaire, y voyant une censure des autorités. Peu après cette campagne de presse, le tableau est exposé au Salon, mais le peintre consent à enlever les têtes tranchées des fils de Brutus plantées sur des piques, qui figuraient initialement sur la toile. Le Brutus connaît une grande popularité auprès du public, allant jusqu’à influencer la mode et le mobilier. On adopte des coiffures « à la Brutus », les femmes abandonnent les perruques poudrées, et l’ébéniste Jacob réalise des meubles « romains » dessinés par David.
David fréquente depuis 1786 le milieu des aristocrates libéraux. Par l’intermédiaire des frères Trudaine, il fait la connaissance entre autres de Chénier, Bailly et Condorcet ; au salon de Madame de Genlis, il rencontre Barère, Barnave et Alexandre de Lameth, futurs protagonistes de la Révolution. Deux anciens condisciples nantais rencontrés à Rome, l’architecte Mathurin Crucy et le sculpteur Jacques Lamarie (es), lui proposent de faire une allégorie pour célébrer les événements pré-révolutionnaires qui se sont déroulés à Nantes à la fin de l’année 1788 : le projet n’aboutit pas, mais affirme la sympathie de David pour la cause révolutionnaire. En septembre 1789, prenant la tête, avec Jean-Bernard Restout, des « Académiciens dissidents », un groupe fondé pour réformer l’institution des Beaux-arts, il demande la fin des privilèges de l’Académie, et notamment le droit pour les artistes non agréés de pouvoir exposer au Salon.
En 1790, il entreprend de commémorer le Serment du jeu de paume. Ce projet inspiré à David par Dubois-Crancé et Barère, est la plus ambitieuse réalisation du peintre. L’œuvre qui, une fois terminée, devait être le plus grand tableau de David (dix mètres de large sur sept mètres de haut, soit un peu plus grand que le Sacre), représente les 630 députés présents lors de l’événement. Le projet est d’abord proposé, par son premier secrétaire Dubois-Crancé, à la Société des amis de la Constitution, premier nom du Club des Jacobins, à laquelle David vient d’adhérer. Une souscription pour la vente d’une gravure d’après le tableau pour le financement du projet est lancée, mais celle-ci ne permet pas de réunir les fonds nécessaires pour l’achèvement de la peinture.

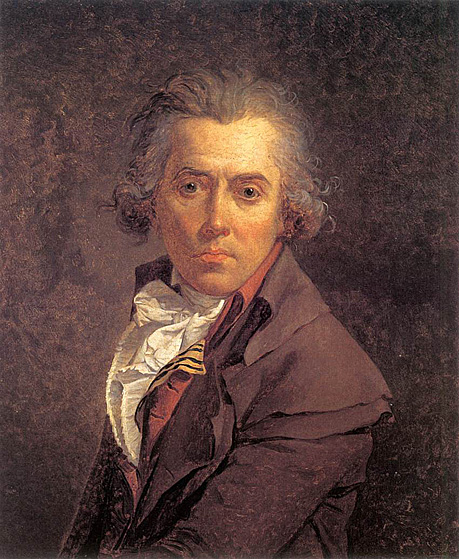
Autoportrait aux trois collets (1791) musée des Offices, Florence.

En 1791, Barère proposa à l’Assemblée constituante de prendre la suite du financement du Serment, mais, malgré le succès de l’exposition du dessin au Salon de 1791, le tableau ne fut jamais achevé, David abandonnant définitivement le projet en 1801. Selon les biographes, les causes sont multiples, d’abord financières : la souscription est un échec, une somme de 6 624 livres est réunie au lieu des 72 000 livres prévues, ; ensuite pour des raisons politiques : l’évolution des événements fait que parmi les personnages du groupe principal, Barnave, Bailly et Mirabeau (mort en avril 1791) sont discrédités par les patriotes pour leurs modérantismes et leurs rapprochements avec Louis XVI ; et pour des raisons esthétiques, David n’étant pas satisfait de la représentation de costumes modernes dans un style antique.
Tout en poursuivant son activité artistique, il entre en politique, en prenant la tête en 1790 de la « Commune des arts », issue du mouvement des « Académiciens dissidents ». Il obtient en 1790 la fin du contrôle du Salon par l’Académie royale de peinture et de sculpture et participe comme commissaire adjoint au premier « Salon de la liberté », qui ouvre le 21 août 1791. En septembre 1790, il milite auprès de l’Assemblée pour la suppression de toutes les Académies. La décision n’est entérinée, par un décret soutenu par le peintre et l’abbé Grégoire, que le 8 août 1793 ; entre-temps, il fait aussi supprimer le poste de directeur de l’Académie de France à Rome.
Le 11 juillet 1791, a lieu le transfert des cendres de Voltaire au Panthéon ; des doutes subsistent quant au rôle de David dans son organisation. Il semble en fait n’avoir été qu’un conseiller et ne pas avoir pris une part active à la cérémonie.

### Peintre et conventionnel

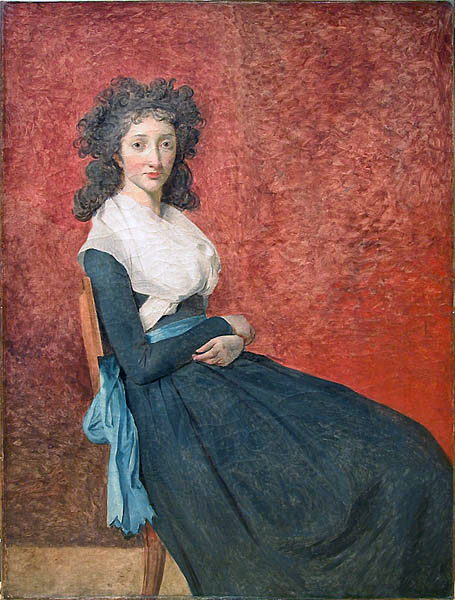
Portrait de Madame Marie-Louise Trudaine (1791-1792) Musée du Louvre, Paris.

Dès août 1790, Charlotte David, en désaccord avec les opinions de son mari, engage leur séparation et se retire un temps dans un couvent. Le 17 juillet 1791, David fait partie des signataires de la pétition demandant la déchéance de Louis XVI, réunis au Champ de Mars juste avant la fusillade ; il fait à cette occasion la connaissance du futur ministre de l'Intérieur, Roland. En septembre de la même année, il tente sans succès de se faire élire comme député à l'Assemblée législative. Son activité artistique se fait moins présente : s'il trouve le temps de faire son deuxième autoportrait dit Autoportrait aux trois collets (1791, Florence, Galerie des Offices), il laisse inachevés plusieurs portraits, dont ceux de Madame Pastoret et de Madame Trudaine.
En 1792, ses positions politiques se radicalisent : le 15 avril, il organise sa première fête révolutionnaire en l'honneur du régiment suisse de Chateauvieux, qui s’étaient mutinés dans leur garnison de Nancy. Son soutien à cette cause provoque la rupture définitive avec ses anciennes relations libérales, notamment André Chénier et Madame de Genlis.
Le 17 septembre 1792, il est élu 20e député de Paris à la Convention nationale, avec 450 voix aux élections du second degré, et le soutien de Jean-Paul Marat qui le classe parmi les « excellents patriotes ». Représentant du peuple à la section du muséum, il siège avec le parti de la Montagne.
Peu après le 13 octobre, il est nommé au Comité d'instruction publique et, à ce titre, est chargé de l'organisation des fêtes civiques et révolutionnaires, ainsi que de la propagande. Au Comité, de 1792 à 1794, il s'occupe de l'administration des arts, qui s'ajoute à son combat contre l'Académie. Également membre de la Commission des monuments, il propose l'établissement d'un inventaire de tous les trésors nationaux et joue un rôle actif dans la réorganisation du Muséum des Arts. Il conçoit au début de l'année 1794 un programme d'embellissement de Paris et fait installer les chevaux de Marly de Guillaume Coustou à l'entrée des Champs-Élysées.
Du 16 au 19 janvier 1793 (27 au 30 nivôse an I), il vote pour la mort du roi Louis XVI, ce qui provoque la procédure de divorce intentée par son épouse. Le 20 janvier, le conventionnel Louis-Michel Lepeletier de Saint-Fargeau est assassiné pour avoir, lui aussi, voté la mort du roi. David est chargé par Barère de la cérémonie funéraire et fait exposer le corps place des Piques. Il représente ensuite le député sur son lit de mort dans un tableau Les Derniers Moments de Michel Lepeletier, exposé à la Convention. Cette œuvre, qui est ensuite récupérée par le peintre en 1795, a probablement été détruite en 1826 par Suzanne Lepeletier de Mortefontaine la fille du conventionnel assassiné. Elle reste connue par un dessin de son élève Anatole Devosge, et une gravure de Pierre Alexandre Tardieu.

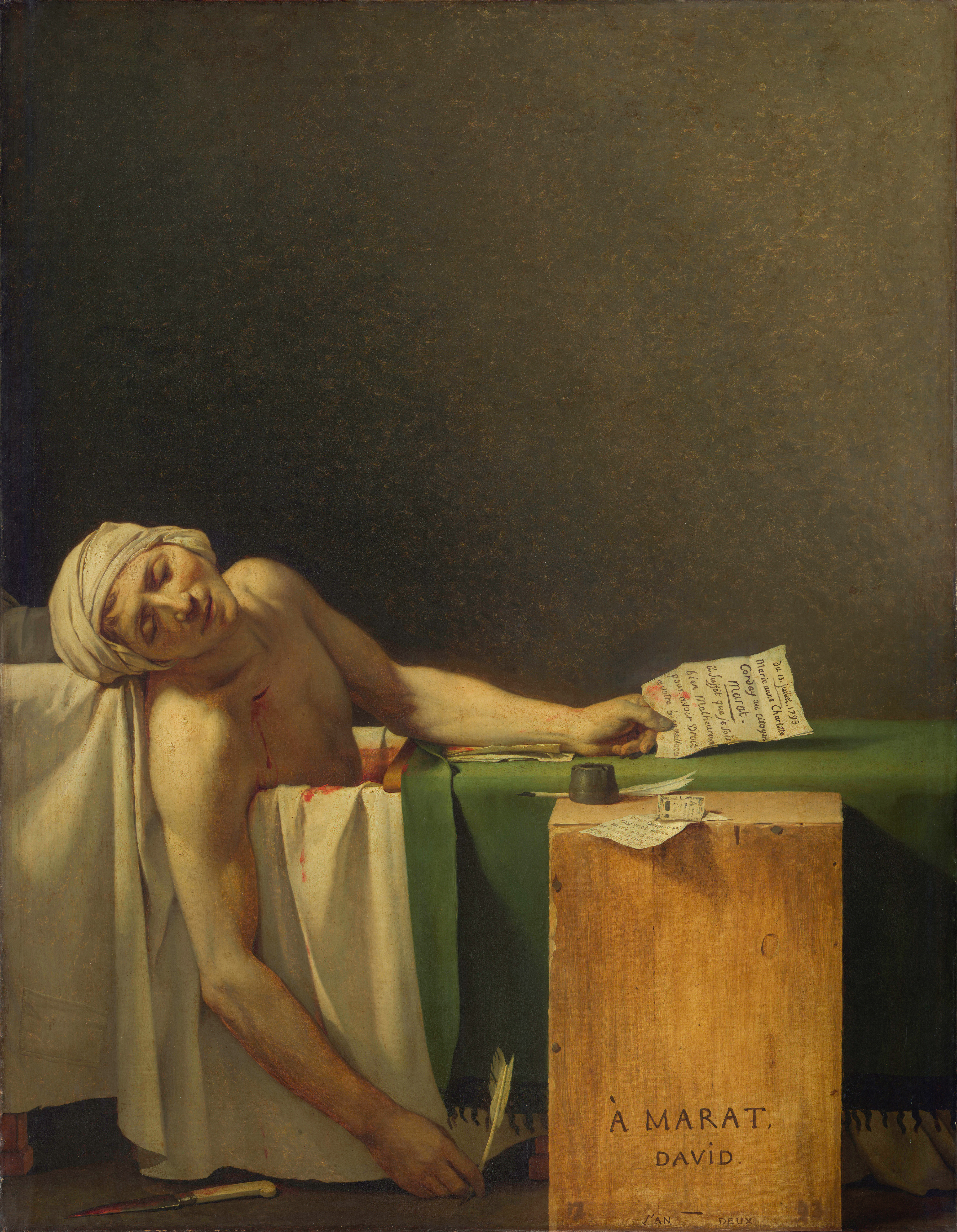
Marat assassiné (1793), Musées royaux des beaux-arts de Belgique.

À l'annonce de l'assassinat de Marat le 13 juillet 1793, la Convention, par la voix de l'orateur François Élie Guirault, porte-parole de la Section du Contrat-Social, commande à David de faire pour Marat ce qu'il avait fait pour Lepeletier. Proche relation du conventionnel, David avait fait partie des derniers députés à l'avoir vu vivant, la veille de l'assassinat. Il peint, avec Marat assassiné (1793), un de ses tableaux les plus célèbres et emblématiques de sa période révolutionnaire, exposant l'assassinat dans sa crudité. Il s'occupe aussi des funérailles en organisant le 16 juillet une cérémonie quasi religieuse dans l'église des Cordeliers, précédée par un cortège funèbre. En octobre 1793, David annonce l'achèvement de sa toile. De novembre 1793 jusqu'à février 1795, les tableaux de Lepeletier et Marat vont siéger dans la salle des séances de la Convention.
Avec La Mort du jeune Bara David fait son troisième et dernier tableau sur le thème du martyr révolutionnaire, en prenant cette fois comme exemple le cas de Joseph Bara, jeune tambour de l'armée républicaine, tué à 14 ans par des Vendéens à Jallais, au nord de Cholet, le 7 décembre 1793. À la suite d'une lettre envoyée à la Convention par son chef, Jean-Baptiste Desmarres, décrivant cette mort et réclamant une pension pour la mère de Bara, il est érigé en héros et martyr de la Révolution. David était aussi chargé d'une célébration révolutionnaire pour sa panthéonisation et celle de Viala, mais les événements du 9 thermidor, date de la chute de Robespierre, font abandonner le projet.
David avait aussi envisagé de célébrer le général marquis de Dampierre, dont il a fait quelques croquis préparatoires à une toile qui ne sera pas réalisée ; le projet fut peut-être interrompu à l'annonce de l'assassinat de Marat.

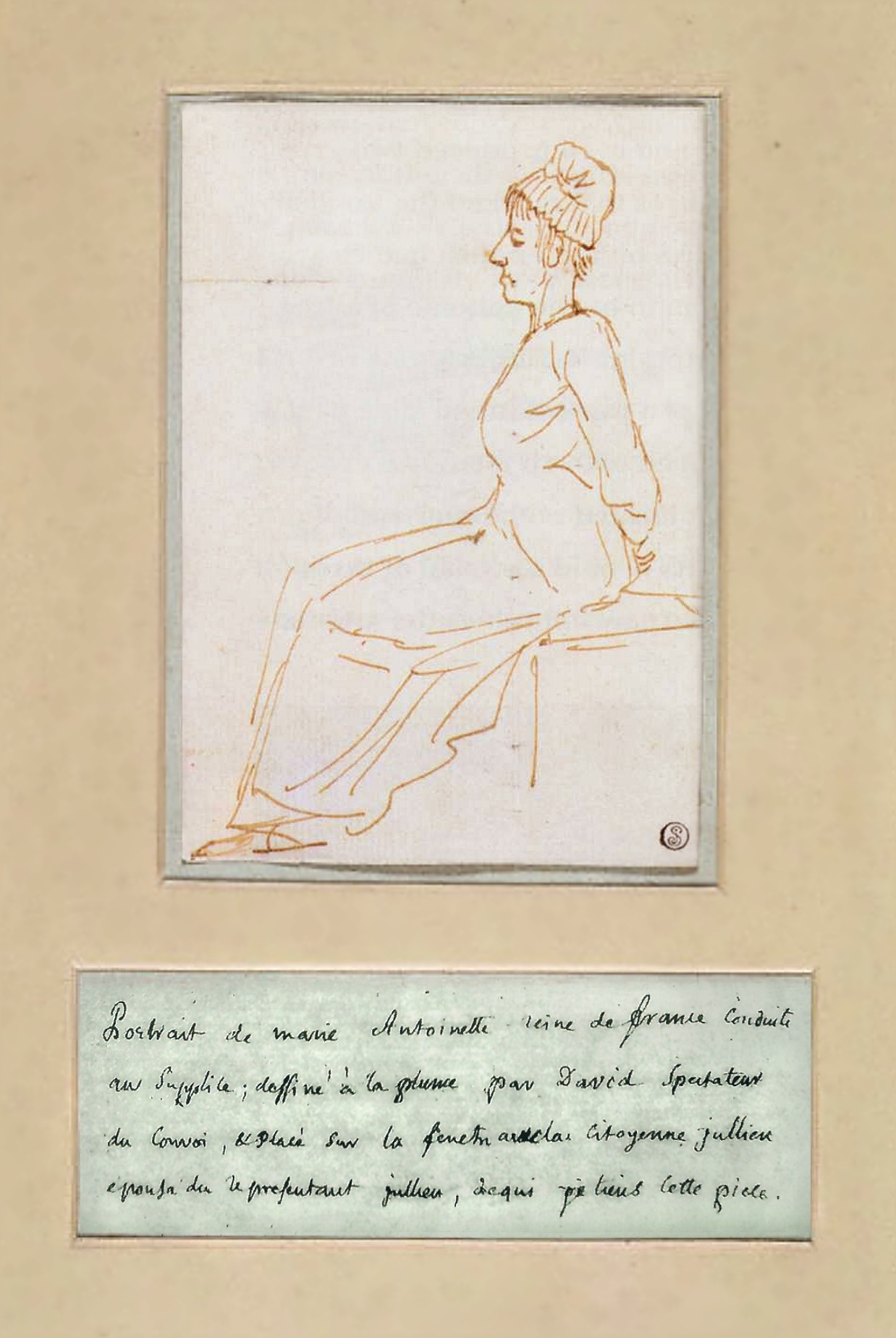
Attribué à David, Marie-Antoinette conduite à l'échafaud, dessin fait d'après nature de la fenêtre de l'immeuble de Jullien en 1793 (Louvre, cabinet des dessins, ancienne collection Rothschild).

À partir de la seconde moitié de l'année 1793, David occupe plusieurs postes à responsabilité politique. En juin, il est nommé président du club des Jacobins ; le mois suivant, il est secrétaire de la Convention. Il prend une part active dans la politique de la Terreur en devenant le 14 septembre 1793 membre du Comité de sûreté générale et président de la section des interrogatoires. À ce titre, il contresigne environ trois cents mandats d'arrestation, et une cinquantaine d'arrêtés traduisant les suspects devant le tribunal révolutionnaire. Il présida le comité lors de la mise en accusation de Fabre d'Églantine,, et cosigna l'arrestation du général Alexandre de Beauharnais, et dans le cadre du procès de Marie-Antoinette, il participe comme témoin à l'interrogatoire du Dauphin, et fait peu après un célèbre dessin de la reine déchue alors qu'elle est conduite vers l'échafaud. Il n'empêche pas l'exécution d'anciens amis ou commanditaires comme les frères Trudaine, Lavoisier, la duchesse de Noailles, pour qui il avait peint un Christ en Croix, ou André Chénier. Carle Vernet lui imputa la responsabilité de l'exécution de sa sœur Marguerite Émilie Vernet qui avait épousé l'architecte Chalgrin. Cependant, il protège Dominique Vivant Denon en le faisant rayer de la liste des émigrés et en lui procurant un poste de graveur, appuie la nomination de Jean-Honoré Fragonard au conservatoire du Muséum des Arts, et aide son élève Antoine Jean Gros, dont les opinions royalistes pouvaient en faire un suspect, en lui donnant les moyens de partir en Italie. En 1794, David est nommé président de la Convention, fonction qu'il occupe du 5 au 21 janvier (16 nivôse au 2 pluviôse an II). Sa signature ne figure cependant pas au bas de l'acte d'arrestation du 9 germinal an II-29 mars 1794 des Dantonistes par el omités de salut public et de sûreté générale. 
Comme ordonnateur des fêtes et cérémonies révolutionnaires, il conçoit avec l'aide de l'architecte Hubert, du menuisier Duplay (qui est aussi le logeur de Robespierre), du poète Marie-Joseph Chénier, frère d'André Chénier, et du compositeur Méhul, la fête de la réunion du 10 août, la translation des cendres de Marat au Panthéon (qui ne sera organisée qu'après la chute de Robespierre), la fête de la reprise de Toulon, et, l'année suivante, le 8 juin, il organise la cérémonie de l'Être suprême dont il dessine les chars du cortège et les éléments de la cérémonie. Influencé par le « prince de la caricature » anglaise James Gillray, il fait aussi des caricatures de propagande pour le Comité de salut public, et dessine les projets de costumes pour les représentants du peuple, les juges, ou même les simples citoyens, un temps invités par les autorités révolutionnaires à arborer un habit républicain. Une tradition lui attribue aussi d'avoir en 1794, dessiné le pavillon national de la marine qui deviendra ensuite le drapeau tricolore français et d'avoir choisi l'ordre des couleurs (bleu à la hampe, blanc et rouge flottant au vent).

### Pendant le Directoire

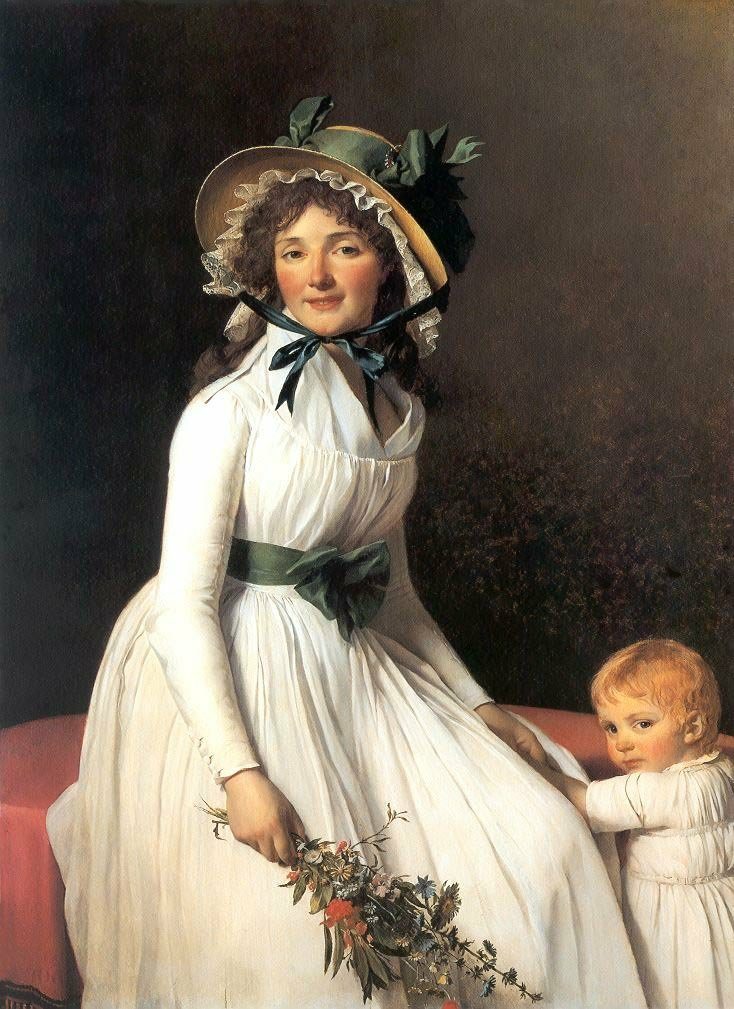
Portrait d'Émilie Sériziat et son fils (1795, Paris, musée du Louvre).

Le 8 thermidor an II (26 juillet 1794), Robespierre est mis en difficulté par les députés de la Convention pour avoir refusé de nommer les membres des comités qu'il accuse de conspiration. Lors de cette séance, David déclare publiquement son soutien à l'incorruptible quand celui-ci prononce comme défense la phrase « s'il faut succomber, eh bien ! mes amis, vous me verrez boire la ciguë avec calme », en lui répondant « je la boirai avec toi ». Le 9 thermidor, jour de la chute de Robespierre, David est absent de la convention pour des raisons de santé selon ses propres dires ; étant malade, il avait pris un émétique. Mais Barère, dans ses mémoires, affirme l'avoir prévenu de ne pas se rendre à l'assemblée : « ne viens pas, tu n'es pas un homme politique ». Par son absence, il échappe ainsi à la première vague d'arrestations qui entraîne les partisans de Robespierre dans sa chute.
Le 13 thermidor, à la Convention, David est sommé par André Dumont, Goupilleau et Lecointre, d'expliquer son soutien à Robespierre ainsi que son absence à la séance du 9 thermidor. Celui-ci tente maladroitement, selon le témoignage de Delécluze de se défendre et de renier son passé robespierriste. Lors de cette séance, il est exclu du Comité de sûreté générale, ce qui marque la fin de ses activités politiques. Décrété d'accusation le 15 du même mois en même temps que Joseph Le Bon, son arrestation déclenche la réaction contre les terroristes. David est emprisonné à l'ancien hôtel des Fermes générales, puis, le 10 fructidor, il est transféré au Luxembourg, mais on lui permet de disposer de son matériel de peinture durant son incarcération. Le 29 frimaire (30 novembre 1794) ses élèves se mobilisent, et, avec le soutien de Boissy d'Anglas, font une pétition pour demander sa libération. Entre-temps, Charlotte Pécoul, pourtant divorcée, apprenant son arrestation, revient auprès de son ancien époux ; le remariage sera prononcé le 12 novembre 1796. Le 10 décembre, après l'examen par les trois comités (salut public, sûreté générale et instruction publique) des pièces d'accusation de Lecointre contre David, Barère, Billaud-Varenne, Vadier et Collot d'Herbois constatant l'insuffisance de charges, le non-lieu et la mise en liberté du peintre sont décrétés.
David se retire en banlieue parisienne, à la ferme Saint-Ouen (Favières, Seine-et-Marne), dans la maison de son beau-frère Charles Sériziat. Mais à la suite des émeutes de prairial, et d'une nouvelle mise en accusation émanant de la Section du Muséum, il est de nouveau arrêté, et emprisonné, le 11 prairial (29 mai 1795), au Collège des Quatre-Nations (son ancienne école, devenue alors maison d'arrêt). À la demande de Charlotte David, il est transféré et mis sous surveillance à Saint-Ouen, avant de bénéficier le 4 brumaire an IV (26 octobre 1795) de l'amnistie politique des faits relatifs à la Révolution, qui marque la séparation de la Convention.
Durant son emprisonnement, David peint l'Autoportrait du Louvre (1794), et revient à la peinture d’histoire classique en concevant le projet d’un Homère récitant ses vers aux Grecs, qui n’aboutira pas et n'est connu seulement que par un dessin au crayon et lavis (1794, Paris, musée du Louvre, cabinet des dessins) ; il fait aussi une première esquisse inspirée par le thème des Sabines, et peint de la fenêtre de sa cellule du Luxembourg un paysage, dont les historiens d'art pensent avec réserves qu’il s’agit de celui exposé au Louvre. Durant son second emprisonnement, il fait les portraits de conventionnels qui sont, comme lui, emprisonnés, notamment celui de Jeanbon Saint-André (1795, Chicago, Institut d'art de Chicago). Peu après son amnistie, il accepte d'être membre de l'Institut, nouvellement créé par le Directoire, dans la section peinture de la Classe de Littérature et Beaux-arts. En octobre 1795, il revient au Salon, où il n’avait pas exposé depuis 1791, avec deux portraits des membres de la famille Seriziat, réalisés lors de ses séjours à Saint-Ouen dans la résidence familiale. Il peint cette même année les portraits de Gaspar Mayer et Jacobus Blauw (nl), les deux diplomates chargés de faire reconnaître par la France la jeune République batave.

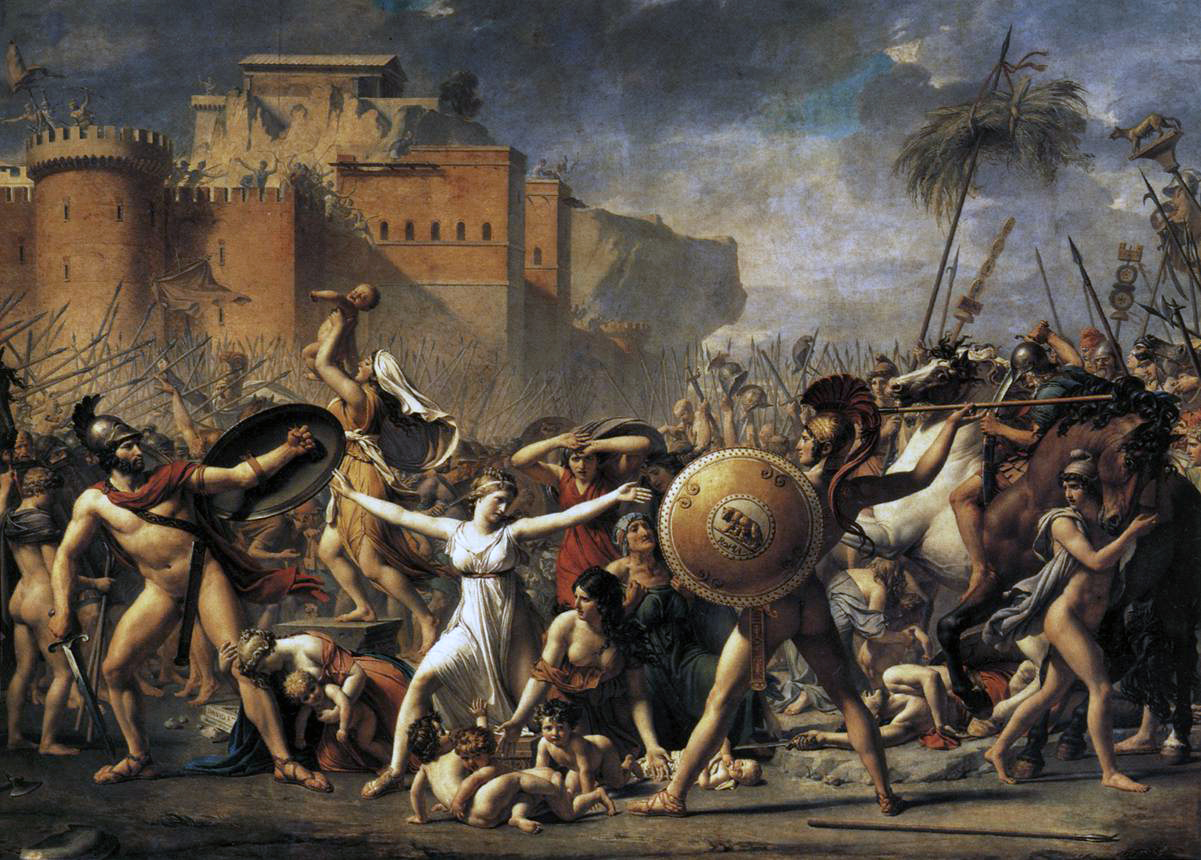
Les Sabines (1799, Paris, musée du Louvre).

Mais son activité sous le Directoire sera principalement accaparée par la réalisation des Sabines, qu'il peint de 1796 à 1799, et dans lequel sont symbolisées les vertus de la concorde. En revendiquant le retour vers le « grec pur », David fait évoluer son style par le choix considéré à l'époque comme audacieux de représenter les héros principaux nus, ce qu'il justifie par une notice qui accompagne l'exposition de l'œuvre Notes sur la nudité de mes héros. Cet exemple est suivi et radicalisé par une faction de ses élèves qui se constituent autour de Pierre-Maurice Quay sous le nom des « Barbus », ou « groupe des primitifs », qui prônent un retour encore plus extrême au modèle grec, au point d’entrer en dissidence et de s’opposer à leur maître, lui reprochant le caractère insuffisamment archaïque du tableau. David finit par renvoyer les meneurs du groupe, Pierre-Maurice Quay et Jean-Pierre Franque, son assistant pour Les Sabines, qu’il remplace par Jérôme-Martin Langlois. Un autre élève collabore à sa réalisation, Jean-Auguste Dominique Ingres, nouvellement entré à l’atelier en 1797.
La présentation des Sabines est pour David l'occasion d’innover. Refusant de participer au Salon de peinture, et s'inspirant de l’exemple des peintres américains Benjamin West et John Singleton Copley, il organise une exposition payante de l’œuvre dans l’ancienne salle de l’Académie d'architecture, prêtée par l’administration du Louvre. Il installe en face du tableau un miroir où par un effet d'illusion, les visiteurs peuvent se croire intégrés dans l’œuvre. À cause du retentissement dû à la nudité des personnages et à la rumeur que les sœurs de Bellegarde, célèbres dans la société du Directoire, ont posé comme modèles, et à la controverse liée à son caractère payant, l’exposition, qui se déroule jusqu’en 1805, connaît un grand succès, attirant près de 50 000 visiteurs et rapportant 66 627 francs, ce qui permet à David de s’acheter en 1801 un ancien prieuré devenu une propriété de 140 hectares, la ferme des Marcoussis, à Ozouer-le-Voulgis en Seine-et-Marne.

### David peintre de Bonaparte

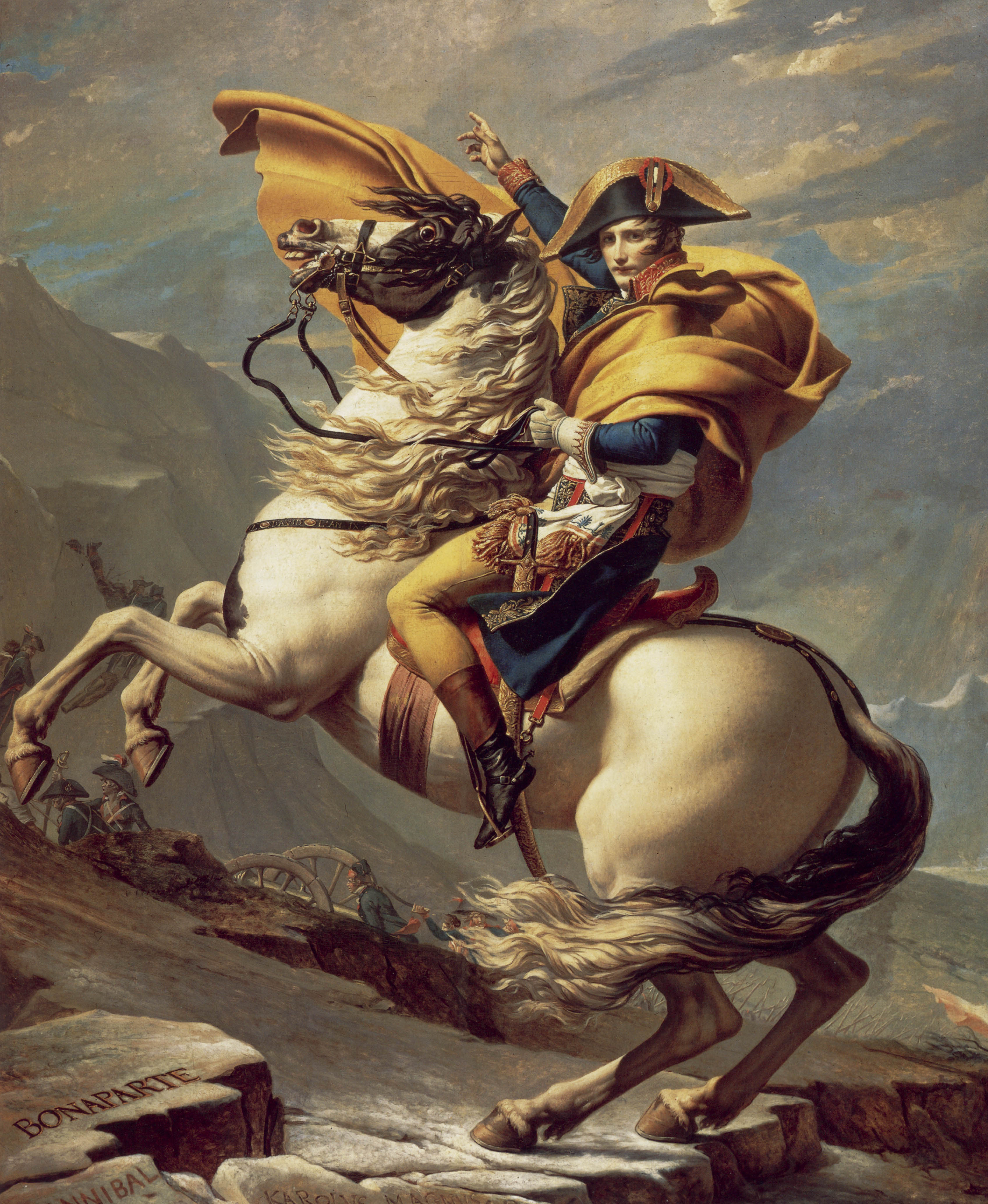
Bonaparte franchissant le Grand-Saint-Bernard (1800), château de Malmaison.

L’admiration de David pour Bonaparte prend son origine à l’annonce de la victoire de Lodi le 10 mai 1796. L’artiste projetant de faire un tableau sur la prise du pont de Lodi, envoie une lettre au général pour lui demander un dessin du site. Un an plus tard, lors du coup d'État du 18 fructidor an V, prévenu des attaques dont David fait l’objet de la part du parti royaliste, Bonaparte envoie son aide de camp pour proposer au peintre de venir se mettre sous sa protection dans son camp de Milan, mais David décline l’invitation, devant se consacrer à son tableau des Sabines. C’est à la fin de l’année 1797, au retour triomphal de Bonaparte après la signature du traité de Campo-Formio, que les deux hommes se rencontrent lors d’une réception donnée par le Directoire ; à cette occasion, David propose à Bonaparte de faire son portrait, qui demeure inachevé (1798, Louvre). À la suite de l'unique séance de pose que Bonaparte ait acceptée, l'artiste manifeste auprès de ses élèves son enthousiasme pour celui qu'il qualifie comme « son héros ».
Après le coup d’État de Brumaire, qu’il accueille avec fatalité : « J’avais toujours bien pensé que nous n’étions pas assez vertueux pour être républicains », David entreprend un nouveau projet de grande peinture d’histoire, avec comme sujet la résistance des Spartiates de Léonidas au passage des Thermopyles, qu’il commence en 1800, mais qu’il n’achèvera que quatorze ans plus tard ; de même, à la suite d’insatisfactions et peut-être de l’impatience du modèle, il ne termine pas le portrait de Madame Récamier.
En août 1800, le roi d'Espagne Charles IV, dans le contexte d’une consolidation des relations diplomatiques et de coopération avec le nouveau pouvoir lié aux récentes victoires de Napoléon Bonaparte, commande, par l’intermédiaire de l’ambassadeur Charles-Jean-Marie Alquier, à l'ancien régicide David un portrait du Premier Consul pour son palais royal. Il peint Bonaparte franchissant le Grand-Saint-Bernard, qui est suivi de trois répliques exécutées à la demande du modèle, faisant de cette œuvre le premier portrait officiel du Premier Consul, qui sera largement diffusé par la gravure, ce qui contribue à en faire l’un des portraits les plus célèbres de Napoléon. David décide de présenter les deux premières versions du portrait équestre dans le cadre de l’exposition payante des Sabines, ce qui provoque un tollé dans la presse qui critique le peintre de ne pas les avoir exposées au Salon dont l'accès est libre, alors que les deux toiles ont été payées par leurs commanditaires. Cela vaut à David une réputation de cupidité, aggravée par l’affaire de la gravure du Serment du jeu de paume, dont des souscripteurs, encouragés par Lecointre, réclament le remboursement. David fera paraître une lettre de justifications dans plusieurs journaux.

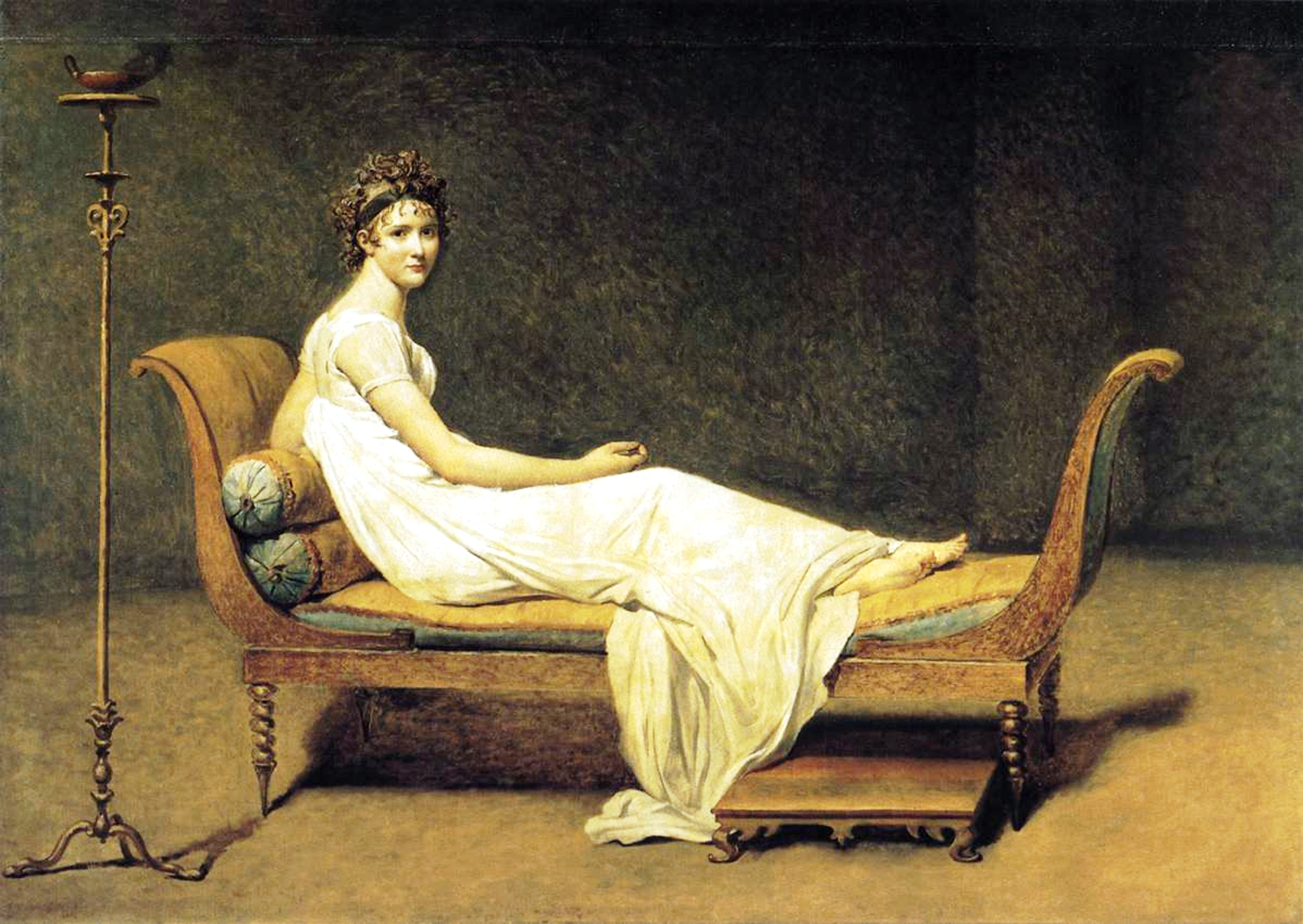
Madame Récamier (1800, Paris, musée du Louvre).

Sous le Consulat, David est sollicité par le pouvoir comme conseiller artistique ; il conçoit un costume pour les membres du gouvernement, qui n’est pas retenu, participe à la décoration des Tuileries, et il est chargé de réfléchir sur le projet de colonnes nationales et départementales. Il prépare aussi un projet de réforme des institutions artistiques, dont il envisage de devenir administrateur des arts, qui est refusé par le ministre de l’Intérieur Lucien Bonaparte. Ce dernier lui propose à la place de devenir « Peintre du gouvernement », mais l’artiste refuse, selon Delécluze, par dépit de n’avoir pu accéder à de plus hautes fonctions. Il refuse aussi de devenir membre de la Société libre des arts du dessin, créée par le ministre Chaptal.
Indirectement impliqué dans la conspiration des poignards, une tentative d’assassinat contre Bonaparte qui devait avoir lieu en octobre 1800 à l’Opéra de la rue de Richelieu, notamment pour avoir laissé distribuer dans son atelier des billets de la représentation des Horaces (pièce lyrique de Bernardo Porta inspirée par son tableau Le Serment des Horaces), à des membres de la conspiration, David doit expliquer lors du procès ses relations avec deux des conjurés, son ancien élève François Topino-Lebrun, ancien partisan babouviste et le sculpteur romain Giuseppe Ceracchi. Son témoignage à décharge n’empêche pas leur exécution en janvier 1801 peu de temps après l’attentat de la rue Saint-Nicaise, et réveille le passé jacobin du peintre qui voit son atelier mis sous surveillance par la police de Fouché.
Plusieurs voyageurs britanniques profitent de la paix d'Amiens pour voyager en France, visiter entre autres le Louvre, et rencontrer David considéré par John Carr, l’un de ces voyageurs, comme le plus grand artiste français vivant. C’est dans ces circonstances que l’entrepreneur et quaker irlandais, Cooper Penrose, demanda au peintre son portrait. La commande fut acceptée pour une somme de 200 louis d’or (1802, San Diego, Californie, Timken Museum of Art).

### Le «Premier peintre» de l'empereur

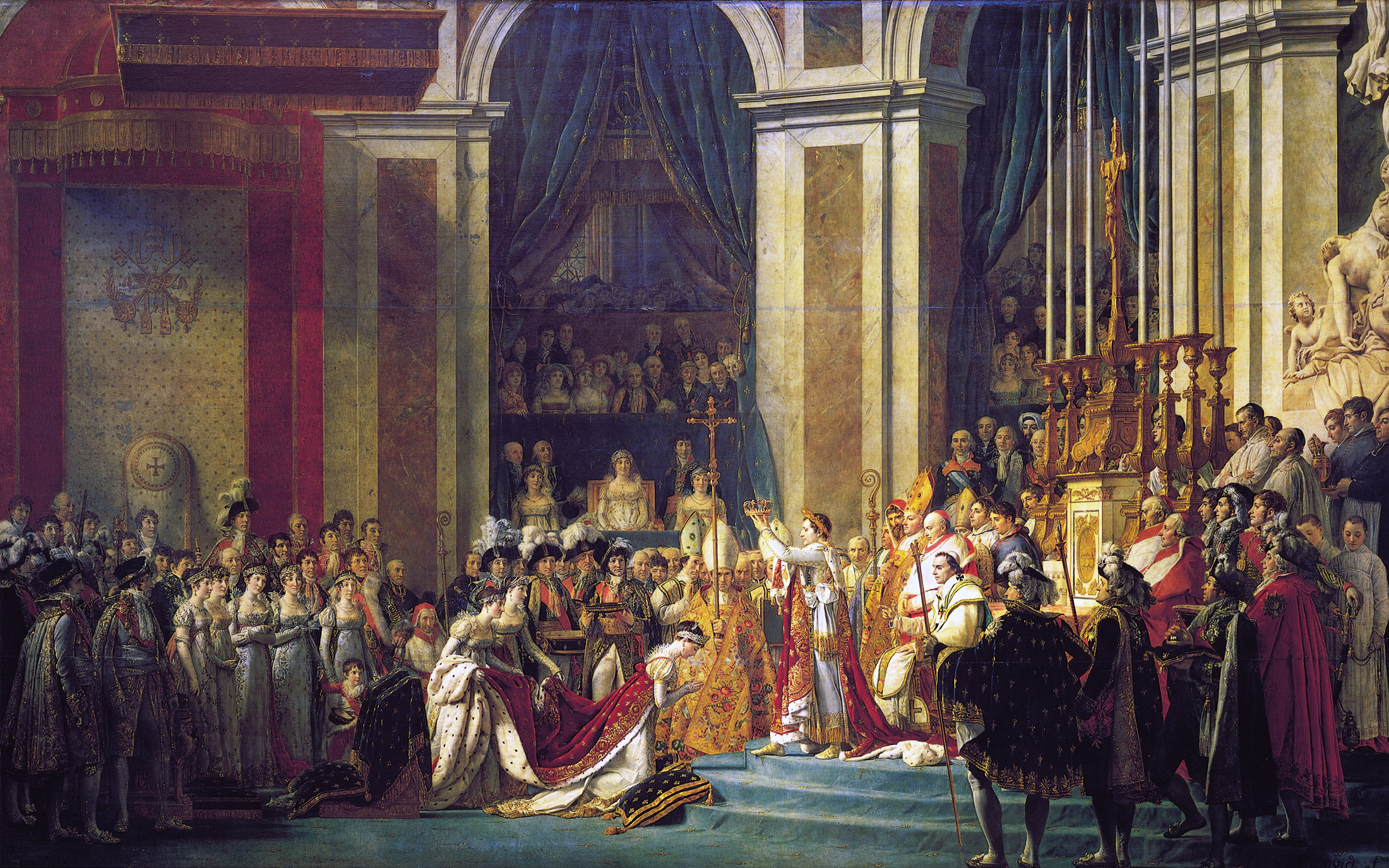
Le Sacre de Napoléon (1808, Paris, musée du Louvre).

Le 18 décembre 1803, David est nommé chevalier de la Légion d’honneur et est décoré le 16 juillet de l’année suivante. En octobre 1804, David reçoit de Bonaparte devenu empereur sous le nom de Napoléon Ier, la commande de quatre tableaux de cérémonie : Le Couronnement, La Distribution des Aigles, L’Intronisation et l’Arrivée à l’hôtel de ville. Peu après la cérémonie il l'investit dans la fonction de « Premier peintre », mais sans disposer des mêmes attributions liées à ce titre que Charles Le Brun auprès de louis XIV. En fait, depuis 1802, l’administration des arts était confiée à la seule charge de Dominique Vivant Denon.

Il dispose d'une loge à Notre-Dame d'où il peut suivre les épisodes et les détails de la cérémonie du sacre. Il y prend des croquis, et réalise Le Sacre de Napoléon en trois ans. Il a relaté lui-même comment il opéra : 

« J'y dessinai l'ensemble d'après nature, et je fis séparément tous les groupes principaux. Je fis des notes pour ce que je n'eus pas le temps de dessiner, ainsi on peut croire, en voyant le tableau, avoir assisté à la cérémonie. Chacun occupe la place qui lui convient, il est revêtu des habillements de sa dignité. On s'empressa de venir se faire peindre dans ce tableau, qui contient plus de deux cents figures... »

 David, qui, comme les autres artistes résidents, venait d’être expulsé du Louvre où il possédait deux ateliers, disposa de l’ancienne église de Cluny pour les besoins de la réalisation du tableau, dont les dimensions importantes (9,80 mètres sur 6,21 mètres) nécessitaient un grand local.

Détail du Sacre, deuxième à partir de la gauche, David dessinant le couronnement, à sa droite son élève Rouget. Devant lui son épouse Charlotte David et ses deux filles, à l’extrême droite Angélique Mongez.

Si David a conçu seul la composition de l’œuvre, qui à l’origine devait montrer l’empereur se couronnant lui-même, mais qui fut remplacé par le couronnement de Joséphine de Beauharnais sur la suggestion de son ancien élève François Gérard, Napoléon lui fait subir d’autres modifications, dont la plus remarquée est d’ajouter la mère de l'empereur Letizia Bonaparte, qui, en réalité, n’avait pas assisté à la cérémonie. Il fait aussi attribuer au pape Pie VII un geste de bénédiction, alors que David lui avait fait prendre une attitude passive : « Je ne l'ai pas fait venir de si loin, pour qu'il ne fasse rien ». David profite de la venue du souverain pontife pour faire aussi son portrait (1805, Paris, musée du Louvre), ce qui mécontente Napoléon. De même, celui-ci refuse un portrait impérial destiné à la ville de Gênes qu'il juge : « … si mauvais, tellement rempli de défauts, que je ne l'accepte point et ne veux l'envoyer dans aucune ville surtout en Italie où ce serait donner une bien mauvaise idée de notre école ».

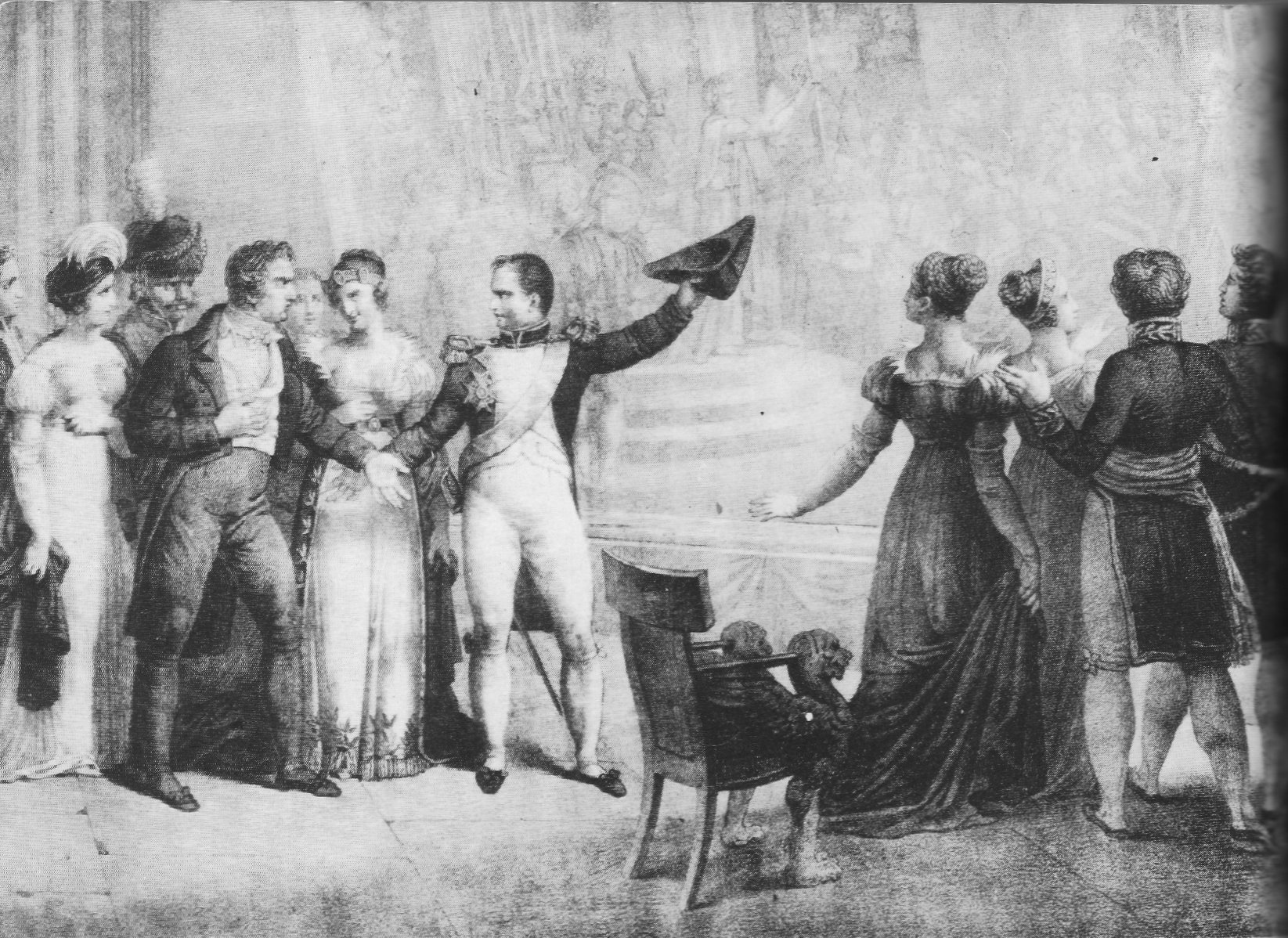
Napoléon félicitant David lors de l'exposition du Sacre, lithographie de Motte d'après Norblin (Cabinet des estampes Paris).

L’exposition du Sacre est l’événement du Salon de 1808 ; Napoléon, voyant l’œuvre terminée, témoigne de sa satisfaction et promeut l'artiste, qui est fait officier de la Légion d’honneur.
Dans le tableau La Distribution des Aigles, David doit, sur ordre de l'empereur, réaliser deux modifications importantes : il vide le ciel de la « Victoire qui fait pleuvoir sur la tête des Drapeaux une pluie de laurier » et, après 1809, il fait disparaître de la scène Joséphine répudiée, la première modification rendant sans objet le mouvement de tête des maréchaux qui regardent désormais le vide à l'emplacement où se trouvait l'allégorie.
À partir de 1810, les relations entre David et le pouvoir se distancient, principalement à cause des difficultés de paiements des tableaux du Sacre et de La Distribution des Aigles, qui fut son dernier travail pour Napoléon. Le pouvoir, par l'intermédiaire de l'administration des arts, conteste les prétentions financières du peintre, jugées exorbitantes. Par ailleurs, il est exclu de la commission pour la réorganisation de l'école des Beaux-arts. Le dernier portrait qu'il peint de l'empereur, Napoléon dans son cabinet de travail, est une commande privée émanant d'un politicien et collectionneur écossais, Alexander, marquis de Douglas et Clydesdale futur dixième duc de Hamilton. 

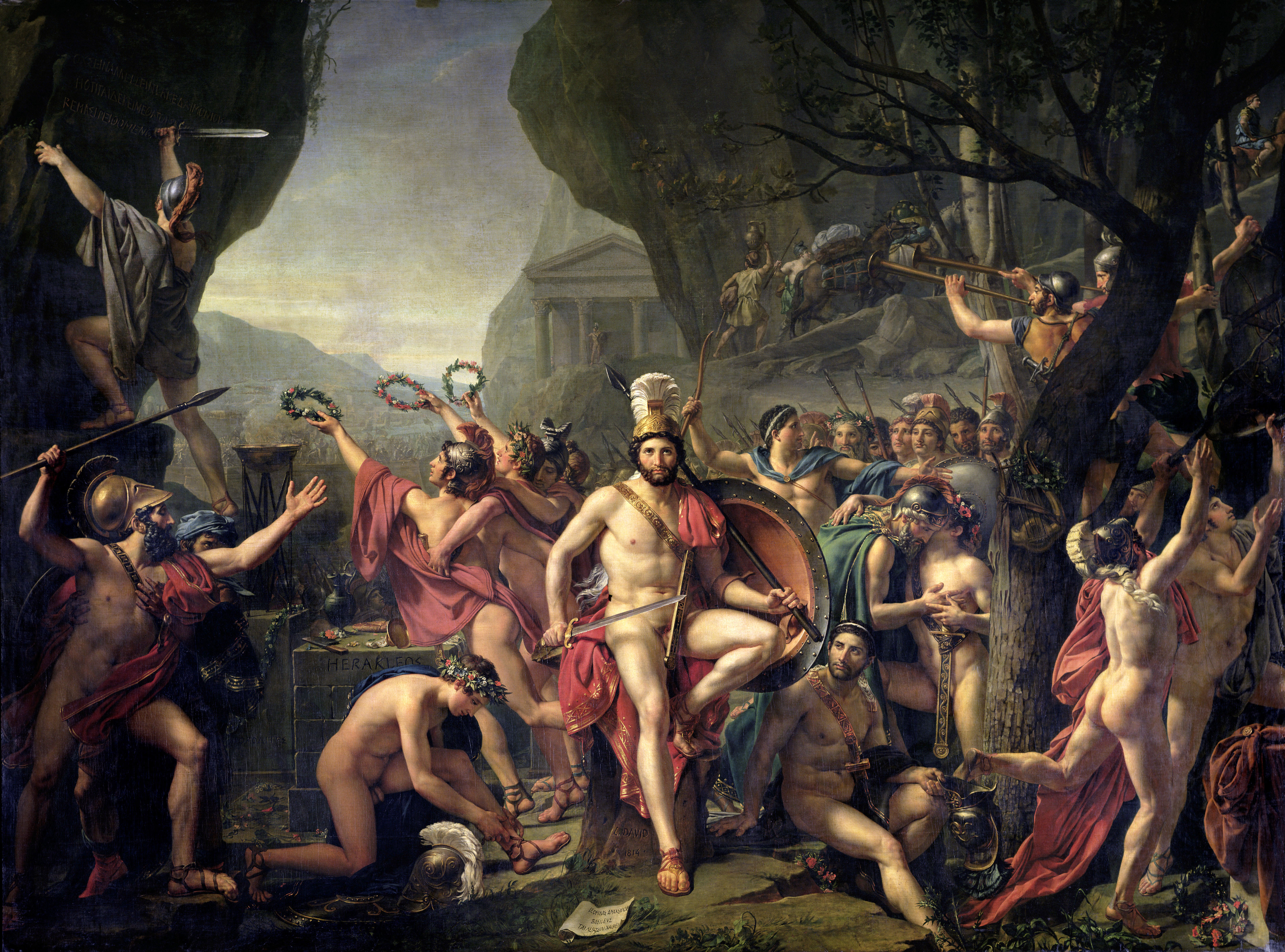
Léonidas aux Thermopyles (1800-1814, musée du Louvre).

La même année, l'Institut organise le concours des Prix décennaux, qui distinguait les œuvres considérées comme marquantes pour la décennie 1800-1810. Le Sacre est récompensé du prix du meilleur tableau national, mais David considéra comme un affront de voir les Sabines classé deuxième derrière la Scène de déluge de Girodet, primé meilleur tableau d'histoire de la décennie.
Vers la fin de l'Empire, David reprend les commandes privées, dont une scène mythologique, Sapho, Phaon et l'Amour, destinée au prince et collectionneur Nicolas Youssoupov, où le peintre renoue avec une antiquité galante déjà traitée avec Les Amours de Pâris et d'Hélène. Il achève en mai 1814 Léonidas aux Thermopyles, commencé quatorze ans auparavant, inspiré de l'antiquité grecque, et dont il renforce l'esthétique du retour au grec pur qu'il avait prôné quinze ans plus tôt avec les Sabines, et qui en constitue le pendant. Conçu dès 1800, le sujet du tableau prend une signification particulière en 1814, année de la première abdication de Napoléon après la campagne de France.
Durant les Cent-Jours, David est réintégré dans son rang de Premier peintre, dont il avait été déchu sous la première Restauration, et est élevé à la dignité de commandeur de la Légion d'honneur. En mai 1815, David reste fidèle au régime impérial en signant les Actes additionnels aux constitutions de l'Empire, d'inspiration libérale,.

### Exil et mort à Bruxelles

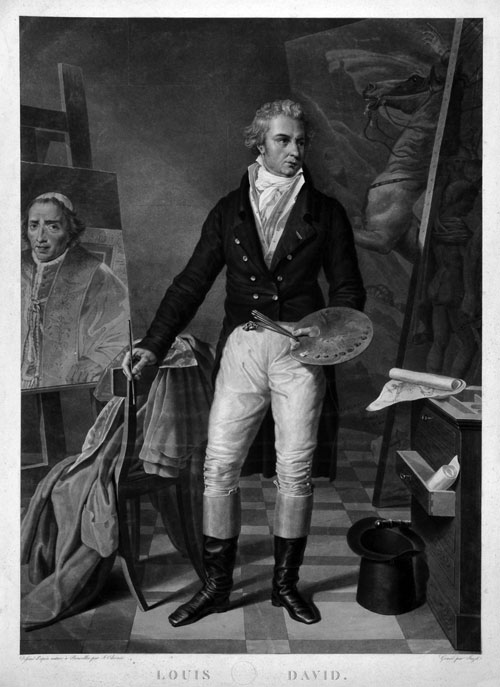
Gravure d'après Odevaere, David dans son atelier de Bruxelles.

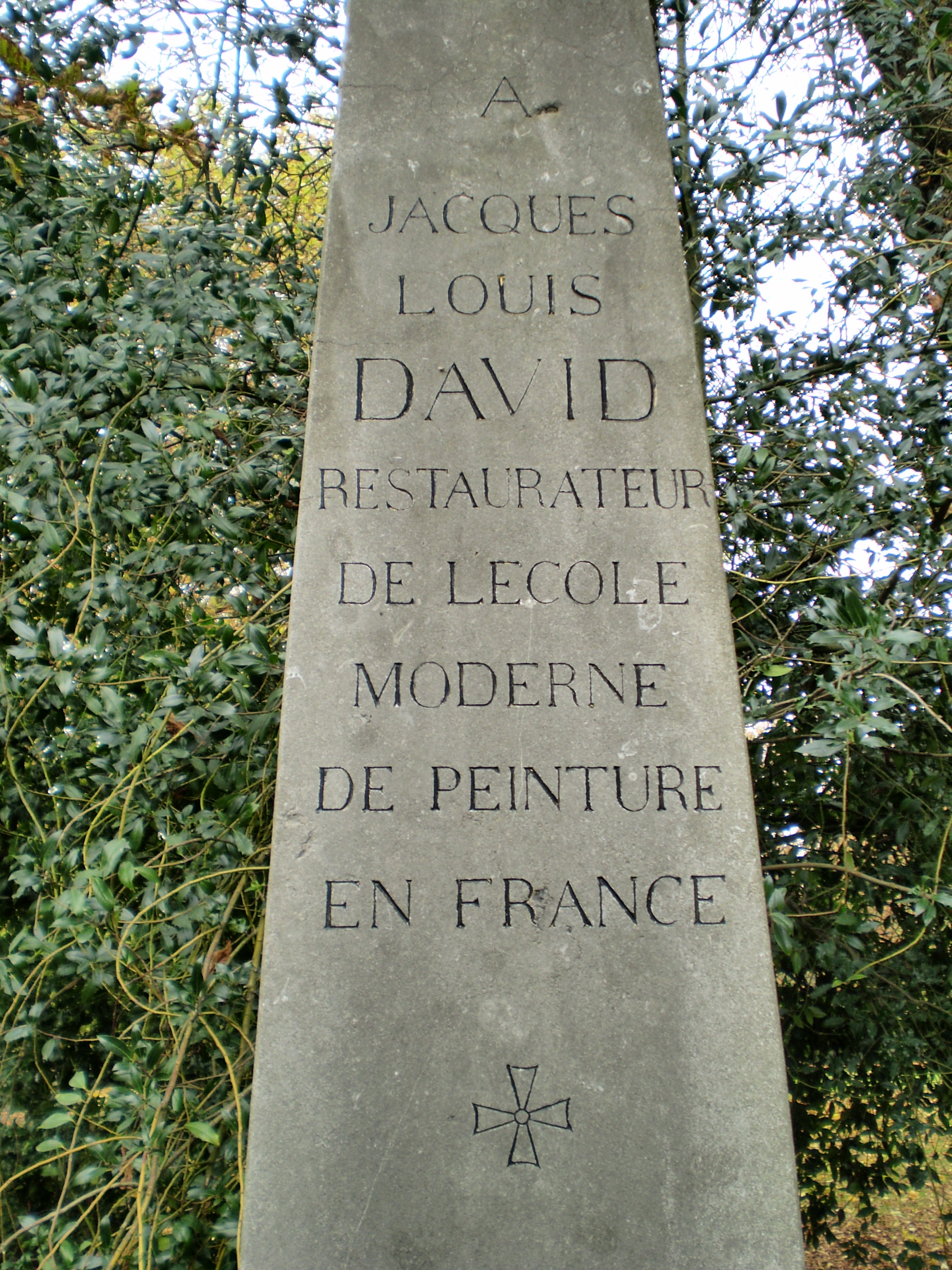
Détail de la tombe de Jacques-Louis David au cimetière de Bruxelles à Evere, sur l'obélisque on lit l'inscription : A Jacques-Louis David restaurateur de l'école moderne de peinture de France.

Si ses anciens élèves Antoine-Jean Gros, François Gérard et Girodet, se rallient à la monarchie, David, pressentant des représailles dues à son passé révolutionnaire et à son soutien à Napoléon, décide, après Waterloo, de mettre en sûreté ses tableaux des Sabines, du Sacre, de la Distribution des Aigles et Léonidas, et de se réfugier en Suisse ; il revient en France en août 1815. Malgré la proposition du ministre de la police Élie Decazes de le soustraire à la loi du 12 janvier 1816 qui exclut de l'amnistie et qui proscrit du royaume les régicides ayant signé l'Acte additionnel, le peintre décide de s'y soumettre, et après avoir confié la gestion de son atelier à Antoine Gros, il quitte définitivement la France. Deux mois après, son nom est rayé du registre de l'Académie des beaux-arts.
Dans un premier temps, il sollicite l'asile auprès de Rome, qui le lui refuse. Il choisit alors la Belgique, qui l'accueille le 27 janvier 1816, et il retrouve à Bruxelles d'autres anciens conventionnels régicides : Barère, qui avait suggéré le projet du Serment du Jeu de paume, Alquier, qui avait été à l'origine de la commande du portrait équestre de Bonaparte, et Sieyès, dont il fait le portrait. Il retrouve aussi plusieurs anciens élèves belges, Navez, Odevaere, Paelinck et Stapleaux, qui l'assistent dans la réalisation de plusieurs tableaux.
Refusant les nombreuses interventions de Gros et de ses élèves, qui ont fait une pétition pour obtenir son retour en France, et les offres de pardon du roi Louis XVIII, ainsi que la proposition du roi de Prusse Frédéric-Guillaume III qui désire faire de David son ministre des arts, il choisit de rester en Belgique.

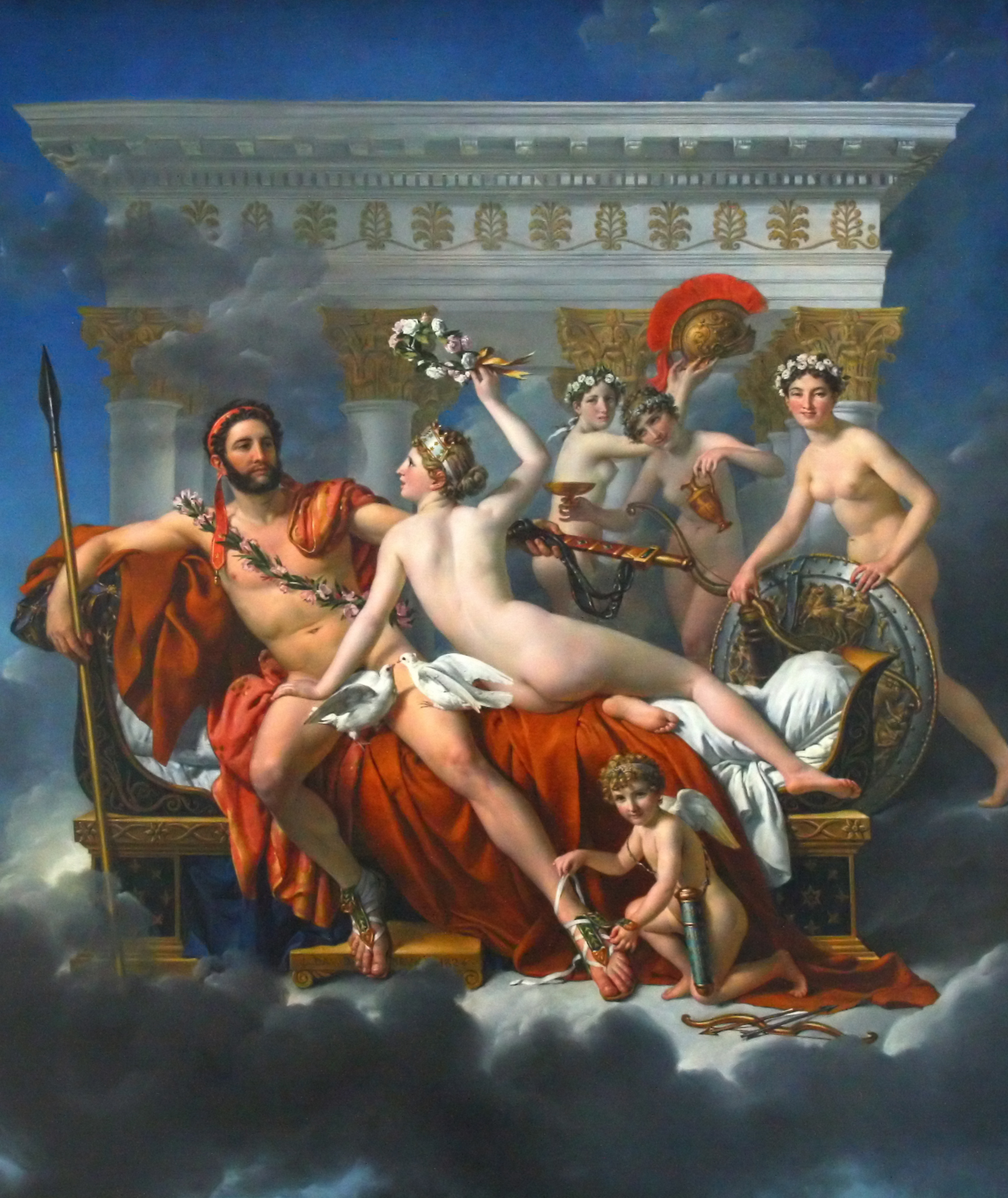
Mars désarmé par Vénus et les grâces (1824, Musées royaux des beaux-arts de Belgique).

Il devient un spectateur privilégié de La Monnaie à Bruxelles, et s'enthousiasme pour les œuvres des maîtres hollandais et flamands, qu'il voit à Bruxelles, et qui font évoluer sa manière en ravivant sa palette. Il peint à cette époque un nombre important de portraits d'exilés et de notables belges, et plusieurs tableaux inspirés de la mythologie. Il fait les portraits des filles de Joseph Bonaparte de passage avec leur mère à Bruxelles, et pour qui il donne aussi à l'une des filles, Charlotte Bonaparte, des cours de dessin. Il peint deux tableaux inspirés de l’Iliade et l’Odyssée, La Colère d'Achille (1819) et Les Adieux de Télémaque et d'Eucharis (1822), qui tire son origine du texte de Fénelon Les Aventures de Télémaque, ainsi que L'Amour et Psyché (1817, Cleveland Museum of Art) pour le comte Sommariva, qui, lors de son exposition à Bruxelles, choque les visiteurs par le traitement réaliste de Cupidon directement peint d'après modèle et loin de l'idéalisme antique dont le peintre est coutumier. En 1822, assisté de Georges Rouget, il peint pour des commanditaires américains une copie du Sacre (1822, musée national du château de Versailles et de Trianon).
À 75 ans, il exécute Mars désarmé par Vénus et les grâces (1824, Musées royaux des beaux-arts de Belgique), tableau de plus de trois mètres de haut qui est sa dernière grande peinture d'histoire. Il organise l'exposition du tableau à Paris, qui attire neuf mille cinq cents visiteurs. À l'occasion de cette exposition, paraît la deuxième biographie du peintre, Notice sur la vie et les ouvrages de M. J.-L. David, dont l'auteur est anonyme.
À partir de 1820, David connaît plusieurs problèmes de santé qui s'aggravent quand, en 1824, revenant de La Monnaie, il est renversé par une calèche, ce qui provoque un œdème. En novembre 1825, il est paralysé des mains à la suite d'une congestion cérébrale et ne peut plus peindre. À son retour du théâtre, il prend froid. Peu avant de mourir, il a le temps de donner à Stapleaux des indications pour la gravure d'après Léonidas.
Il expire dans son lit le 29 décembre 1825, au numéro 7 de la rue Léopold, située à l'arrière de La Monnaie.
Son corps gît dans l'église Sainte-Gudule, dans l'attente d'une réponse du gouvernement français à la demande de sa famille de faire revenir sa dépouille en France. Le 11 octobre 1826, après que le gouvernement français eut refusé son rapatriement, il est d'abord enterré au cimetière du quartier Léopold à Saint-Josse-ten-Noode ; seul le cœur du peintre repose à Paris au cimetière du Père-Lachaise, auprès de son épouse Charlotte David, morte peu après lui, le 26 mai 1826. En 1882 les restes de David furent transférés au cimetière de Bruxelles à Evere.

## Personnalité

### La tumeur de David

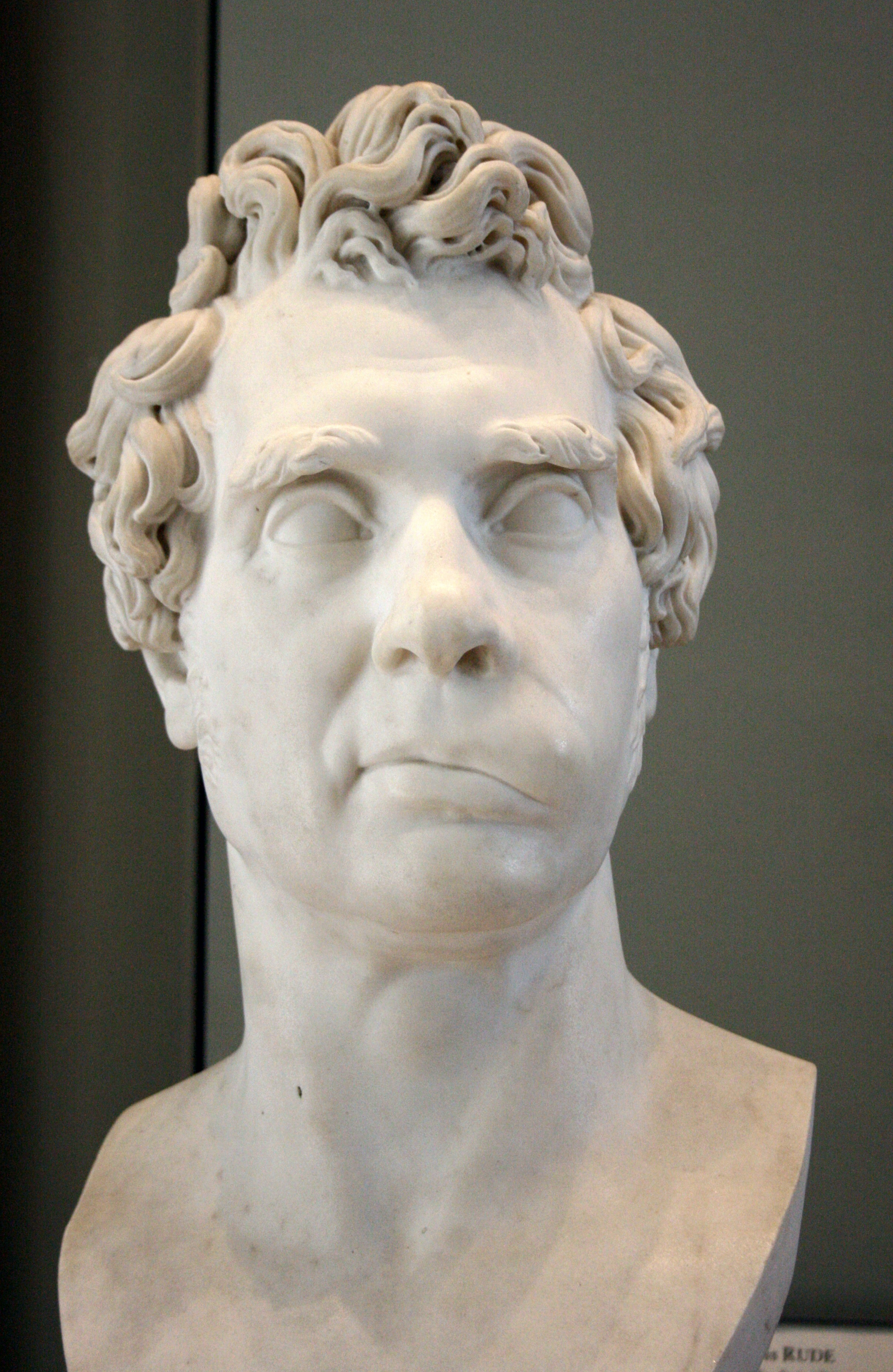
François Rude buste de David (musée du Louvre).

David est souvent identifié par ses contemporains par la tumeur à la joue gauche qui lui déformait le visage, et qui enfla avec le temps. Ce qui lui valut le surnom de « Grosse-Joue » ou « la grosse joue » par la presse royaliste pendant le Directoire. Dans ses autoportraits il dissimulait ce défaut physique par une ombre, mais d’autres artistes comme Jérôme-Martin Langlois dans le dernier portrait du peintre fait de son vivant et François Rude montrent sans complaisance la déformation causée par le kyste.
Selon les biographies,, l'origine de cette tumeur est consécutive à une blessure dans la bouche due à un combat à l'épée ou un exercice d'escrime qui se serait déroulé dans l'atelier de son maître Vien. Hormis la déformation de la joue cette tumeur eut aussi des conséquences sur son élocution, l'empêchant de s'exprimer normalement, difficulté ajoutée à un grasseyement dans la prononciation qui lui rendait difficile la lecture des discours en public. J. Wilhelm attribue cette déformation à une exostose de la parotide, ou d'après Hautecœur à « une tumeur mixte de la parotide à évolution lente ».
Un article du Journal of the Royal Society of Medicine, « Jacques-Louis David and his post-traumatic facial pathology », précise que la profonde blessure sur le pourtour gauche de la lèvre supérieure provoqua une asymétrie du visage et une paralysie partielle rendant difficiles et éprouvants les mouvements de mastication et la parole. Il remarque aussi dans l'autoportrait de 1794 une cicatrice traversant la joue sous l'orbite gauche qui peut justifier la présence d'un granulome ou d'un neurome résultant d'un traumatisme du nerf facial.

### Revenus et patrimoine
David doit en partie le lancement de sa carrière à l'importante dot que son beau-père procura à sa fille Charlotte pour son mariage, qui lui permit d'installer son atelier au Louvre, et d'organiser l'exposition des Horaces à Rome. Il vendait ses peintures à des prix élevés pour l'époque, le Serment des Horaces lui rapporta 6 000 livres, le Bonaparte au Grand-Saint-Bernard lui fut payé 25 000 livres tournoi par la Couronne d'Espagne. Comme autre source de revenus, ses élèves lui payaient douze livres mensuelles pour recevoir son enseignement, ce qui lui faisait selon les calculs d'Antoine Schnapper de 4 à 5 000 livres par an. Il lança en France la pratique des expositions payantes pour ses Sabines, dont la présentation durant cinq années dans une salle du Louvre lui permit de se constituer une fortune de 66 627 francs. L'autre exposition payante qu'il organisa pour Mars désarmé par Vénus en 1824 attira 9 538 personnes qui payèrent deux francs la visite. Sous l'Empire il bénéficiait d'un traitement de « Premier peintre » de 12 000 francs annuels. Une autre source de revenus importante lui était procurée par le « droit de gravure » que lui rapportait la reproduction de ses tableaux. Pierre Rosenberg indique que « les David étaient quasiment millionnaires ».

### Appartenance à la franc-maçonnerie
Le thème du serment que l’on retrouve dans plusieurs œuvres comme Le Serment du jeu de paume, La Distribution des aigles, Léonidas aux Thermopyles ou Le Serment des Horaces, fut peut-être inspiré à David par les rituels de la franc-maçonnerie. À la suite de l'historien d'art Jacques Brengues, Luc de Nanteuil et Philippe Bordes (avec des réserves, reprochant à Brengues l’absence de preuves), ont avancé que le peintre avait été franc-maçon,,. En 1989 lors du colloque David contre David Albert Boime a pu attester sur la base d'un document daté de 1787 l’appartenance du peintre à la loge maçonnique de la Modération comme membre affilié.

### Mariage et descendance

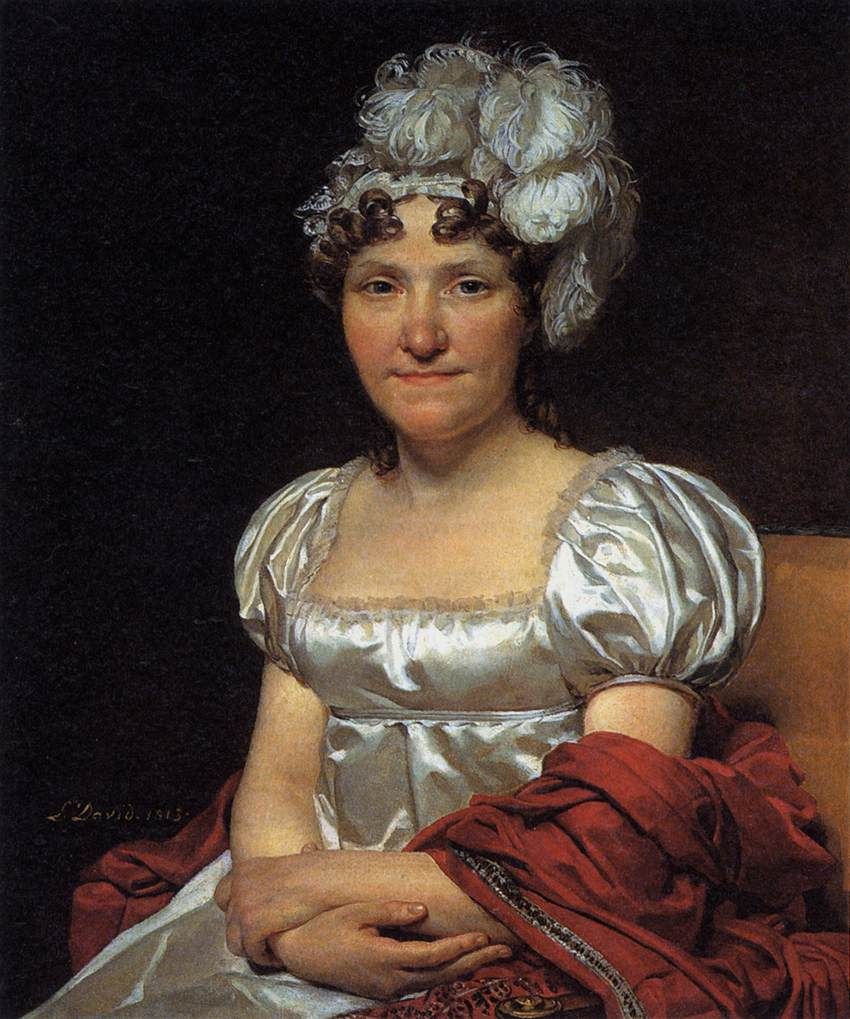
Marguerite-Charlotte David

Jacques-Louis David se marie en 1782 avec Marguerite Charlotte Pecoul, et postérité :
- Jules, baron David (1783-1854), diplomate, et philologue. Il reconnaît pour fils Jérôme David (1823-1882), en réalité fils naturel de Jérôme Bonaparte et de son épouse, Marie Capinaki (décédée en 1879), d'où postérité (éteinte) ;
- Eugène, baron David (1784-1830), dont deux fils : François Eugène et Jacques Louis Jules, sans postérité ;
- Laure David (1786-1863), qui épouse le général Claude Marie Meunier, dont postérité : Jules, 2e baron Meunier (1813-1867), notaire et ancien maire de Lille, Alfred et Émilie ;
- Pauline David (1786-), qui épouse le général baron Jean-Baptiste Jeanin (1771-1830), dont postérité : Louis-Charles, 2e baron Jeanin (1812-1902), préfet de Côte-d'Or, et nombreuse descendance.

### Titre
- Chevalier David et de l'Empire (à la suite du décret du 26 frimaire an XII le nommant membre de la Légion d'honneur, lettres patentes du 10 septembre 1808 signées à Saint-Cloud)[144] ;

### Distinctions
- Légion d'honneur[145] :
  - Légionnaire (décret du 26 frimaire an XII : 18 décembre 1803), puis,
  - Officier (décret du 22 octobre 1808), puis,
  - Commandant de la Légion d'honneur (décret du 6 avril 1815),
  - Rayé des registres matricules par décision royale du 2 mars 1816,
  - Réintégré par décision du 22 novembre 1830 « en conformité de la loi du 2 septembre précédent ».

### Armoiries
| Figure | Blasonnement et livrée |
|        | - Armes de chevalier de l'Empire D'or à la palette de peintre de sable chargée de deux bras de carnation mouvant à dextre d'un manteau de gueules, la main dextre apaumée, la sénestre tenant trois sabres de fer poli ; le tout soutenu d'une champagne de gueules au signe des chevaliers,. - Ornements extérieurs : « Toque de velours noir, retroussée de sinople, avec porte-aigrette d'argent, et aigrette de même métal ». - Livrée : bleu, jaune, rouge, blanc et noir. Armes parlantes (Ces armes reprennent le motif du tableau Le Serment des Horaces.). |

## Œuvres

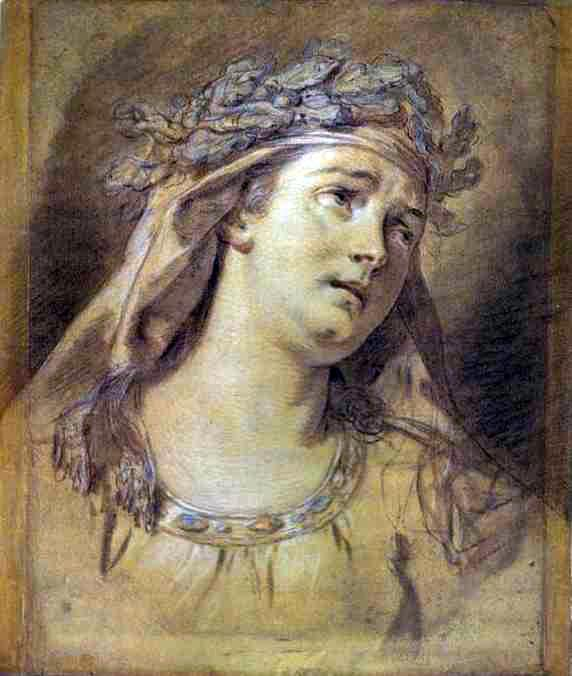
La Douleur, pastel sur papier, Paris, École nationale supérieure des beaux-arts.

### Genres et thèmes dans la peinture de David

#### David peintre d'histoire
Sa formation académique et son parcours artistique, ont fait de David un peintre d'histoire, genre considéré depuis le XVIIe siècle, selon la classification de Félibien, comme « le grand genre ». Jusqu'à son exil, les œuvres auxquelles il accorde le plus d'importance sont des compositions historiques inspirées par les sujets tirés de la mythologie (Andromaque, Mars désarmé par Vénus) ou l'histoire de l'Antiquité romaine et grecque (Brutus, Les Sabines, Léonidas). À partir de la Révolution, il essaye d'adapter son inspiration antique aux sujets de son temps en peignant aussi des œuvres à sujet contemporain. Les œuvres les plus caractéristiques sont Le Serment du jeu de paume, La Mort de Marat et Le Sacre.
Élie Faure définit ainsi le style du peintre d'histoire : « Dans ses scènes d'histoire […] tout ce qui est chose actuelle, accessoire impossible à modifier dans la matière, est peint avec le plus dense et le plus opaque éclat ». Faure compare sa précision, son souci du détail à l'art du conteur « ... par quelque figure fleurie de chantre, par quelque ventre obèse de chanoine, qu'il faut chercher patiemment dans le coin le moins visible de telle toile solennelle, mais que trouverait La Fontaine et que Courbet n'a pas manqué de voir. »

#### David portraitiste

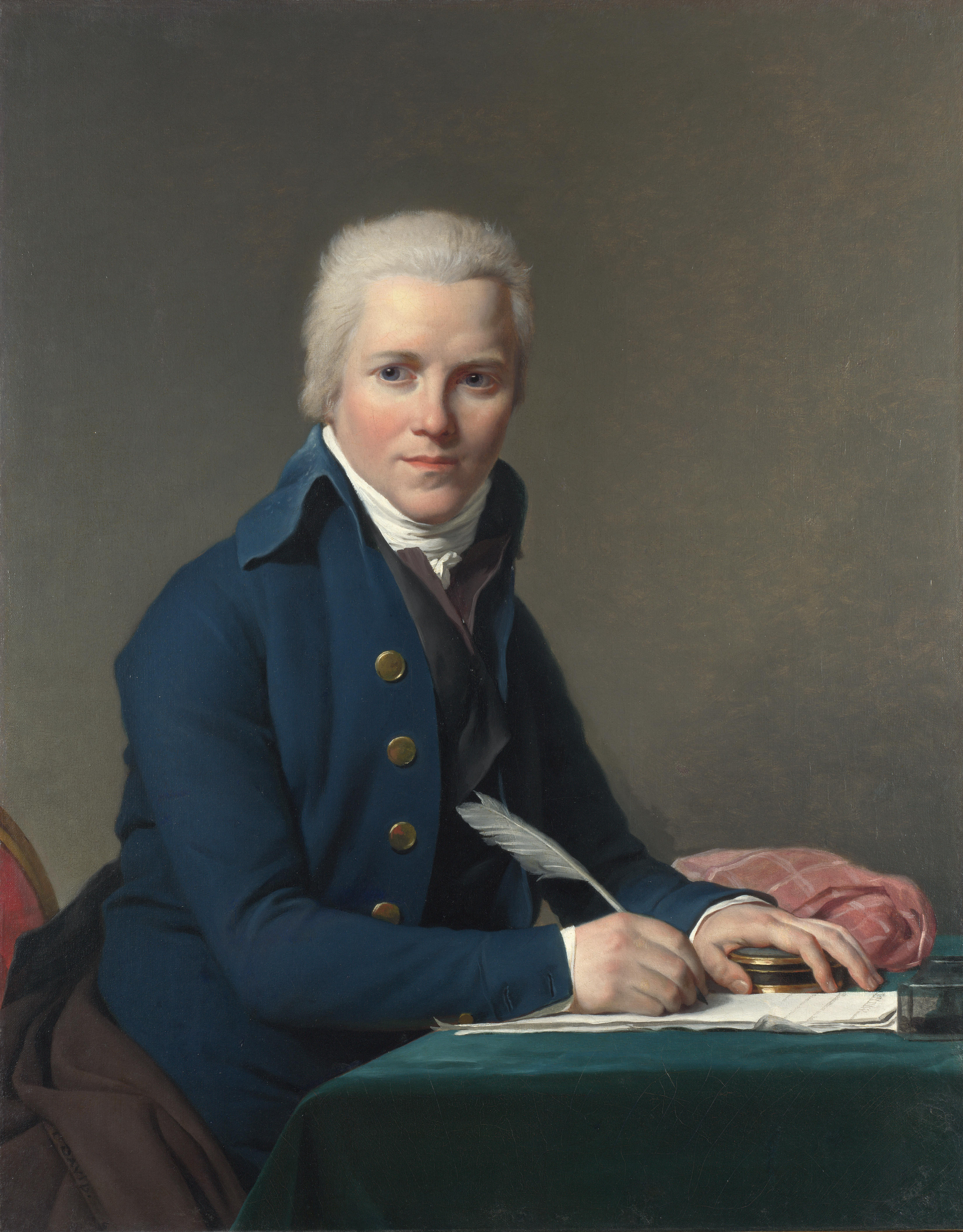
David, Portrait de Jacobus Blauw, 1795 (Londres National Gallery)

Le portrait est l'autre genre pictural qui fait reconnaître sa peinture. Du début de sa carrière jusqu'à l'exil en Belgique, il portraiture ses proches et relations ainsi que des notables de son entourage; ses essais dans le portrait officiel concernent ses portraits équestres de Napoléon et en costume du sacre, celui du pape Pie VII, et ses portraits de quelques membres du régime, comme Estève et Français de Nantes. Son style dans ce genre préfigure les portraits d'Ingres. On lui connaît aussi trois autoportraits. La redécouverte de David à la fin du XIXe siècle est principalement due à l'exposition de ses portraits.
Les portraits de David se caractérisent par sa manière de montrer la figure dans le choix de poses simples, souvent représentés en buste et assis (Alphonse Leroy, la comtesse Daru, Sieyès, La comtesse Vilain XIIII), plus rarement en pied (portraits des époux Lavoisier, du général Gérard et de Juliette de Villeneuve). L'économie dans le choix des accessoires, et le traitement du fond souvent résumé à un ton neutre. Une assurance dans le dessin et les lignes. Une recherche du réalisme dans la représentation des costumes, un souci de la ressemblance et des expressions peu marquées voire sèches, sauf pour les portraits féminins plus gracieux.
Élie Faure donne une appréciation de sa technique de portraitiste : « [les portraits]… avec leurs fonds troubles et gris et leur matière hésitante, avec leur vigueur expressive et leur fidélité [au modèle]… ils vivent, et pourtant leur vie tient dans des limites précises. Ils sont bâtis comme des monuments et cependant leur surface remue. Ils respirent en même temps la force et la liberté ».
Le souci du réalisme qui caractérise ses portraits a amené la plupart des critiques à considérer qu'il y avait une dualité chez David, d'un côté le peintre d'histoire, théoricien du beau idéal entrant en conflit avec le portraitiste, peintre du réalisme intimiste. Ce second aspect de son art étant souvent considéré comme supérieur, résumé par ces mots d'André Chamson : « ce qui classe David au premier rang de nos peintres, c'est avant tout le portrait ».
Peintre de la passion rationaliste, il fut l'excellence dans la reproduction fidèle et objective des choses, mais échoua à y insuffler le germe fécond de la vie. « ...une confusion permanente entre la vérité qu'il rencontra et la vie qu'il croyait atteindre. »

#### Autres genres
Il fait trois peintures à sujet religieux, Saint Jérôme entendant les trompettes du Jugement dernier, le Saint Roch intercédant la Vierge, et un Christ en croix. Il ne peint pas de nature morte, et on ne lui attribue qu'un seul paysage qu'il a réalisé de la fenêtre du palais du Luxembourg en 1794 durant son emprisonnement,.

### Dessins

#### État des dessins

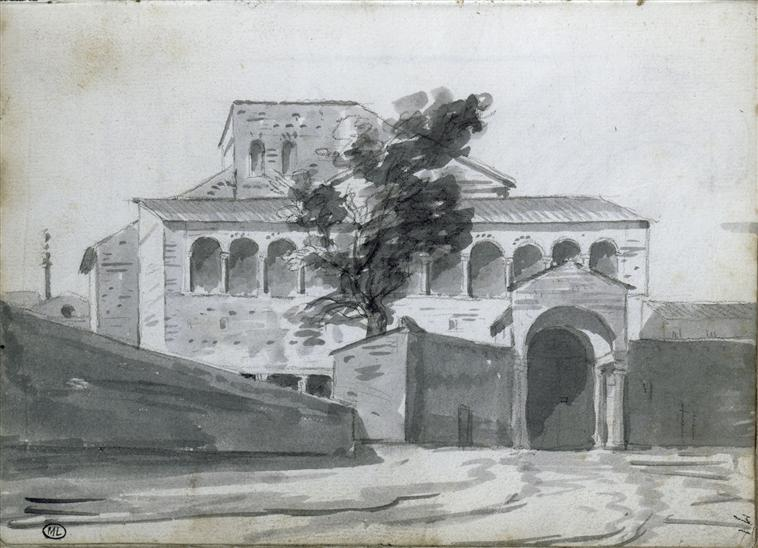
Vue de l'église San Saba à Rome, lavis à l'encre sur pierre noire (1785), Paris, musée du Louvre.

L'œuvre graphique de David est très importante par le nombre. On recense un millier de dessins, au moins, regroupés en douze « albums romains », plus quatorze carnets constituant 680 folios et 468 dessins isolés faits à des périodes diverses, dont 130 dessins lors de son exil à Bruxelles. Le Louvre possède une grande collection avec 415 feuillets (dont huit carnets et deux albums romains).

#### Technique
Les techniques employées vont du fusain aux lavis, en passant par la pierre noire qu'il privilégiait, et le dessin à l'encre rehaussé de lavis et plus rarement le pastel et la sanguine. Dans ses grandes compositions, il combine plusieurs techniques. Selon l'état d'avancement des dessins David les désigne selon la classification d'Antoine Joseph Dezallier d'Argenville en « pensées » pour les moins élaborés, viennent ensuite les « dessins arrêtés », les « études » pour le travail sur l'anatomie ou sur une partie d'un corps, les « académies », et les « cartons » pour les dessins constituant l'état final d'une œuvre comme celui à l'encre et au lavis pour Le Serment du jeu de paume seul dessin que David exposa pour le Salon de 1791. Dans la pratique David ne peut se dispenser de modèles pour ses dessins et l'élaboration de ses œuvres.

#### Types de dessins
L'œuvre graphique de David se divise en plusieurs types, il utilise le dessin pour faire des copies d'après l'Antique. Lors de son séjour à Rome il se constitua ainsi une collection de dessins qui lui sert plus tard comme sources et modèles pour ses œuvres ultérieures. On répertorie un grand nombre de paysages romains, principalement des vues urbaines réalisées entre 1775 et 1785, alors qu'il a très peu traité ce genre en peinture. La Douleur (1773, Beaux-Arts de Paris) est un dessin à la pierre noire, l'estompe et des rehauts de pastel et de blanc sur papier beige,, en 1773, David obtint avec ce dessin le premier prix du concours de la Tête d'expression, instauré en 1760 par le comte de caylus, créé pour permettre aux jeunes artistes d'approfondir l'étude trop négligée de l'expression des passions. L'usage du pastel, si parcimonieux soit-il, associé à la craie blanche, à la pierre noire et au papier brun, fait de cette œuvre une exception dans le corpus graphique de l'artiste. Il fait aussi des frises d'inspiration antique, des caricatures et un célèbre dessin représentant Marie-Antoinette conduite à l'échafaud (1793, Louvre), ainsi que des projets de médailles ou de costumes.

### Style
Delecluze considérait qu'il n'y avait pas chez David un style unique, mais une évolution qui s'observait à travers quatre périodes stylistiques représentées par le Serment des Horaces (1784), la Mort de Marat (1793), les Sabines (1799) et le Sacre de Napoléon (1808).

#### Première période rococo

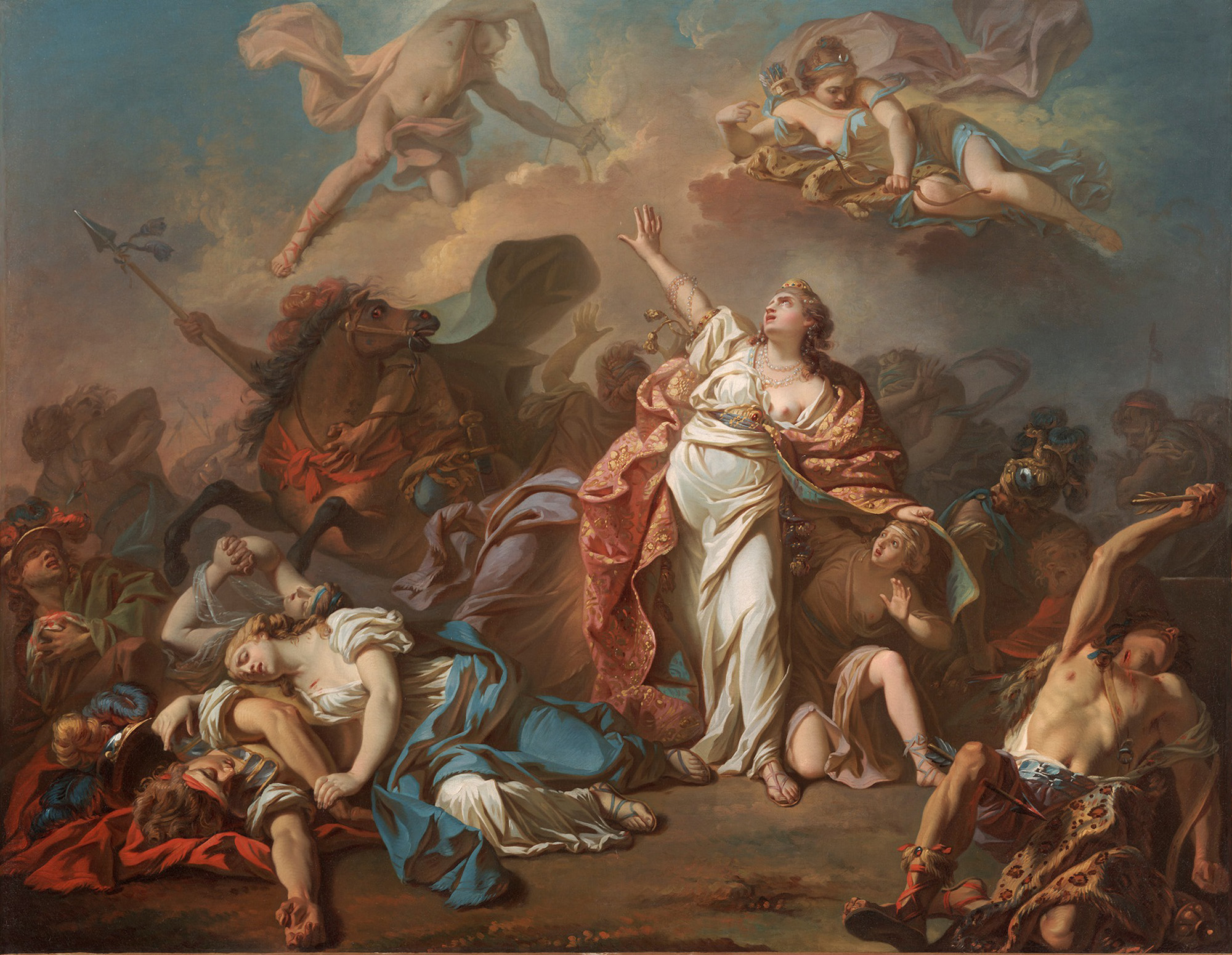
David, Diane et Apollon perçant de leurs flèches les enfants de Niobé (1772) Dallas Museum of Art.

David né en 1748 en pleine période du rococo commence par être influencé par ce style et son chef de file François Boucher. La première peinture attribuée au peintre, découverte en 1911 par Saunier, Jupiter et Antiope (avant 1770), montre l'influence qu'a eue sur David la manière de Boucher. Ce style marque encore l'enseignement académique de cette fin du XVIIIe siècle, et imprègne la peinture de David quand il concourt pour le prix de Rome. Ses trois premiers travaux combat de Mars contre Minerve, Diane et Apollon perçant de leurs flèches les enfants de Niobé et la Mort de Sénèque combinent à la fois l'influence de Boucher, et de Doyen. Il est difficile de déduire à partir de ces toiles, l'évolution vers la rigueur antique qui caractérisera David, tant elles sont marquées par l'esthétique rococo, avec une palette vive, voire criarde, et une composition grandiloquente.
L'art français amorce à l'époque un changement esthétique, le rococo tombe en désuétude, l'antique est à la mode. Les Bâtiments du roi conscients de ce changement encouragent les artistes en ce sens. En comparaison de ses condisciples Vincent, Peyron et Suvée, la peinture de David, qui est pourtant élève de Vien, peintre symbolisant ce renouvellement, paraît en retard ; en témoignent ses échecs pour obtenir le Grand prix de Rome. Par contraste ses premiers portraits des membres des familles Buron et Sedaine, montrent une facture plus réaliste et une composition plus simple, malgré d'évidentes maladresses anatomiques,.
L'enseignement de Vien va porter ses fruits, et obliger David à discipliner sa peinture avec Érasistrate découvrant la cause de la maladie d’Antiochius, qui lui permet d'obtenir le grand prix. Cette toile marque un changement manifeste par rapport à ses précédents essais, autant dans le choix d'une palette moins vive, que dans une composition plus rectiligne et moins grandiloquente. Ce succès n'empêche pas David alors en partance pour Rome, d'émettre à l'époque des réserves contre le style hérité de l'antique : « L'antique ne me séduira pas ; il manque d'entrain et ne remue pas ».

#### Maturation artistique et rejet du style français

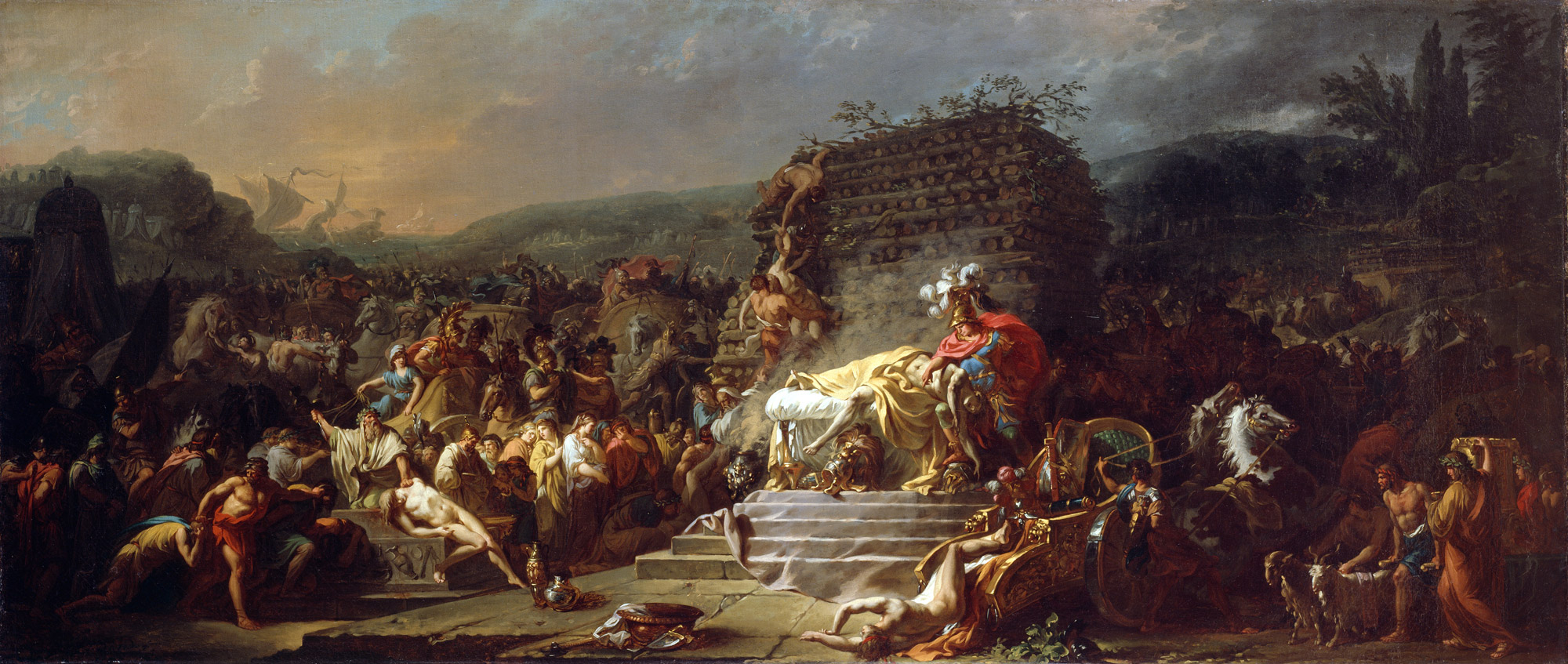
David, Les Funérailles de Patrocle, 1778, National Gallery of Ireland.

Entre son départ pour Rome et la fin de son séjour marqué par son Bélisaire, David va radicalement changer son style pictural, et se convertir sans réserve au néo-classicisme. Mais cette maturation stylistique se fera en plusieurs étapes, avant d'aboutir à la manière qui caractérise les derniers tableaux de la période romaine.
Sur le chemin de Rome, il s'arrête à Parme, Bologne, et Florence, et est frappé par les maîtres de la Renaissance italienne et du baroque, Raphaël, Le Corrège ou Guido Reni entre autres, qui mettent en doute son attachement pour le style français. Il est plus particulièrement attiré par l'école bolonaise dont il remarque la simplicité des compositions et la vigueur du dessin. Il dira plus tard, sur ses révélations : « À peine fus-je à Parme que voyant les ouvrages de Corrège, je me trouvai déjà ébranlé ; à Bologne, je commençai à faire de tristes réflexions, à Florence, je fus convaincu, mais à Rome, je fus honteux de mon ignorance ». Cette révélation ne se concrétise pas immédiatement dans sa peinture ou ses dessins. À Rome il doit d'abord s'astreindre à faire des copies d'après l'antique, selon les directives de son maître Vien.
C'est de cette époque (1776-1778) que datent deux grandes compositions d'histoire, le dessin Les Combats de Diomède et la peinture Les Funérailles de Patrocle. Par comparaison avec ses précédentes compositions historiques, David montre une approche moins théâtrale, un modelé et des couleurs plus franches, mais reste encore influencé par le style français et baroque que désormais il rejette. On peut y reconnaître l'influence des batailles de Charles Le Brun autant dans le choix d'un format allongé que dans la profusion des personnages, mais on y décèle aussi les marques d'artistes modernes qu'il a vus à Rome, ceux de l'école bolonaise et les compositions de Gavin Hamilton, premier représentant du néo-classicisme dont il fait référence,.

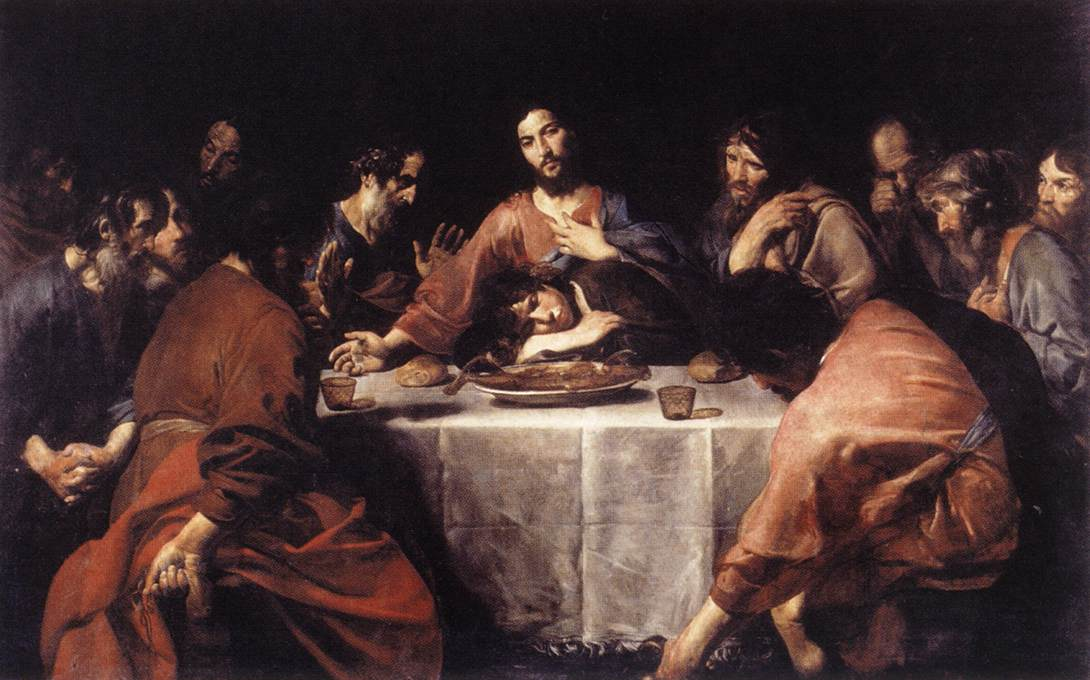
Valentin de Boulogne La Cène (1625, Rome, Galleria Nazionale d'Arte Antica). Tableau copié par David lors de son séjour à Rome.

L'année 1779 marque un tournant dans l'évolution du style davidien, principalement due à l'influence des caravagesques, Le Caravage, José de Ribera et surtout Valentin de Boulogne dont il copie la Cène. Cette copie, qui a disparu depuis, montrait des coloris sombres, une atmosphère dramatique dans le traitement des ombres, qui tranchait avec ses précédentes productions. Datent aussi de cette période une étude de tête de philosophe et une académie de saint Jérôme dont le réalisme fait référence à Ribera. Pour Schnapper, c'est en 1779 que son style change vraiment et que David devient David. David expliqua plus tard, à Delécluze comment il avait perçu ce style réaliste et comment il en fut imprégné :

« Aussi quand j'arrivai en Italie avec M Vien […] fus-je d'abord frappé, dans les tableaux italiens qui s'offrirent à ma vue, de la vigueur du ton et des ombres. C'était la qualité absolument opposée au défaut de la peinture française, et ce rapport nouveau des clairs aux ombres, cette vivacité imposante de modelé dont je n'avais nulle idée, me frappèrent tellement que, dans les premiers temps de mon séjour en Italie, je crus que tout le secret de l'art consistait à reproduire comme l'ont fait quelques coloristes italiens de la fin du XVIe siècle, le modelé franc et décidé qu offre presque toujours la nature. J'avouerai, […] qu'alors mes yeux étaient encore tellement grossiers que, loin de pouvoir les exercer avec fruit en les dirigeant sur des peintures délicates comme celles d Andréa del Sarto, du Titien ou des coloristes les plus habiles, ils ne saisissaient vraiment et ne comprenaient bien, que les ouvrages brutalement exécutés, mais pleins de mérite d'ailleurs des Caravage, des Ribera, et de ce Valentin qui fut leur élève. »

#### DeSaint-RochàBélisaire, la conversion au néo-classicisme

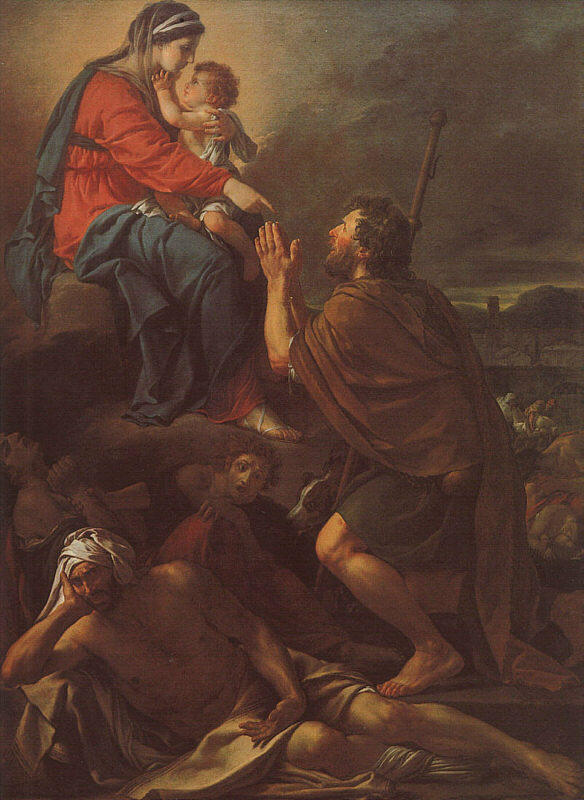
Saint Roch intercédant la Vierge pour la guérison des pestiférés (1780), Marseille, musée des beaux-arts.

David connaît à cette période des moments d'exaltations suivis de découragements, qui se manifestent dans son travail artistique. Paradoxalement, c'est dans ces moments de crise et de doutes que va aboutir son style, et qu'il va atteindre la maîtrise. Pourtant, les modèles antiques qu'il a copiés à Rome, ne sont pas encore pour lui des références plastiques et stylistiques, il s'en tient aux modèles picturaux modernes. C'est le séjour de Naples et la découverte des antiquités d'Herculanum qui vont le faire changer d'avis, et lui faire l'effet d'une révélation. Il avoua plus tard avoir été comme opéré de la cataracte. Il est difficile de savoir si cette révélation fut aussi brutale, David ayant probablement amplifié a posteriori l'importance de l'événement. Cependant, à son retour de Naples, il réalise deux œuvres majeures qui témoignent d'une nouvelle orientation.
Saint Roch intercédant la Vierge expose sa manière de restituer le réalisme assimilé à travers les exemples bolonais et caravagesques. Cette œuvre de commande, premier chef-d'œuvre dans sa peinture, marque son originalité par la figure du pestiféré au premier plan, dont le réalisme fait rupture avec la figure désincarnée de la vierge. Dans le traitement abrupt des clairs-obscurs, les ombres franches, l'abandon de coloris décoratifs pour des tons éteints presque gris (ce qui lui fut reproché), à travers ces procédés David concentre le regard sur la composition centrale. Par son sujet la toile n'est pas originale en elle-même, elle fait référence autant à Poussin dans l'ordonnance des figures, qu'au Caravage dans le caractère ascensionnel de la composition et Raphaël pour la figure de la vierge, mais c'est son traitement pictural qui révèle une originalité qui surprit les observateurs et les condisciples de David.
Si le Saint Roch montrait comment David avait compris et restitué les styles réalistes hérités des écoles italiennes modernes, la Frise dans le style antique, un long dessin de plus de deux mètres (depuis coupé en deux morceaux), montre par sa composition avec des figures profilées, l'assimilation des enseignements d'après l'antique que David a reçus depuis 1776, voire l'acculturation à l'antiquité romaine comme le souligne Philippe Bordes. Il fait directement référence aux bas-reliefs ornant les sarcophages romains. En comparaison avec son précédent dessin, Les Combats de Diomède, les différences témoignent du chemin parcouru. La sobriété des gestes et des expressions, la composition en frise au lieu de la ligne pyramidale en vigueur dans la peinture française d'alors, ne laissent plus percevoir aucune référence au style rococo français.
Entre Saint Roch et Bélisaire David peint le seul portrait de sa période romaine celui équestre du comte Potocki, qui tranche dans cette période, par le choix d'une palette plus vive et d'un style plus léger, qui montre par le traitement du drapé et du cheval, une autre influence sur sa peinture, celles des maîtres flamands qu'il voit à Turin et à Rome, et plus particulièrement Antoine van Dyck. L'expressivité et l'éloquence du geste qu'il fait adopter à son modèle deviennent alors la marque de fabrique du style davidien. On y perçoit aussi un élément antique, la base des deux colonnes sur le mur piranésien de pierre, allusion à la personnalité du modèle, amateur d'antiquités et surnommé le « Winckelmann» polonais ».
Bélisaire demandant l'aumône, commencé à Rome, et qu'il termine à Paris pour le salon de 1781, marque plus encore que le Saint Roch la forte influence de la peinture de Nicolas Poussin et de la tradition du style classique, influence qui se remarque dans le traitement du paysage romain en arrière-plan du tableau, et la répartition des personnages. Il prend conscience de cette influence par l'intermédiaire de son condisciple et rival, Peyron : « C'est Peyron qui m'a ouvert les yeux ». La composition résolument orthogonale se caractérise par l'espace séparé en deux, délimité par les colonnades. Seul reproche que lui font les observateurs contemporains, le choix de couleurs sourdes et sombres. Mais le tableau marque une date dans l'histoire de la peinture néo-classique, c'est la première fois que le sujet par son caractère moral typique de l'exemplum virtutis, prôné par le directeur des Bâtiments du roi d'Angiviller, s'accorde parfaitement avec la manière picturale de le représenter.

#### Retour à Paris, période de transition
La période courte du retour à Paris qui va jusqu'au Serment des Horace, tableau qui marque son retour à Rome (entre 1781 et 1784), confirme l'attachement de David au style hérité de l'antique et à la manière sombre des caravagesques. Mais elle se caractérise aussi par un sentimentalisme que l'on discerne dans la Douleur d'Andromaque, notamment par le traitement emphatique du personnage féminin et l'ordonnance du décor proche du Septime Sévère et Caracalla de 1769, qui montrent une inspiration empruntée à Jean-Baptiste Greuze. Ce sentimentalisme est tempéré par une composition géométrique d'une rigueur toute poussinienne. La découverte en 1985 d'une étude de vestale, datée de cette époque confirme cette tendance « greuzienne ». Le style pictural est alors complètement affirmé, dans le traitement des fonds dont les frottis, pas encore aussi apparents que dans le Marat, montrent toutefois une aisance dans la maîtrise du pinceau, ainsi que dans les modelés et le traitement des drapés.
De cette période datent aussi quatre portraits, celui d'Alphonse Leroy, ceux de ses beaux-parents les époux Pécoul, et celui de François Desmaison. Les tons plus clairs, les coloris plus vifs et harmonieux et une attention portée dans les détails naturalistes des accessoires (le rendu de la lampe dans le portrait d'Alphonse Leroy par exemple), résultent de l'influence des maîtres flamands qu'il observe lors d'un court séjour dans les Flandres à la fin de 1781.

#### DesHoracesàBrutus, la radicalisation néo-classique

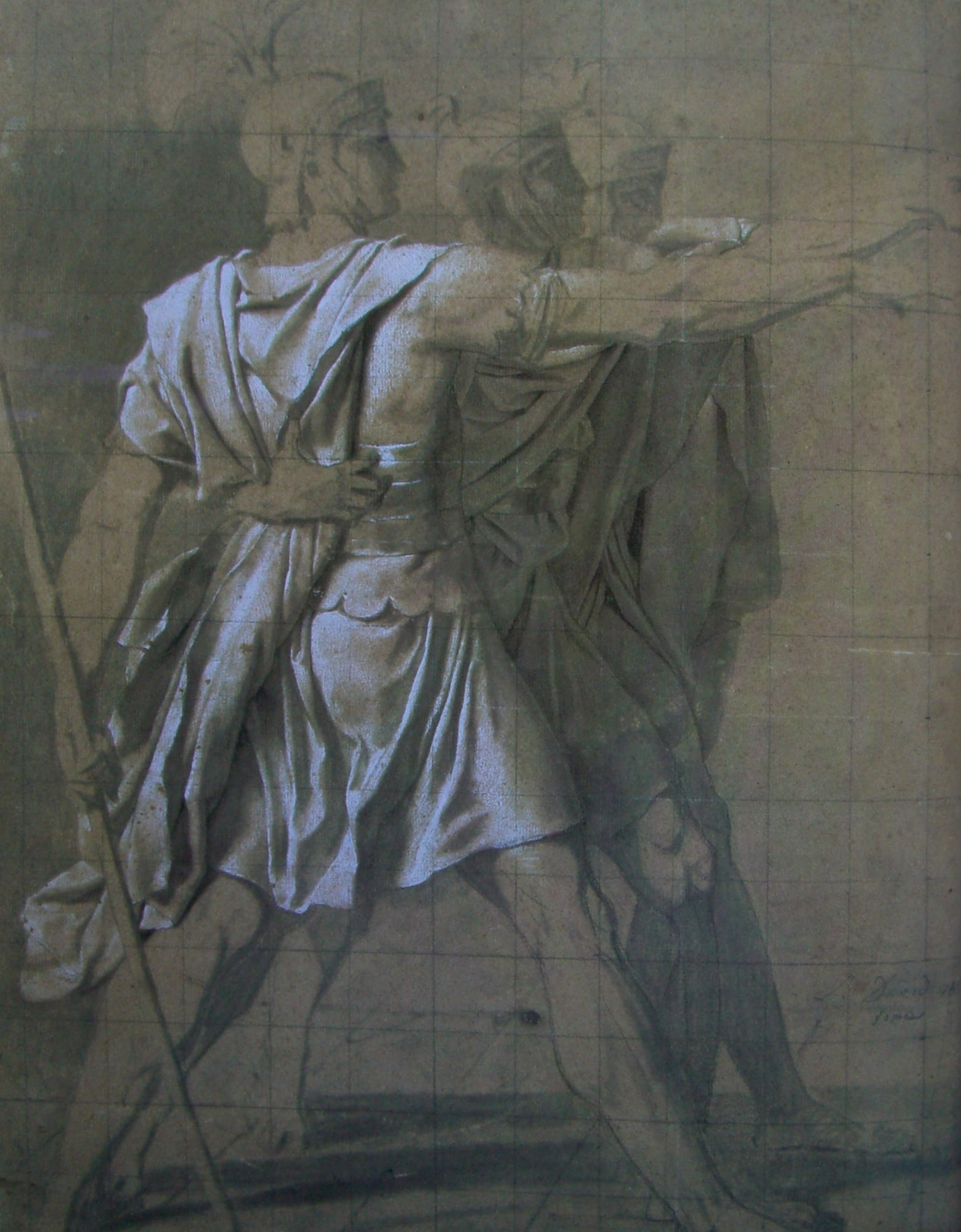
Étude pour le Serment des Horaces.

Avec le Serment des Horaces David expose son manifeste du néo-classicisme. Le style se radicalise, autant dans le traitement de l'espace géométrique délimité par les colonnes et les arches, que dans le hiératisme des poses. L'œuvre constitue une nouveauté, par son fini, la précision des lignes, le caractère froid des couleurs, la rigueur anatomique. Le tableau est en rupture avec la peinture de son temps et n'est comparable avec aucune des œuvres réalisées à l'époque. Les règles de compositions académiques, basées sur l'unité, sont bousculées par David qui partage l'espace en deux groupes aux expressions différenciés, le groupe masculin construit sur des lignes droites opposé aux lignes courbes du groupe féminin. Cette manière de diviser le tableau sera reprise dans le Brutus et les Sabines. La facture est lisse, alors que la technique picturale du XVIIIe siècle français favorisait la touche en pleine pâte. Les observateurs de l'époque, artistes et critiques contemporains, s'entendent à constater que David s'est amélioré dans le traitement des coloris, en abandonnant les tons noirs du caravagisme qui caractérisait son Andromaque. Mais ils reprochent le caractère uniforme et l'alignement des poses qui rappellent les bas-reliefs. Cette constante stylistique dans la peinture d'histoire davidienne fut souvent incomprise et considérée comme son défaut.
Avec ce tableau, le style davidien devient la norme dans la peinture néo-classique, aussi bien chez David dont les peintures d'histoire suivantes Socrate et Brutus confirment cette orientation, que chez des artistes qui lui sont contemporains, dont la jeune génération représentée principalement par ses élèves. L'œuvre caractéristique qui marque cette influence fut Marius à Minturnes de Jean-Germain Drouais, dont la pose et l'ordonnance sont empruntées aux Horaces de David.
Dans la Mort de Socrate, David, réceptif aux critiques qui avaient reproché la trop grande rigueur de construction et le dépouillement des figures, a adoucit son style, en utilisant des couleurs plus chatoyantes et une ordonnance des figures plus naturelles. Par contre le décor demeure, comme pour les Horaces, construit selon une stricte géométrie.

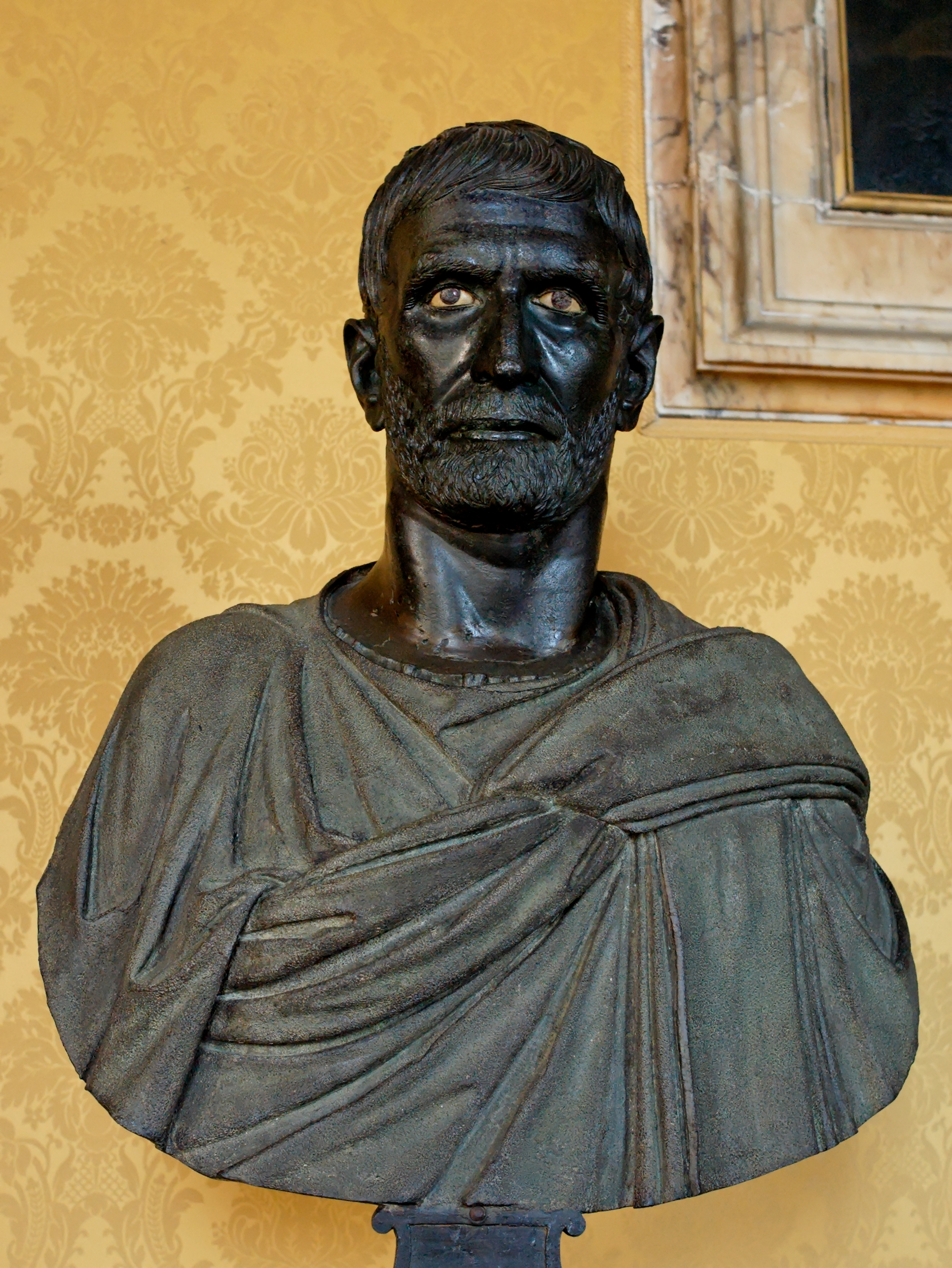
Lucius Junius Brutus buste du musée du Capitole, modèle de la peinture de David.

Les licteurs rapportent à Brutus les corps de ses fils est le dernier tableau de la série des peintures d'histoire pré-révolutionnaire. Dans cette œuvre David, conscient du reproche qu'on lui a fait de mettre systématiquement ses personnages sur un seul plan à l'imitation des bas-reliefs, décide de répartir les figures sur trois niveaux de profondeur. Au premier plan Brutus dans l'ombre, au second les femmes éplorées, et au troisième la procession des licteurs qui portent les corps des fils du consul. Il tente aussi d'insuffler du mouvement, là où ses précédents tableaux d'histoire péchaient par leur statisme. Dernier tableau du style néo-classique romain de David, il en est aussi l'aboutissement, par la volonté du peintre d'insuffler un caractère d'authenticité archéologique, en reprenant le buste de Brutus du Capitole pour la figure du consul, et en faisant figurer la statue allégorique de Rome sur la gauche du tableau, et le mobilier de style romain.
Dans l'évolution du style de David se détache une œuvre particulière par son traitement et son sujet Les Amours de Pâris et d'Hélène. Peint entre Socrate et Brutus c'est son premier tableau sur le thème du couple mythologique (il peindra aussi, Sapho et Phaon, les Adieux de Télémaque et Eucharis et l'Amour et Psyché). Il tente ici le registre galant et pour la première fois s'inspire de l'esthétique grecque, qui culminera avec les Sabines, notamment dans le choix de la nudité comme expression du beau idéal, proche en cela des idées de Winckelmann.
Le portrait d'Antoine-Laurent Lavoisier et de sa femme est le seul portrait important de cette période. David montre ici sa virtuosité à traiter les accessoires, les instruments de chimie constituent une nature morte dans le tableau. Il choisit une gamme réaliste et intimiste dans un format inhabituel plutôt dévolu à la peinture d'histoire ou au portrait de cour. Le portrait des Lavoisier est mis en scène en faisant endosser à Marie-Anne Paulze le rôle de la muse. Avec ce portrait il se rapproche du style du portrait mondain alors en vogue à l'époque, notamment avec les portraits d'Élisabeth Vigée Le Brun.

#### La Révolution, entre idéalisme et réalisme

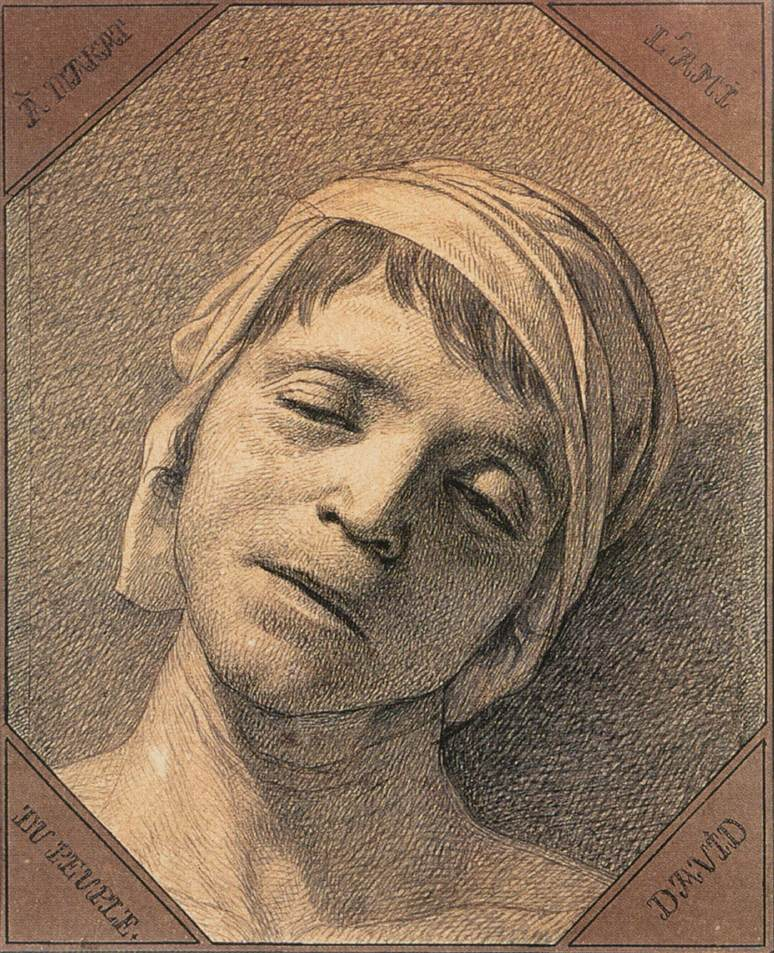
David, tête de Marat assassiné, dessin d'après nature (1793).

Le style de David pendant la Révolution se caractérise par une manière de peindre plus libre, liée en partie à l'abandon pendant un temps, de la peinture d'histoire antique et mythologique. Il peint des sujets contemporains et des portraits intimistes. Sa carrière politique va réduire son activité artistique, il laisse plusieurs tableaux inachevés, mais il réalise à cette époque une de ses œuvres majeures la Mort de Marat.
Le Serment du jeu de paume était un projet d'envergure qui ne fut jamais achevé. Dans ce tableau l'ambition de David était d'adapter son style de peintre d'histoire à un événement qui lui était contemporain. Il s'était inspiré de l'exemple des peintres américains qui représentaient les événements de la guerre d'indépendance des États-Unis, comme John Trumbull qu'il rencontre à cette époque. Mais il ne fut pas satisfait du traitement. Le caractère trivial des costumes de ville, ne lui semblait pas adapté à la peinture d'histoire, dont l'idéal était la représentation de héros nus.
Entre 1789 et 1791, la série des portraits qu'il peint montre un nouveau style. Les personnages sont cadrés sous les genoux, et se détachent devant un fond nu et brossé, de telle manière qu'on perçoit des frottis vibrants. Ses tableaux rompent avec le sentimentalisme affecté des portraits de l'époque. Les portraits de la comtesse de Sorcy-Thélusson et de madame Trudaine (inachevé), sont représentatifs de cette nouvelle manière. Tous ces portraits montrent une exécution plus rapide et plus libre, David laisse délibérément certaines parties, des détails du vêtement, les cheveux, ou le fond, moins achevés que d'autres.
Dans la Mort de Marat David mélange l'idéal et le réalisme, avec une économie de moyens qui confine au dépouillement. Il choisit la simplicité du motif en donnant une image épurée débarrassée de tout accessoire. Il fait une entorse à son réalisme en idéalisant Marat, sans les stigmates de la maladie de peau qui l'affectait en réalité. En s'inspirant de la Mise au tombeau du Caravage, il fait à nouveau référence au caravagisme. L'œuvre emprunte à l'art religieux de la Renaissance italienne. Hormis Caravage, la posture de Marat rappelle la pietà de Baccio Bandinelli que David a pu voir à la basilique Santissima Annunziata de Florence, et aussi à un modèle antique, un bas-relief dit le lit de Polyclète.

Le tableau est redécouvert par Baudelaire en 1846 lors de l'exposition du Bazar Bonne-Nouvelle. En plein essor du mouvement réaliste il écrit : 

« Tous ces détails sont historiques et réels comme un roman de Balzac; le drame est là vivant dans toute sa lamentable horreur, et par un tour de force étrange qui fait de cette peinture le chef-d'œuvre de David et une grande curiosité de l'art moderne, elle n'a rien de trivial ni d'ignoble. »

 Pour Charles Saunier c'est « l'indispensable précurseur » de ce courant artistique. Mais Verbraeken pointe l'ambigüité du terme appliqué à ce tableau qui est antérieur à ce mouvement, car pouvant autant signifier le traitement et le rendu pictural, que la représentation de la réalité. En tant que peintre de propagande l'intention de David était d'abord d'exalter un modèle de vertu républicaine, en faisant du Marat un exemplum virtutis moderne. D'où le rôle des inscriptions que l'on perçoit sur la toile, qu'il s'agisse des lettres ou de la dédicace de David sur le billot de bois, pour appuyer le message du tableau. Il fera usage de ce procédé rhétorique dans plusieurs toiles dont Les Derniers Moments de Michel Lepeletier (disparu ou détruit), qui constituait le pendant du Marat.

#### DesSabinesàLéonidas: vers le grec pur

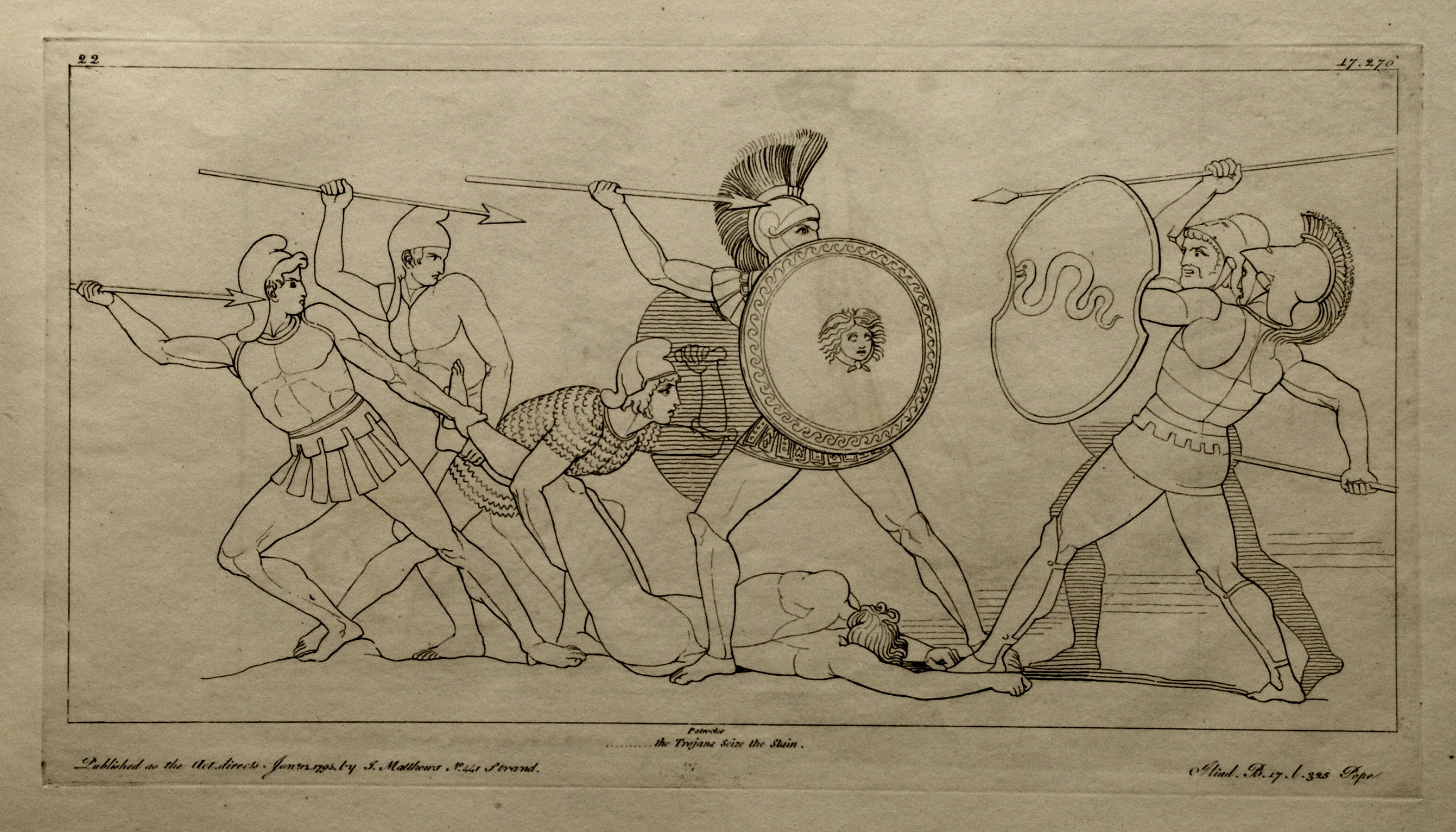
John Flaxman, Le Combat pour le corps de Patrocle, gravure pour l'édition de 1795 de l'Iliade.

Les Sabines inaugure l'orientation esthétique de David vers le « grec pur ». Sous l'influence des illustrations de l'Iliade et l'Odyssée par John Flaxman il trace ses figures de manière plus linéaires, plus idéalisées. Il abandonne le caractère martial et les musculatures apparentes qui caractérisaient son style romain, pour des figures lisses. Il répartit aussi la lumière de manière égale, et opte pour une gamme de couleurs claires, alors que ses précédentes peintures d'histoire étaient marquées par le clair-obscur. Le paradoxe veut que David, qui cherche par ce tableau à retourner aux sources de l'art grec, choisisse un sujet de l'histoire romaine. Par contre comme dans les Horaces David revient à une composition où les personnages principaux sont sur le même plan.
Mais surtout il peint ses personnages principaux nus. Cette nouvelle façon de représenter ses figures fut expliquée par David dans une notice qui accompagnait l'exposition du tableau : De la nudité de mes héros. Dans sa biographie sur David, Delécluze expose le programme de son maître : « J'ai entrepris de faire une chose toute nouvelle […] je veux ramener l'art aux principes que l'on suivait chez les Grecs. En faisant les Horaces et le Brutus j'étais encore sous l'influence romaine. Mais, messieurs, sans les Grecs, les Romains n'eussent été que des barbares en fait d'art. C'est donc à la source qu il faut remonter, et c'est ce que je tente de faire en ce moment ». David reprend à son compte les conceptions de Winckelmann sur le « beau idéal », influencé aussi par certaines œuvres de ses élèves dont le Sommeil d'Endymion de Girodet. Cette nouvelle approche esthétique était déjà sous-jacente dans une de ses dernières œuvres de sa période révolutionnaire la Mort du jeune Bara qui présentait une figure d'éphèbe androgyne inspirée de l'hermaphrodite Borghèse. Ces nus choquèrent le public lors de l'exposition du tableau et firent scandale. En 1808 pour la deuxième exposition de l'œuvre, afin de calmer les pudeurs, David masqua le sexe de Tatius par un repeint, en déplaçant le fourreau de son glaive.
Cette orientation vers le beau idéal et le nu grec, fut critiquée par les élèves les plus radicaux de David. Ceux-ci regroupé en secte des Barbus, reprochèrent au maître de ne pas avoir été assez loin dans l'archaïsme et le primitivisme esthétique. C'est en tenant compte de certaines des objections de ce groupe, que David peignit un tableau dont la facture et le sujet ambitionnaient d'être encore plus grec que les Sabines, Léonidas aux Thermopyles. Mais pour Nanteuil le style pâtit d'une exécution en deux temps, commencé en 1799, il ne fut achevé qu'en 1814, ce qui se ressent dans la composition, l'ordonnance et les mouvements des personnages.
L'influence de l'antiquité grecque se fit sentir aussi sur trois portraits qu'il peint entre 1799 et 1803. Le Portrait de madame de Verninac qui représente le modèle habillé à l'antique dans un décor dépouillé et une pose hiératique, donnant à Henriette de Verninac l'apparence de la déesse Junon. Le style est plus froid, plus précis. Dans sa technique David se fait moins libre, il abandonne les frottis caractéristiques de ses portraits révolutionnaires. Il réitère cette formule dans le portrait de Madame Récamier (qu'il abandonne dans un état inachevé), dont il traduit ce que Nanteuil désigne comme « l'esprit de simplicité qui l'attirait vers l'art grec ». Avec Bonaparte franchissant le Grand-Saint-Bernard, David adapte le style héroïque de ses peintures d'histoire à un portrait équestre. En dehors des accessoires et des effets du costume, tous véridiques, toute la toile idéalise Napoléon Bonaparte dans la ligne stylistique du « beau idéal », au point d'en sacrifier la ressemblance. Pour Philippe Bordes, l'esthétique sculpturale de David n'a peut-être jamais été plus explicite que dans ce tableau.

#### Le Sacreet l'apogée du style Empire

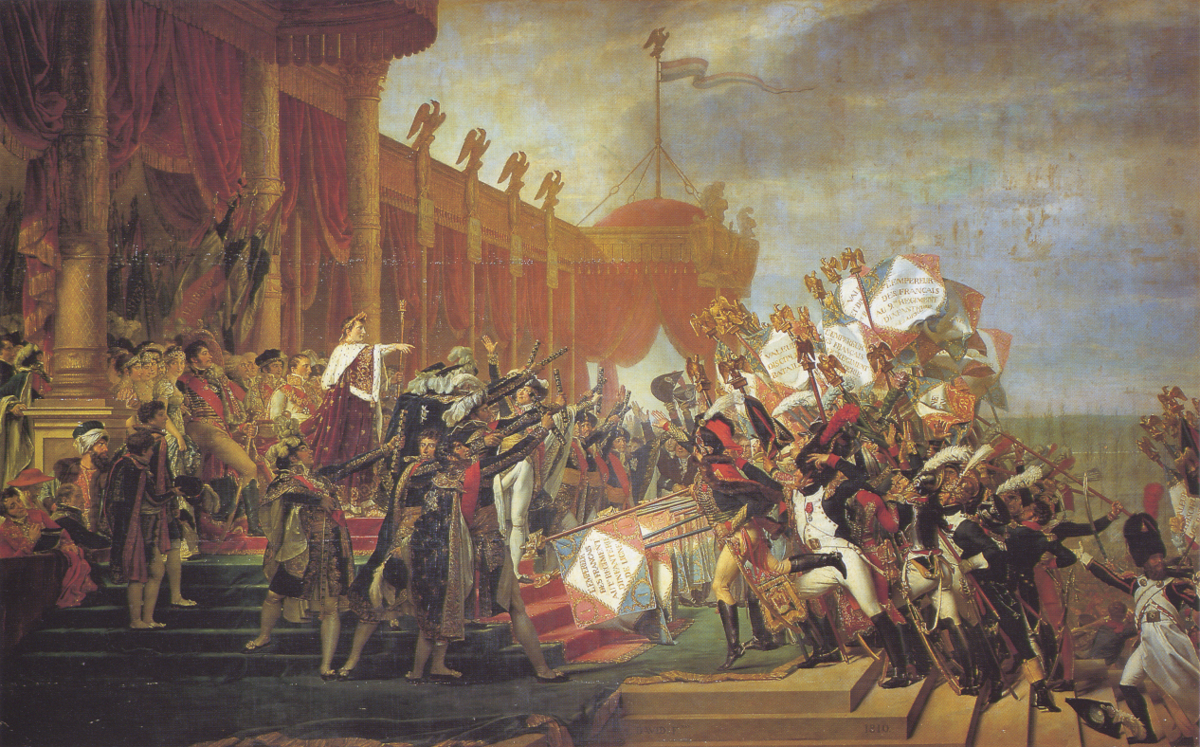
La Distribution des aigles, 1810 château de Versailles.

Avec Le Sacre de Napoléon conçu comme une grande galerie de portraits, David contribue à la vogue du style Empire. Ce style à l'origine décoratif et architectural, désigne en peinture principalement les œuvres officielles réalisées pour le régime napoléonien, dont David est, avec François Gérard, Antoine-Jean Gros et Robert Lefèvre, un des principaux représentants. La production de David dans le style Empire est représentée par deux grandes toiles de cérémonies Le Sacre, et la Distribution des aigles; et plusieurs portraits d'apparat dont le portrait du pape Pie VII, celui de l'Empereur en costume de Sacre; de dignitaires et épouses, dont les portraits d'Estève, de la comtesse Daru, de Français de Nantes que Klaus Holma considère comme exemplaire de ce style, ainsi que le dernier portrait que David peint de l'empereur, Napoléon dans son cabinet de travail.
Chez David ce style se traduit par une facture sèche, raide dans le dessin, et des tons froids empruntés à Véronèse et Rubens. Le Sacre est d'ailleurs une référence directe au Couronnement de Marie de Médicis du peintre flamand. David s'éloigne de ses peintures néo-classiques et s'inspire des grands tableaux de cour comme ceux de Rubens, mais peut être aussi de Raphaël et son Couronnement de Charlemagne du Vatican. Contrairement à son habitude de distinguer les groupes séparément dans ses peintures d'histoire (les Horaces, le Brutus, les Sabines), l'œuvre est caractérisée par une composition unifiée. Dans le hiératisme des poses qui évitent toute théâtralité, la lumière qui relie les différents groupes tout en concentrant le regard vers les protagonistes principaux, et des couleurs froides et discrètes, David donne à la scène un caractère équilibré et harmonieux.
Le caractère harmonieux qui avait fait le succès du Sacre fait défaut dans la Distribution des aigles de facture plus faible. La composition est déséquilibrée, notamment à cause de la suppression de la victoire ailée, ce qui crée un vide dans la toile, et à l'effacement de la figure de Joséphine de Beauharnais, lié aux circonstances du divorce de Napoléon. Le caractère théâtral et grandiloquent des attitudes des soldats et des maréchaux trahissent des maladresses dans le traitement des attitudes qui sont figées et sans aplomb. David n'arrivait pas à restituer l'animation des mouvements, à la différence de son ancien élève Gros. Tous ces éléments affaiblissent la composition, dont l'aspect général paraît confus.

#### Néo-classicisme de David
En 1780, l'apparition de David sur la scène du néo-classicisme est tardive, alors qu'à la suite de l'ouvrage de Winckelmann Réflexion sur l’imitation des grecs, les peintres avaient déjà amorcé ce retour vers le modèle antique depuis les années 1760. Son maître Vien, comme Pompeo Batoni, est considéré comme un artiste de transition entre le rococo et le néo-classicisme, Mengs et Gavin Hamilton étant les premiers artistes représentatifs de ce style. Selon Michael Levey, la nouveauté de David est d'avoir combiné une inspiration à la fois esthétique et morale dans son néo-classicisme, d’avoir voulu mêler la raison et la passion, plutôt que la nature et l’Antiquité.

#### Attributions contestées
Malgré plusieurs listes des œuvres de Jacques-Louis David, établies par l'artiste lui-même, qui donnaient un aperçu assez complet de sa production, à la mort du peintre, apparaît un nombre important de nouvelles toiles qui lui sont attribuées par erreur. Ce qui a amené quelques historiens d’art à analyser son style artistique sur la base de fausses attributions. Jean-Jacques Lévêque souligne que le succès de David et sa cote élevée a longtemps permis d'écouler des œuvres mineures en profitant de la confusion du style ou du nom (au XVIIIe siècle le patronyme David était partagé par plusieurs artistes) ; dans d’autres cas, l’absence de signature, mais la notoriété du modèle, amènent à faire des attributions erronées, comme pour le portrait de Barère à la tribune exposé comme un David à l'exposition Les Portraits du siècle (1883), aujourd’hui restitué à Laneuville (Kunsthalle, Brême) ou celui de Saint-Just ou celui du flûtiste François Devienne (Musées royaux des beaux-arts de Belgique), considéré encore comme un authentique David dans les années trente.
En 1883, Jacques-Louis Jules David, le petit-fils du peintre et auteur d'une importante monographie Le peintre David, souvenirs et documents inédits, remarqua lors de l’exposition Les Portraits du siècle que sur les dix-neuf toiles présentées comme autographes, seules quatre pouvaient être considérées sans conteste de la main de David, et signale qu’aucun des six autoportraits exposés n’est authentique.
Il arrive que l’erreur soit propagée par des experts qui se sont laissé abuser, ce qui fut le cas pour le portrait du conventionnel Milhaud dont l'attribution était soutenue par la présence d'une dédicace Au conventionnel Milhaud, son collègue, David-1793 qui s'est avérée être fausse : en 1945 Gaston Brière révéla à partir d'une réplique en miniature qu’il avait été peint par Jean-François Garneray, un de ses élèves. Dans d’autres cas, la controverse s’est réglée au tribunal : le jugement concernant l’attribution du Marat assassiné du château de Versailles, réplique non signée, que des experts et artistes renommés soutenaient être authentique, fut prononcé en première instance contre la plaignante, veuve de Jacques-Louis Jules David, qui possédait pourtant l’original.
Les expositions rétrospectives ont permis de faire le point sur l’état des collections. Celle de 1948 David, exposition en l'honneur du deuxième centenaire de sa naissance, a exclu des œuvres de David le Conventionnel Gérard et sa famille et le portrait du flûtiste Devienne ; en 1989, lors de l’exposition David 1748-1825, Antoine Schnapper écarte l’attribution pour un portrait de Quatremère de Quincy et pour les Trois dames de Gand (musée du Louvre) dont, comme pour le conventionnel Milhaud, la signature était falsifiée, et émet des doutes concernant le portrait dit le Geôlier du musée de Rouen,.

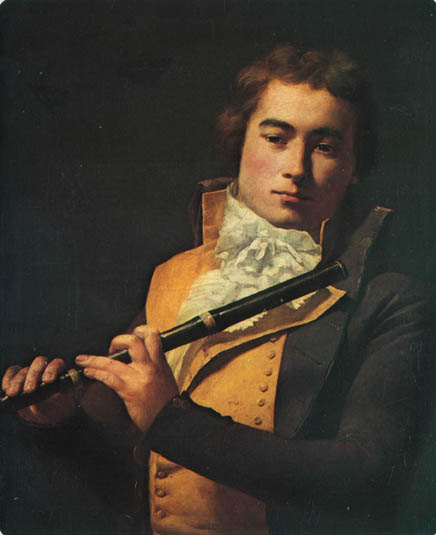
Portrait du flûtiste François Devienne, peinture anonyme, longtemps attribuée à David (musées royaux des beaux-arts de Belgique)
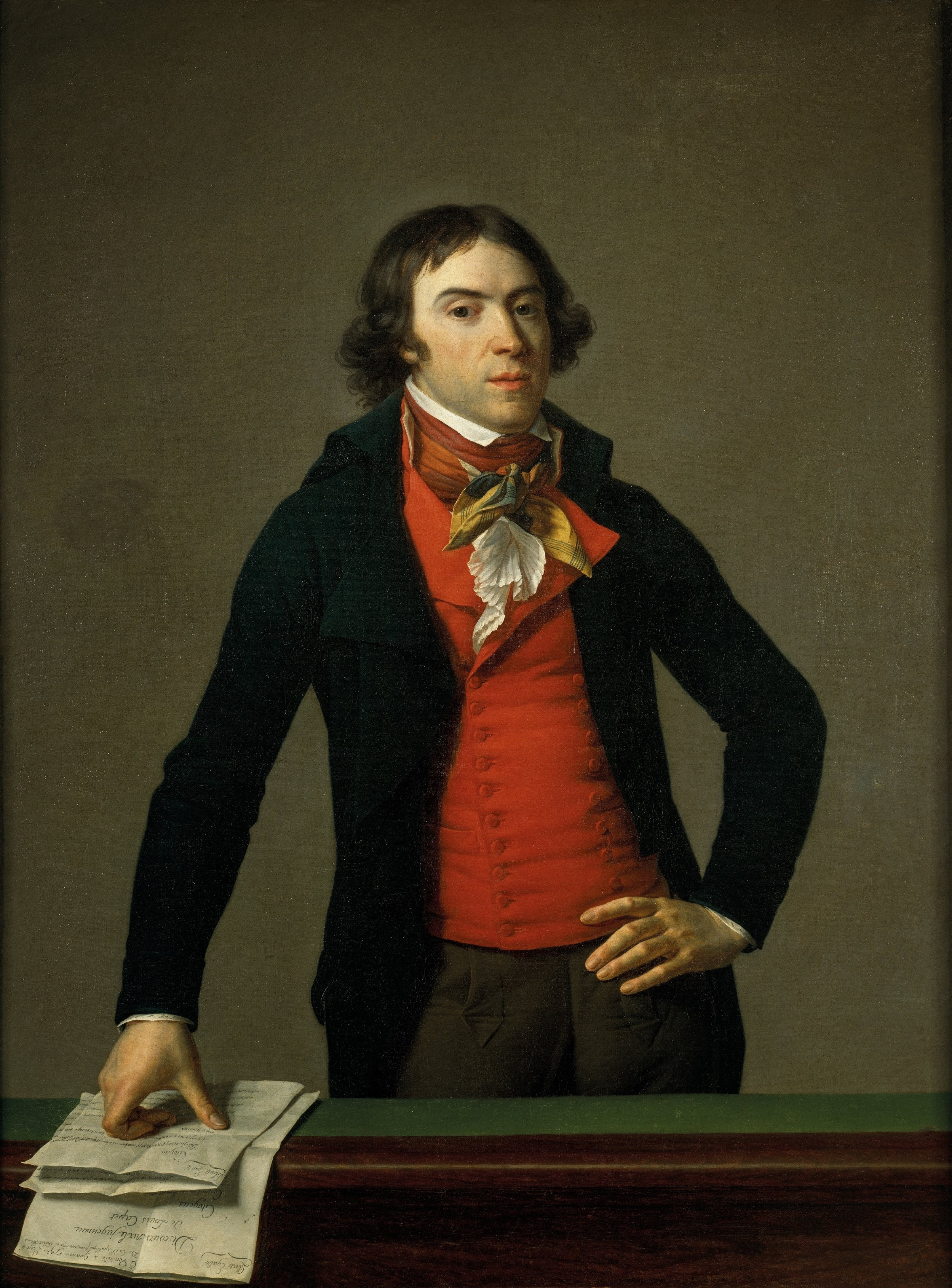
Jean-Louis Laneuville, Bertrand Barère à la tribune (Kunsthalle de Brême), portrait autrefois attribué à David
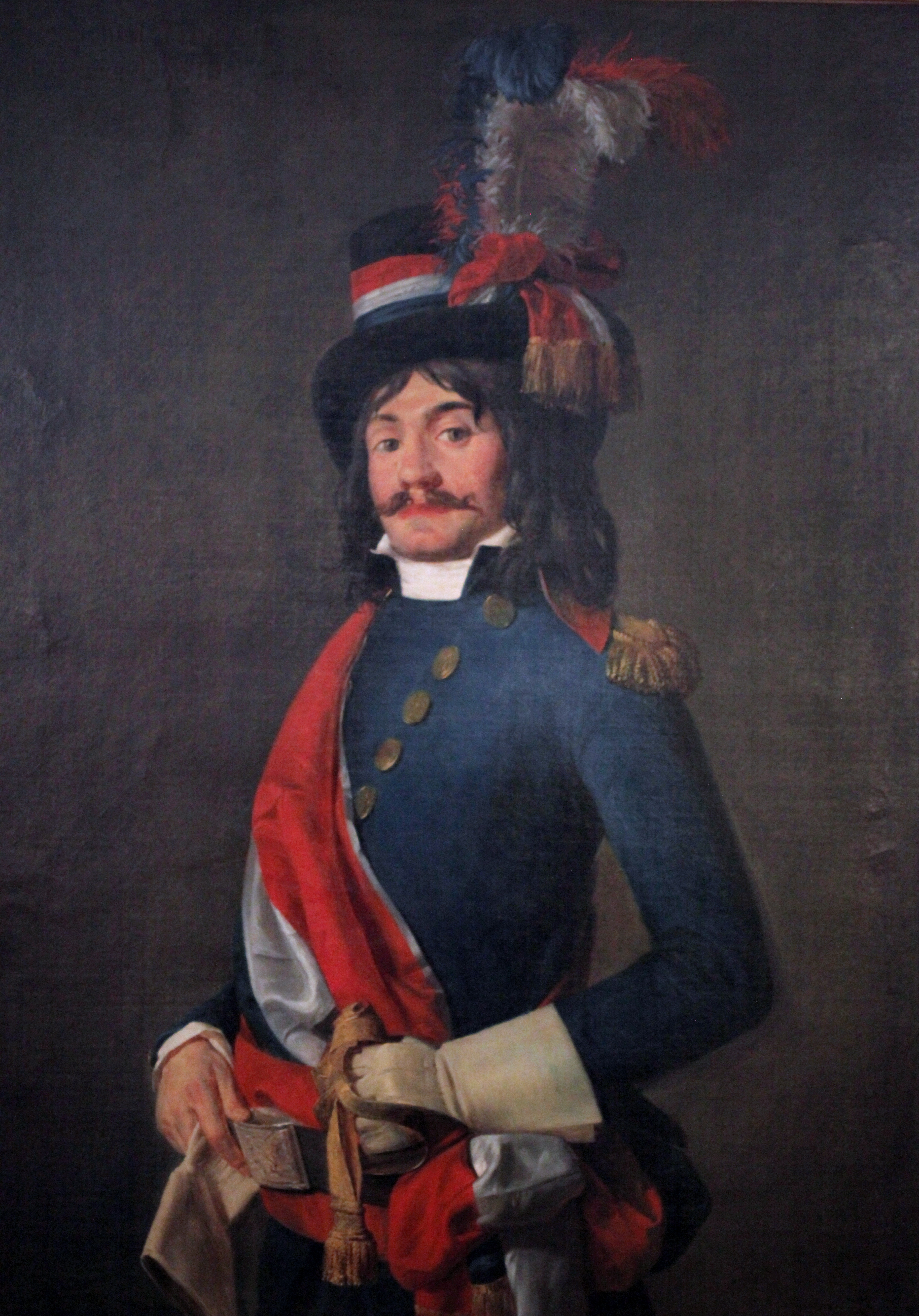
Jean-François Garneray Portrait du conventionnel Milhaud (musée de la Révolution française)
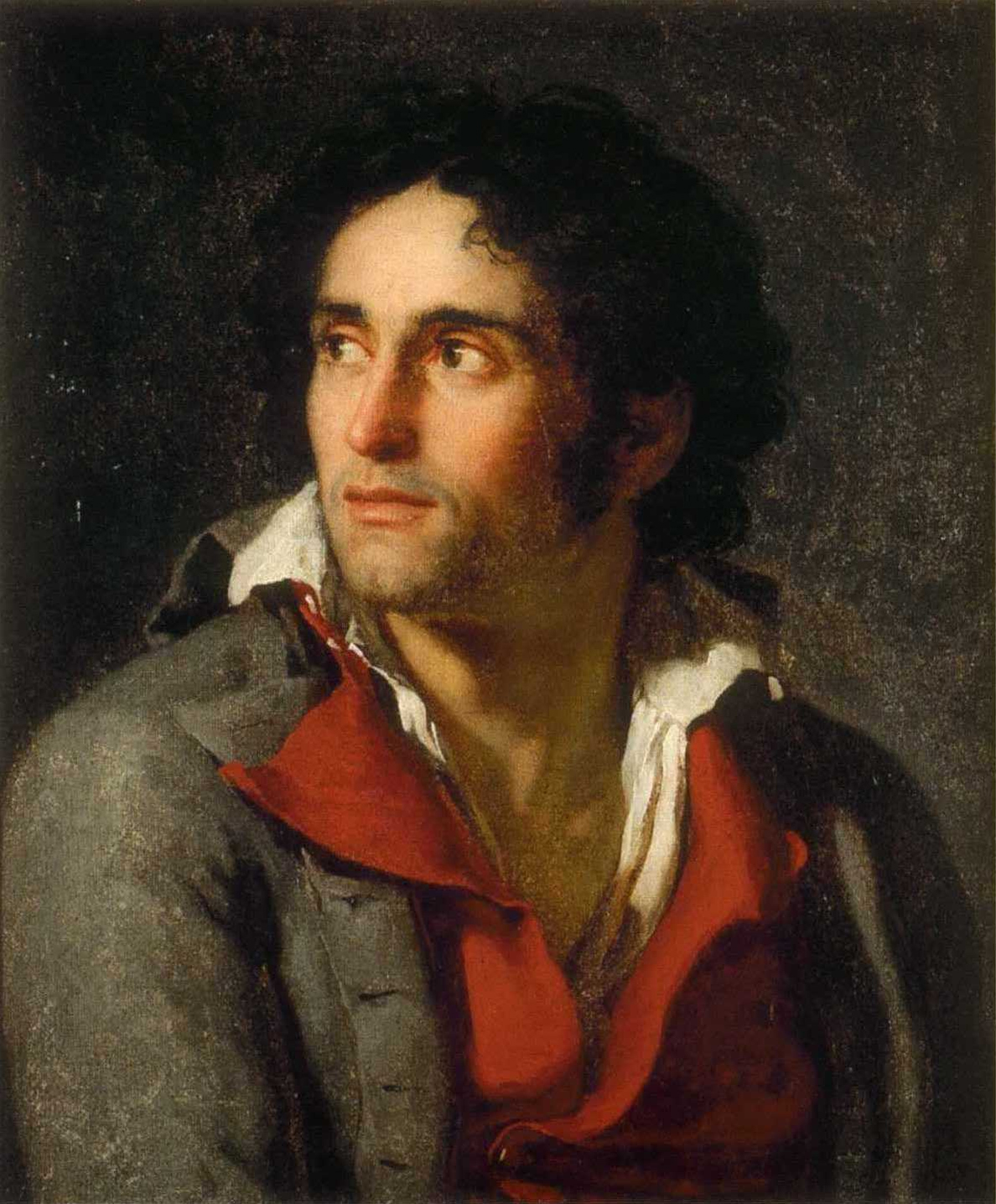
Anonyme, le Geôlier (musée des beaux-arts de Rouen)
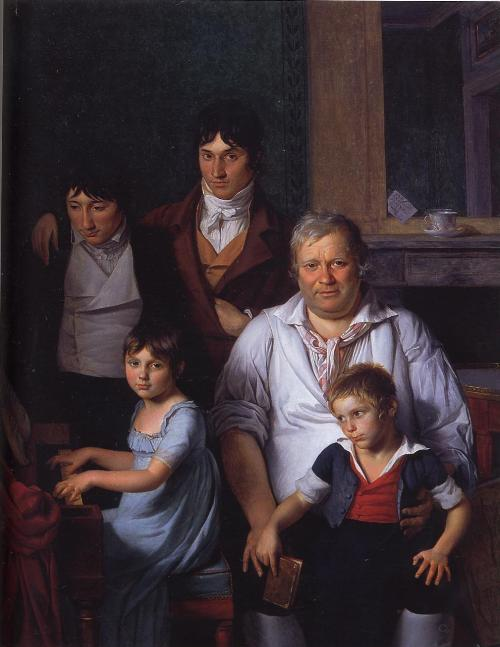
Anonyme, Portrait d'un homme et de ses enfants (musée de Tessé, Le Mans)

### Technique artistique de David

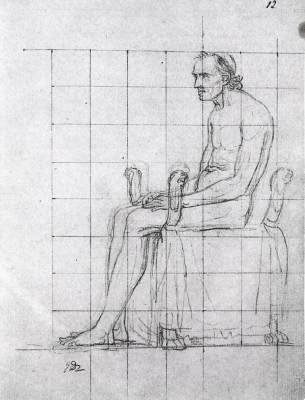
Étude mise au carreau pour la figure du pape Pie VII pour Le Sacre (1805, musée du Louvre).

À la dissolution de l'Académie royale de peinture et de sculpture, les enseignements des maîtres anciens sont perdus, selon Eugène Delacroix. David était le dernier détenteur des traditions picturales du passé.

La technique de David est visible à travers les ébauches inachevées qu'il a laissées, qui permettent d'observer sa manière de peindre et d'en connaître les processus de réalisation. Quelques toiles, comme le Portrait inachevé de Bonaparte, laissent apparaître l'enduit préparé à la céruse de ton clair, sur lequel il peint ; il peignait aussi sur des fonds à base de colle. J. P. Thénot, dans son ouvrage Les Règles de la peinture à l'huile (1847), donne les couleurs qui forment la palette du peintre : 

« Palette de David, ordre des couleurs à partir du pouce, blanc de plomb, jaune de Naples, ocre jaune, ocre de ru, ocre d'Italie, brun rouge, terre de Sienne brûlée, laque carminée fine, terre de Cassel, noir d'ivoire, noir de pêche ou de vigne. Indistinctement bleu de Prusse, outremer bleu, bleu minéral, puis il plaçait en dessous de ces couleurs le cinabre et le vermillon. Vers la fin de sa carrière il ajouta à sa palette le jaune de chrome et le chrome rouge pour peindre les draperies seulement. »

Dans la composition de ses toiles, il abandonne la structure en pyramide alors en vogue au XVIIIe siècle, pour préférer des compositions en frise inspirées des bas-reliefs antiques, ce qui lui est reproché par Jean-Baptiste Pierre : « Mais où avez-vous vu qu'on pût faire une composition sans employer la ligne pyramidale ? » Il généralise cette construction à partir du Serment des Horaces en s'appuyant sur des constructions symétriques et parallèles. Charles Bouleau indique que David utilisait un schéma orthogonal basé sur le rabattement des petits côtés du rectangle ; Louis Hautecœur, observe que l'armature du Sacre fut divisée en moyenne et extrême raison. Aucun tableau ni croquis de David ne montre de tracé régulateur qui permette de vérifier sa manière de composer. Ce tracé fut déduit par Charles Bouleau à partir d'un dessin de Girodet pour Hippocrate refusant les présents d'Artaxercès, qui montre un rare exemple de cette technique de composition dans une œuvre néo-classique.
Minutieux, voire laborieux dans son travail pictural, David refait plusieurs fois un motif qui ne le satisfait pas. Dans le Serment des Horaces, il repeint vingt fois le pied gauche d'Horace.

## Œuvres principales

### Envois aux salons

#### Salon de 1781
- Bélisaire demandant l'aumône (1781), huile sur toile, 288 × 312 cm, palais des beaux-arts de Lille.
- Portrait du comte Stanislas Potocki (1780), musée national de Varsovie
- Saint Roch intercédant la Vierge (achevé en 1780), au musée des beaux-arts de Marseille
- Les Funérailles de Patrocle (1778) galerie nationale d'Irlande, Dublin

#### Salon de 1783
- La Douleur d'Andromaque (1783), musée du Louvre, Paris.
- Jacques-François Desmaisons (1782), Albright-Knox Art Gallery, Buffalo, portrait d'un de ses oncles
- Portrait du médecin Alphonse Leroy (1783), musée Fabre, Montpellier
- Frise dans le genre antique dessin.

#### Salon de 1785
- Le Serment des Horaces (1784), 330 × 425 cm, Musée du Louvre, Paris[248]
- Portrait de Charles-Pierre Pécoul (1784), musée du Louvre à Paris

#### Salon de 1787
- La Mort de Socrate (1787), Metropolitan Museum of Art, New York.

#### Salon de 1789
- Les Amours de Pâris et d’Hélène (1788), musée du Louvre, Paris.
- Les licteurs rapportent à Brutus les corps de ses fils (1789), musée du Louvre, Paris.

#### Salon de 1791
- Dessin préparatoire pour Le Serment du jeu de paume (1791) château de Versailles.
- Portrait de la comtesse de Sorcy-Thélusson (1790), Neue Pinakothek, Munich.

#### Salon de 1795
- Portrait d'Émilie Sériziat et son fils (1795), musée du Louvre à Paris
- Portrait de Pierre Sériziat (1795), musée du Louvre à Paris

#### Salon de 1808
- Le Sacre de Napoléon (1805-1807), musée du Louvre à Paris
- Portrait de Napoléon en costume impérial, esquisse (1808), Cassel

#### Salon de 1810
- La Distribution des Aigles (1810), musée national du Château de Versailles, Versailles

### Expositions personnelles

#### Salle des séances de la Convention 1793
- Les Derniers moments de Michel Lepeletier (1793) disparu, probablement détruit. Est connu par une gravure et un dessin.
- La Mort de Marat (1793), musées royaux des beaux-arts de Belgique, Bruxelles

#### Expositions payantes du Louvre 1800-1801
- Les Sabines (1799), musée du Louvre, Paris.
- Bonaparte franchissant le Grand-Saint-Bernard (1800-1803), deux des cinq versions exposées Château de Malmaison et château de Charlottenburg à Berlin.

#### Exposition à l'atelier de David 1814
- Léonidas aux Thermopyles (1814), musée du Louvre, Paris.

#### Exposition payante de la rue de Richelieu 1824
- Mars désarmé par Vénus et les grâces (1824), musée royal d'art ancien à Bruxelles.

#### Principaux portraits
- Portrait d'Antoine-Laurent Lavoisier et de sa femme (1788), Metropolitan Museum of Art, New York
- Portrait de la marquise d'Orvilliers (1790), musée du Louvre à Paris
- Portrait de la comtesse de Sorcy-Thélusson (1790), Neue Pinakothek à Munich
- Autoportrait (1794), musée du Louvre, Paris
- Portrait de Jacobus Blauw (1795), National Gallery, Londres
- Portrait de madame de Verninac (1799), musée du Louvre à Paris
- Portrait du pape Pie VII (1805), musée du Louvre à Paris
- Portrait du comte Antoine Français de Nantes (1811), Paris, Musée Jacquemart-André
- Napoléon dans son cabinet de travail (1812), 2 versions National Gallery of Art, Washington, musée National du Château de Versailles, Versailles
- Portrait de Jean Pierre Delahaye (1815), Los Angeles County Museum of Art
- Portrait du Baron Charles Jean-Marie Alquier (1816), disparu
- Portrait de la Comtesse Vilain XIIII et de sa fille Louise (1816), National Gallery de Londres
- Portrait de Sieyès (1817), Fogg Art Museum, Cambridge, Massachusetts
- Charlotte et Zénaide Bonaparte (1821), J. Paul Getty Museum, Los Angeles
- Portrait de Juliette de Villeneuve (1824), Paris, musée du Louvre

#### Tableaux inachevés
- Le Serment du jeu de paume (1791), château de Versailles.
- Portrait de Madame Pastoret (1791), Art Institute of Chicago.
- Portrait de Madame Marie-Louise Trudaine (1791-1792) musée du Louvre.
- La Mort du jeune Bara (1794), Avignon, musée Calvet.
- Portrait inachevé de Bonaparte (1798), Paris musée du Louvre.
- Portrait de madame Récamier (1800), musée du Louvre.

### Expositions rétrospectives
- 1883 et 1885 Les Portraits du siècle, Paris, École des beaux-arts
- 1913 David et ses élèves, Paris, palais des beaux-arts
- 1936 Gros ses amis et ses élèves, Paris, Petit Palais
- 1948 David, exposition en l'honneur du deuxième centenaire de sa naissance, Orangerie du château de Versailles
- 1974-1975 De David à Delacroix, Metropolitan Museum of Art, New York ; Grand Palais, Paris
- 1989 Jacques-Louis David 1748-1825, musée du Louvre et musée national du château de Versailles
- 2004 Le Sacre de Napoléon peint par David, musée du Louvre
- 2005 David, Empire to exile, Art Institute of Chicago
- 2005 Jacques-Louis David 1748-1825, musée Jacquemart-André, Paris

## L'École de David

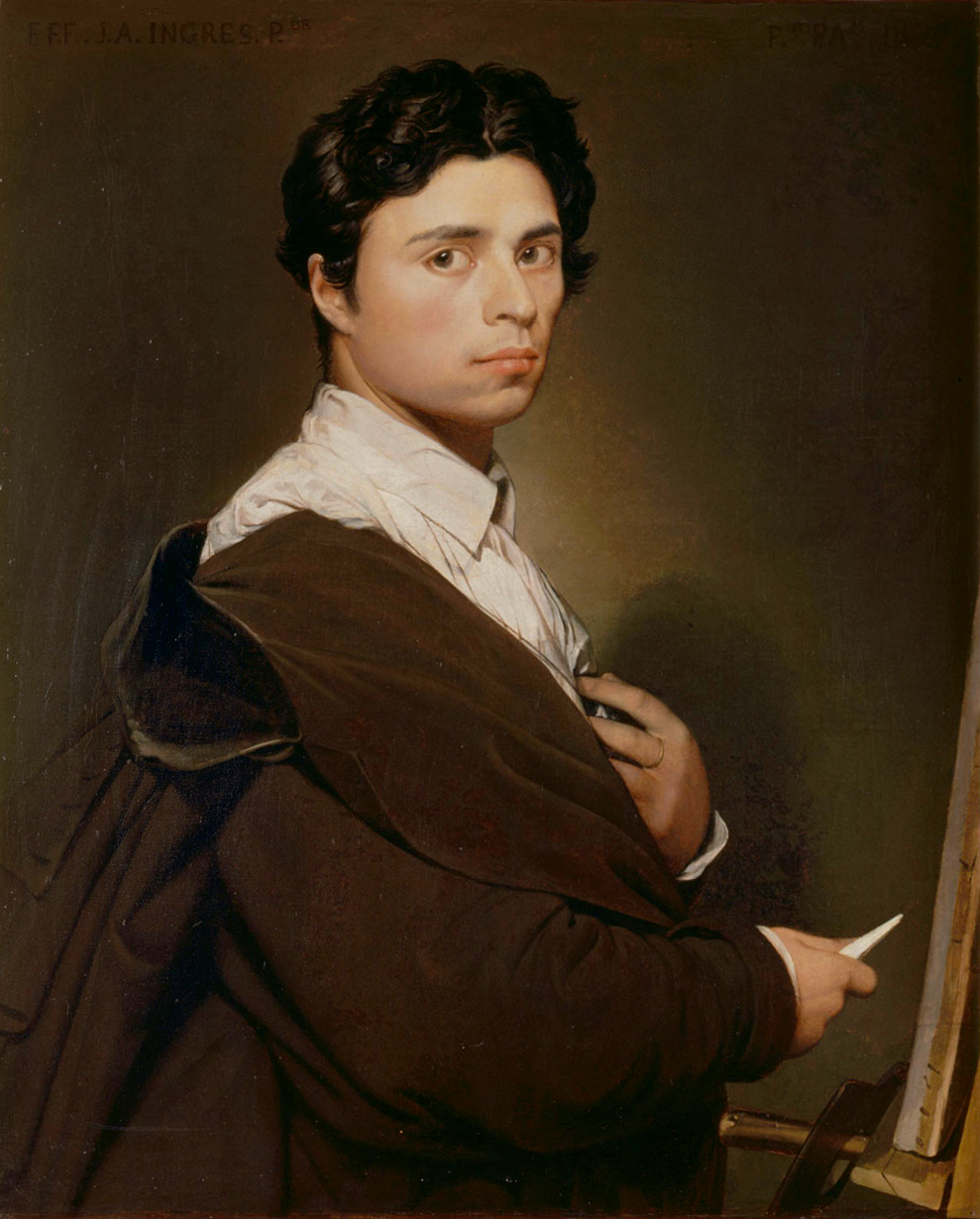
Ingres est entré à l'atelier de David en 1796.

L'influence de David s'évalue par le nombre d'élèves qu'il reçut dans son atelier : de 1780 à 1821, sont sortis entre 280 et 470 élèves, voire plus selon Verbraeken, sans préciser le nombre. Il observe que la liste la plus longue publiée par J.-L. David omet des élèves inscrits dans le registre de l'école des beaux-arts, dont l'appartenance à l'école de David est précisée.
L'école est fondée en 1780 à son retour de Rome ; les premiers élèves furent entre autres Jean-Baptiste Wicar, Jean-Germain Drouais, Girodet-Trioson. L'expression « École de David » est utilisée au début du XIXe siècle et qualifie à la fois son atelier et l'influence sur la peinture de son temps. Qualifié de dogmatique, David favorisa cependant l'expression de talents originaux et éloignés de sa peinture, dont l'exemple le plus caractéristique fut celui d'Antoine-Jean Gros, dont le style annonce le romantisme de Géricault et de Delacroix, et s'éloigne, par la peinture et les sujets, de la manière classique de son maître. Loin d'être opposé, il lui reste fidèle et reprendra l'atelier de David lors de son exil.
D'autres élèves ont adopté une attitude de dissidence envers l'enseignement de David. En voulant aller plus loin que leur maître, le groupe des Barbus voulait radicaliser le néo-classicisme en l'orientant vers une Antiquité plus primitive, inspiré du style grec le plus archaïque. David s'opposa aussi à Girodet et à Ingres dont il ne comprenait pas les orientations esthétiques ; après avoir vu le tableau de Girodet Apothéose des héros français morts pour la patrie pendant la guerre de la Liberté, il réagit en ces termes :

« Ah ça ! Il est fou, Girodet !… Il est fou, ou je n'entends plus rien à l'art de la peinture. Ce sont des personnages de cristal qu'il nous a fait là… Quel dommage ! Avec son beau talent, cet homme ne fera jamais que des folies… Il n'a pas le sens commun. »

Concernant Ingres, son Jupiter et Thétis « tient au délire ». Il ajoute : « je ne sais plus peindre […]. J'ai été le maître de Ingres, c'est à lui de m'enseigner ».
Plusieurs élèves de David furent ses assistants. Drouais aida son maître dans la réalisation du Serment des Horaces, Jean-Baptiste Isabey travailla sur Les Amours de Pâris et d’Hélène, François Gérard sur les Derniers moments de Michel Lepeletier, trois élèves ont collaboré sur les Sabines , Jean-Pierre Franque, Jérôme-Martin Langlois et occasionnellement Ingres, qui travaille aussi sur le portrait de Madame Récamier. Georges Rouget est considéré comme l'assistant préféré de David, il travailla sur deux des répliques du Bonaparte au Grand-Saint-Bernard, Le Sacre de Napoléon, où il est représenté aux côtés de son maître, Léonidas aux Thermopyles et la répétition du Sacre.
L'impact de l'atelier de David eut vraisemblablement un rôle déterminant dans la construction d'une vision contemporaine de l'art. Cette vision n'oppose plus les styles mais les transcende en tenant compte de « l'ensemble des forces contradictoires qui s'exercent sur les créations ».

## Historiographie et études

Portrait de David par son élève Georges Rouget.

La première biographie sur le peintre fut rédigée de son vivant par Chaussard dans le Pausanias français. Elle s'arrêtait en 1806, avant l'exposition du Sacre. En 1824, un auteur anonyme fait paraître une Notice sur la vie et les ouvrages de David. Mais c'est en 1826, un an après sa mort, que la première biographie complète du peintre paraît : Vie de David, publiée anonymement sous les initiales « A. Th. », tente alors de dédouaner l'artiste de son rôle sous la révolution. L'identité de l'auteur est disputée ; la police royaliste pensait que c'était Adolphe Thiers qui avait écrit une critique sur le peintre en 1822, mais actuellement cette attribution est généralement écartée. Les anciennes bibliographies l'attribuent à un Thomé, neveu du conventionnel Thibaudeau, prénommé par erreur Antoine, c'est en fait Aimé Thomé qui à l'occasion de son mariage ajouta « de Gamond » à son patronyme. Lui-même affirmait en être l'auteur et aurait perçu des droits d'auteur. Cependant, pour Antoine Schnapper, l'attribution est contestable du fait qu'il donne des détails précis sur la période révolutionnaire du peintre, ce qui fait pencher pour une attribution de l'ouvrage à Antoine Claire Thibaudeau, ancien conventionnel régicide et ami de David, et comme lui en exil à Bruxelles. Cette attribution avait déjà été suggérée par A. Mahul dans sa notice nécrologique et Delafontaine. Wildenstein précise que Thibaudeau reprend l'essentiel des informations du livre anonyme Notice sur la vie et les ouvrages de David de 1824. D'autres sources l'attribuent à son fils Adolphe Thibaudeau, journaliste et important collectionneur de dessins. Plusieurs biographies qui paraissent à la suite de celle-ci, de A. C. Coupin à Miette de Villars, adoptent le même point de vue.
En 1855, Étienne-Jean Delécluze se veut plus objectif sur le rôle de son ancien maître durant cette période ; il fut élève de David et s'appuya sur ses souvenirs et des témoignages de première main pour rédiger sa biographie Louis David son école et son temps. Malgré son ancienneté et certaines imprécisions, cet ouvrage est encore considéré comme une référence. Lors des expositions rétrospectives, l'intérêt pour l'œuvre du peintre est ravivé ; plusieurs historiens font paraître, dans la Gazette des beaux-arts ou la Revue de l'art français ancien et moderne, des études détaillées sur David. Au début du XXe siècle, des essayistes abordent l'œuvre de David selon les courants politiques du temps, comme Agnès Humbert, qui fait paraître en 1936 Louis David, peintre et conventionnel : essai de critique marxiste. À partir de 1948, le bicentenaire de la naissance du peintre, et après la grande exposition rétrospective de l'Orangerie, le renouveau des études davidiennes voit émerger des approches plus objectives et moins passionnées. D. Dowd publie une étude approfondie sur le rôle de David sous la révolution Pageant-master of the Republic : Jacques-Louis David and the French Revolution, Louis Hautecœur écrit en 1954, un siècle après Delécluze, Louis David la première monographie moderne sur le peintre, Alvar Gonzales Pallacios dans son David et la peinture napoléonienne s'intéresse à l'art du peintre sous le Premier Empire. Après la grande biographie d'Antoine Schnapper en 1980 David témoin de son temps, l'exposition de 1989 est l'occasion d'aborder de nouvelles thématiques sur l'art de David dans le cadre du colloque David contre David, où l'artiste est analysé sous plusieurs aspects par plusieurs historiens d'art.